# Big Brother (Fernsehshow)

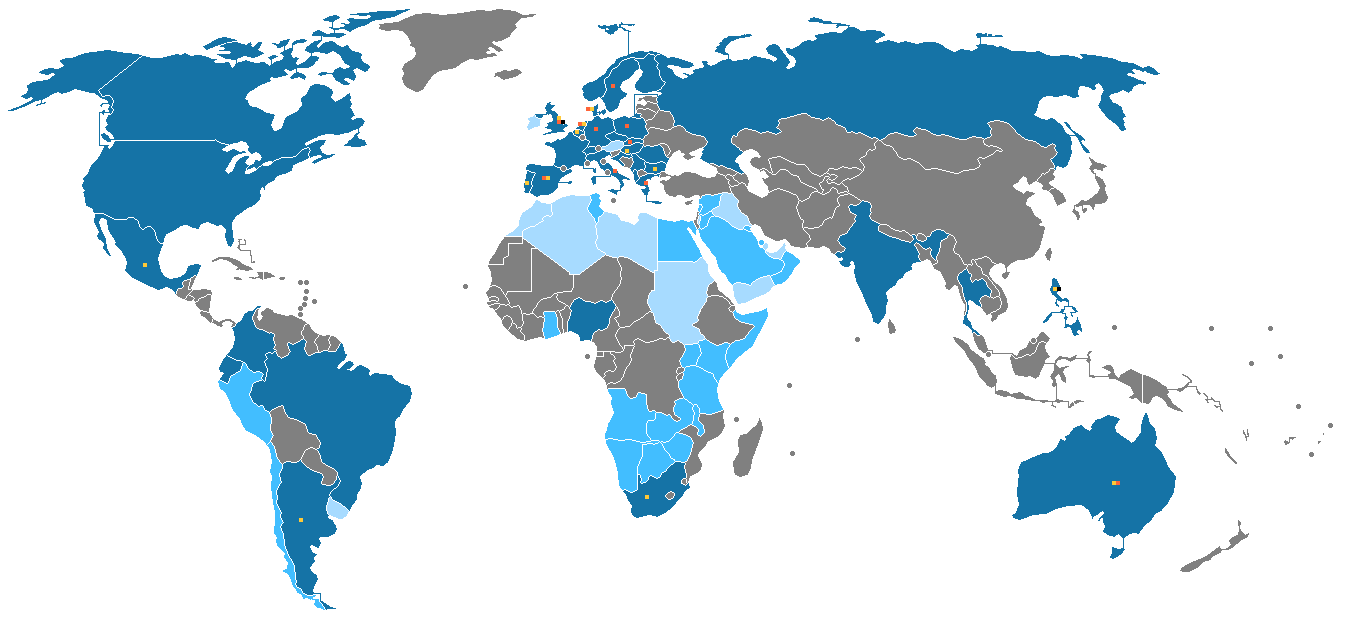
Länder mit einer eigenen Version von Big Brother

Big Brother ist eine international erfolgreiche und in fast 70 Ländern ausgestrahlte Fernsehshow und ein stark umstrittenes TV-Sendeformat. Es wurde zum ersten Mal 1999 in den Niederlanden ausgestrahlt. Die Rechte an der jeweils lokal produzierten Show besitzt seit der Übernahme des niederländischen Unternehmens Endemol Entertainment im Jahr 2020 die Banijay Group. In Deutschland wurde Big Brother auf dem privaten Sender RTL II und seit der fünften Staffel auf Premiere bzw. ab der zehnten Staffel bei Sky Deutschland (ehemals Premiere) sowie Clipfish als 24-Stunden-Livestream, der rund um die Uhr Bilder aus dem Big-Brother-Haus sendet, ausgestrahlt. Nach dem Ende der elften Staffel 2011 wurde das Format in Deutschland zunächst nicht mehr weiter produziert. 2013 startete Sat.1 mit Promi Big Brother einen eigenen Ableger. 2015 lief eine neue reguläre Staffel ohne Promis bei sixx, die wie die sechste Staffel in den Jahren 2005 und 2006 von Jochen Bendel moderiert wurde. 2020 ist auf Sat.1 zum 20. Jubiläum eine neue Staffel Big Brother ausgestrahlt worden, die, wie die vergangenen Promi-Big-Brother-Staffeln, von Jochen Schropp moderiert wurde und aus den MMC Studios in Köln gesendet wurde.
Die 14. Staffel lief vom 4. März 2024 bis 10. Juni 2024 auf der Streaming-Plattform Joyn. Die Live Shows wurden wöchentlich am Montag auf Sat.1 ausgestrahlt. Zum ersten Mal in der Big Brother Geschichte wurde diese Staffel in den WDR-Studios Köln-Bocklemünd produziert. Die 15. Staffel von Big Brother startete am 24. Februar 2025 auf sixx und auf Joyn.

## Konzept
Im von Land zu Land leicht variierendem Konzept der Sendung lebt eine Gruppe von Menschen zum Teil mehrere Monate lang in einem als Wohnumgebung eingerichteten Fernsehstudio („Container“). Der Tagesablauf wird von der Produktionsfirma strukturiert und durch vorgegebene Wettbewerbe und Spiele aufgelockert. Die Kommunikation mit den Teilnehmern erfolgt über die Computerstimme „Big Brother“. Das Leben der Teilnehmenden wird rund um die Uhr von Fernsehkameras und Mikrofonen aufgezeichnet und regelmäßig live oder als Zusammenschnitt von „Highlights“ im Fernsehen ausgestrahlt. Am Ende der Sendung steht der Projektgewinner eines – in Deutschland einkommenssteuerpflichtigen  – Preisgeldes fest. Es ist die Person, welche den Container als Letzte verlässt.

## Der NameBig Brother
Der Name Big Brother ist abgeleitet von George Orwells 1949 erschienenem dystopischem Science-Fiction-Roman 1984. In dieser düsteren Zukunftsvision wird eine totalitär regierte Gesellschaft beschrieben, die unter ständiger Überwachung durch den Großen Bruder (englisch Big Brother) steht. Überwachungskameras zur Videoüberwachung (sogenannte „Televisoren“ oder in neueren Übersetzungen „Teleschirme“), Fernsehempfänger mit Großbildschirmen und integrierten Mikrofonen zur Entgegennahme von Befehlen sind überall, auch in den Wohnräumen, präsent und schaffen eine allgegenwärtige, fast lückenlose Überwachung der Individuen. Privatsphäre existiert so nicht mehr.
Die Sendung bezieht sich in ihrem Titel auf diese lückenlose Videoüberwachung und den Verlust der Privatsphäre. Obwohl der Name der Sendung der Anrede des Herrschers aus Orwells Roman entspricht, enthält sie keine eigene politische Ausrichtung.

## Big Brother in Deutschland

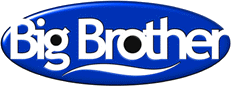
Big Brother Logo von 2000-2003, ab 2007-2008, 2011

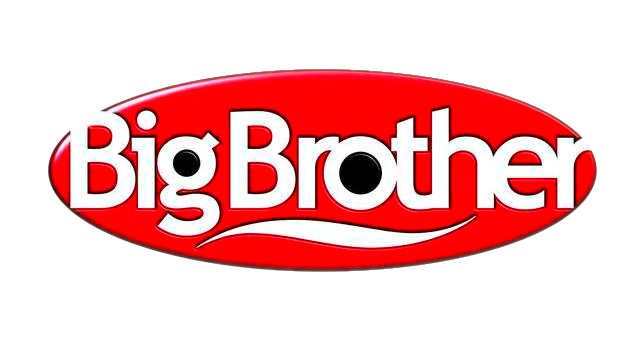
Big Brother Logo von 2005-2006, 2009

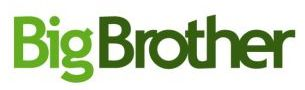
Big Brother Logo der 12. Staffel 2015 auf sixx

Die Show wurde in bislang 14 Staffeln produziert. Die erste Staffel lief in Deutschland im Jahr 2000. Im Jahr 2005 startete bereits die sechste Staffel, die als endlos gelten sollte, doch aufgrund zu niedriger Einschaltquoten am 26. Februar 2006 eingestellt wurde. Die achte Staffel begann am 7. Januar 2008. Daraufhin folgte am 8. Dezember 2009 die neunte Staffel. Die Ausstrahlung der zehnten Staffel endete am 10. August 2010 und am 2. Mai 2011 begann die elfte Staffel. Nach vier Jahren Pause hatte Big Brother sein Comeback auf Sixx. Die Staffel begann am 22. September 2015 und endete am 22. Dezember 2015. Mit 92 Tagen war diese Staffel die kürzeste. Nach erneut über vier Jahren Pause wurde zum 20. Jubiläum der Sendung eine neue Staffel mit 100 Tagen bei Sat.1 ausgestrahlt.
In der Pause zwischen sechster und siebter Staffel sendete Premiere vom 26. Februar 2006 bis zum 5. Juni 2006 einen Format-Klon namens Der Container Exklusiv, ebenfalls von Endemol produziert. Moderator dieser Sendung war Christian Möllmann, bekannt aus der zweiten Staffel.

### Übersicht
| Staffel | Hauptmoderator(en)  | Hauptmoderator(en) | Hauptmoderator(en) | Hauptmoderator(en) | Beginn           | Ende             | Tage im Haus           | Bewohner            | Gewinner(in)                                               | Zweitplatzierte(r)                                             | Drittplatzierte(r)    | Titelsong                                       |
| ------- | ------------------- | ------------------ | ------------------ | ------------------ | ---------------- | ---------------- | ---------------------- | ------------------- | ---------------------------------------------------------- | -------------------------------------------------------------- | --------------------- | ----------------------------------------------- |
| 1       | Percy Hoven         |                    |                    |                    | 28. Feb 2000     | 9. Juni 2000     | 103                    | 13                  | John Milz                                                  | Jürgen Milski                                                  | Andrea Singh          | Die 3. Generation – Leb!                        |
| 2       | Oliver Geissen      | 16. Sep. 2000      | 31. Dez. 2000      | 106                | 17               | Alida Kurras     | Harry Schmidt          | Frank Röthen        | Berger – Zeig mir Dein Gesicht                             |                                                                |                       |                                                 |
| 3       | Oliver Geissen      | 27. Jan. 2001      | 12. Mai 2001       | 106                | 14               | Karina Schreiber | Medy Hussein           | Wulf Piazolo        | Ayman & Naima – Nur die Wahrheit zählt                     |                                                                |                       |                                                 |
| 4       | Aleksandra Bechtel  | 31. März 2003      | 7. Juli 2003       | 99                 | 19               | Jan Geilhufe     | Nadja Steininger       | Holger Remme        | Oli P. feat. Lukas – Alles ändert sich (alles oder nichts) |                                                                |                       |                                                 |
| 5       | Ruth Moschner       | 2. März 2004       | 1. März 2005       | 365                | 60               | Sascha Sirtl     | Franziska Lewandrowski | Michael Homula      | Lex – Alles, was Du willst                                 |                                                                |                       |                                                 |
| 6       | Ruth Moschner       | Oliver Petszokat   |                    |                    | 1. März 2005     | 26. Feb. 2006    | 363                    | 59                  | Michael Knopf                                              | Thomas Motz                                                    | Denis Odak            | Deine Welt                                      |
| 7       | Charlotte Karlinder |                    |                    |                    | 5. Feb 2007      | 2. Juli 2007     | 148                    | 17                  | Michael Carstensen                                         | Sonja Ailler                                                   | Kathrin Schlosser     | Senta-Sofia – Ich sehe was, was du nicht siehst |
| 8       | Charlotte Karlinder | Miriam Pielhau     |                    |                    | 7. Jan. 2008     | 7. Juli 2008     | 183                    | 25                  | Silke 'Isi' Kaufmann                                       | Marcel Schiefelbein                                            | Kevin Daßler          | Sunrise Avenue – Choose to Be Me                |
| 9       |                     | Miriam Pielhau     | 8. Dez 2008        | 6. Juli 2009       | 211              | 30               | Daniel Schöller        | Marcel Schiefelbein | Geraldine Walther                                          | Mousse T. – Everybody ab Januar 2009: Die 3. Generation – Leb! |                       |                                                 |
| 10      | Aleksandra Bechtel  |                    |                    |                    | 211              | 11. Jan 2010     | 9. Aug. 2010           | 22                  | Timo Grätsch                                               | Marc Maurer                                                    | Anne Waldvogel        | Culcha Candela – Schöne neue Welt               |
| 11      | Aleksandra Bechtel  | Sonja Zietlow      |                    |                    | 2. Mai 2011      | 12. Sep. 2011    | 135                    | 22                  | Marc 'Rayo' Sonnen                                         | Dagmara 'Daggy" Szlachta                                       | Heiko 'Leon" Kuhlmann | Die 3. Generation – Leb!                        |
| 12      | Jochen Bendel       |                    |                    |                    | 22. Sep 2015     | 22. Dez. 2015    | 92                     | 18                  | Lusy Skaya                                                 | Sharon Reiche                                                  | Guido Soethof         | Neon Hitch – Sparks                             |
| 13      | Jochen Schropp      | 10. Feb. 2020      | 18. Mai 2020       | 100                | 18               | Cedric Beidinger | Gina Beckmann          | Pat Müller          | Cosby – Follow the Leader                                  |                                                                |                       |                                                 |
| 14      | Jochen Schropp      | 4. März 2024       | 10. Juni 2024      | 100                | 20               | Marcus Bräuer    | Frauke Drathschmidt    | Benedikt Kohle      | Die 3. Generation – Leb!                                   |                                                                |                       |                                                 |
| 15      | Jochen Schropp      | Jochen Bendel      | Melissa Khalaj     | Elena Gruschka     | 24. Februar 2025 | 14. April 2025   | 50                     | 18                  | Marcel Schiefelbein                                        | Tanja Steidel                                                  | Tino Wachtel          |                                                 |

### 1. Staffel

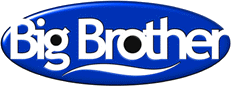
Das Logo der 1.–3. deutschen Big-Brother-Staffel

Alle zwei Wochen nominiert jeder Bewohner zwei Kandidaten, die seiner Ansicht nach das Big-Brother-Haus verlassen müssen. Er spricht diese Nominierungen isoliert von den anderen Bewohnern in einem speziellen Raum vor den Fernsehzuschauern aus. Das Fernsehpublikum entscheidet dann per Abstimmung, welcher von den nominierten Hausbewohnern gehen muss. Dies geschieht so lange, bis nur noch drei Kandidaten übrig sind. Danach bewerten die Zuschauer die drei verbliebenen Kandidaten. Der Gewinner erhält die Gewinnsumme. Zusätzlich können Wochen- und Tagesaufgaben gelöst werden, die den Bewohnern bei Erfolg zu Geschenken in Form von Musik, Essen etc. verhelfen. Die Staffel begann am 28. Februar und endete nach 102 Tagen am 9. Juni 2000.
Die Kandidaten wohnten zusammen in einem Wohncontainer (153 m² Wohnfläche) mit Garten auf dem Gelände der NOB Studios (heute EMG Germany, vorher firmiert unter nobeo GmbH) in Hürth bei Köln. Sollte ein Kandidat freiwillig das Haus verlassen, so zieht ein Ersatz-Kandidat für diesen ein.
Die Show wurde vom Sender RTL II übertragen. Die Gewinnsumme betrug 250.000 DM. Der Titelsong dieser Staffel war Leb! von Die 3. Generation.
Percy Hoven moderierte die erste Staffel, unterstützt wurde er dabei von Thorsten Wember. Außenreporterin war Sophie Rosentreter.
| Name              | Alter | Einzug           | Auszug         | Tage im Haus | Bemerkung           |
| ----------------- | ----- | ---------------- | -------------- | ------------ | ------------------- |
| Thomas Hendrich   | 23    | 28. Februar 2000 | 12. März 2000  | 013          |                     |
| Despina Eftimescu | 29    | 28. Februar 2000 | 5. März 2000   | 06           | freiwilliger Auszug |
| Jana Orban        | 24    | 28. Februar 2000 | 26. März 2000  | 027          |                     |
| Zlatko Trpkovski  | 24    | 28. Februar 2000 | 9. April 2000  | 041          |                     |
| Jona Klein        | 20    | 12. März 2000    | 16. April 2000 | 035          | freiwilliger Auszug |
| Manuela Schick    | 23    | 28. Februar 2000 | 23. April 2000 | 055          |                     |
| Kerstin Klinz     | 26    | 28. Februar 2000 | 23. April 2000 | 055          | freiwilliger Auszug |
| Alex Jolig        | 37    | 28. Februar 2000 | 7. Mai 2000    | 069          |                     |
| Verena Malta      | 28    | 30. April 2000   | 21. Mai 2000   | 021          |                     |
| Sabrina Lange     | 32    | 16. April 2000   | 4. Juni 2000   | 042          |                     |
| Andrea Singh      | 34    | 28. Februar 2000 | 9. Juni 2000   | 102          | Drittplatzierte     |
| Jürgen Milski     | 36    | 28. Februar 2000 | 9. Juni 2000   | 102          | Zweitplatzierter    |
| John Milz         | 26    | 28. Februar 2000 | 9. Juni 2000   | 102          | Gewinner            |

|                     | Runde 1        | Runde 2                     | Runde 3                     | Runde 4                      | Runde 5                      | Runde 6                      | Halbfinale                   | Finale                       | Finale                       |
| ------------------- | -------------- | --------------------------- | --------------------------- | ---------------------------- | ---------------------------- | ---------------------------- | ---------------------------- | ---------------------------- | ---------------------------- |
| John                | Despina Zlatko | Jana Andrea                 | Jürgen Zlatko               | Kerstin Manuela              | Jürgen Sabrina               | Jürgen Verena                | Andrea Sabrina               | Gewinner                     | Gewinner                     |
| Jürgen              | Despina Thomas | Jona John                   | Kerstin Manuela             | Kerstin Manuela              | Alex Sabrina                 | John Verena                  | Andrea Sabrina               | Zweitplatzierter             | Zweitplatzierter             |
| Andrea              | Despina Thomas | Jona Zlatko                 | Manuela Kerstin             | Kerstin Manuela              | Alex Jürgen                  | Verena Sabrina               | John Jürgen                  | Drittplatzierte              | Drittplatzierte              |
| Sabrina             | Nicht im Haus  | Nicht im Haus               | Nicht im Haus               | Nicht im Haus                | Alex John                    | Verena Andrea                | Andrea John                  | rausgewählt (Tag 97)         | rausgewählt (Tag 97)         |
| Verena              | Nicht im Haus  | Nicht im Haus               | Nicht im Haus               | Nicht im Haus                | Nicht im Haus                | John Jürgen                  | rausgewählt (Tag 83)         | rausgewählt (Tag 83)         | rausgewählt (Tag 83)         |
| Alex                | Despina Zlatko | Jana Jürgen                 | Jürgen Zlatko               | Andrea John                  | Jürgen John                  | rausgewählt (Tag 69)         | rausgewählt (Tag 69)         | rausgewählt (Tag 69)         | rausgewählt (Tag 69)         |
| Kerstin             | Andrea Despina | Jana Jürgen                 | Jürgen Zlatko               | Andrea Jürgen                | freiwilliger Auszug (Tag 55) | freiwilliger Auszug (Tag 55) | freiwilliger Auszug (Tag 55) | freiwilliger Auszug (Tag 55) | freiwilliger Auszug (Tag 55) |
| Manuela             | Despina Jana   | Jana Zlatko                 | Jürgen Zlatko               | Andrea Jürgen                | rausgewählt (Tag 55)         | rausgewählt (Tag 55)         | rausgewählt (Tag 55)         | rausgewählt (Tag 55)         | rausgewählt (Tag 55)         |
| Jona                | Nicht im Haus  | Alex Jana                   | Alex Jürgen                 | freiwilliger Auszug (Tag 47) | freiwilliger Auszug (Tag 47) | freiwilliger Auszug (Tag 47) | freiwilliger Auszug (Tag 47) | freiwilliger Auszug (Tag 47) | freiwilliger Auszug (Tag 47) |
| Zlatko              | Despina Thomas | Jona John                   | Kerstin Manuela             | rausgewählt (Tag 41)         | rausgewählt (Tag 41)         | rausgewählt (Tag 41)         | rausgewählt (Tag 41)         | rausgewählt (Tag 41)         | rausgewählt (Tag 41)         |
| Jana                | Despina Zlatko | Jona John                   | rausgewählt (Tag 27)        | rausgewählt (Tag 27)         | rausgewählt (Tag 27)         | rausgewählt (Tag 27)         | rausgewählt (Tag 27)         | rausgewählt (Tag 27)         | rausgewählt (Tag 27)         |
| Thomas              | Despina Zlatko | rausgewählt (Tag 13)        | rausgewählt (Tag 13)        | rausgewählt (Tag 13)         | rausgewählt (Tag 13)         | rausgewählt (Tag 13)         | rausgewählt (Tag 13)         | rausgewählt (Tag 13)         | rausgewählt (Tag 13)         |
| Despina             | Despina Thomas | freiwilliger Auszug (Tag 6) | freiwilliger Auszug (Tag 6) | freiwilliger Auszug (Tag 6)  | freiwilliger Auszug (Tag 6)  | freiwilliger Auszug (Tag 6)  | freiwilliger Auszug (Tag 6)  | freiwilliger Auszug (Tag 6)  | freiwilliger Auszug (Tag 6)  |
|                     | Runde 1        | Runde 2                     | Runde 3                     | Runde 4                      | Runde 5                      | Runde 6                      | Halbfinale                   | Finale                       | Finale                       |
| Freiwilliger Auszug |                | Despina                     |                             | Jona                         | Kerstin                      |                              |                              |                              |                              |
| Nominiert           | Thomas Zlatko  | Jana Jona                   | Jürgen Zlatko               | Andrea Kerstin Manuela       | Alex Jürgen                  | John Jürgen Verena           | Andrea John Sabrina          |                              |                              |
| Rauswahl            | Thomas 54,3 %  | Jana 63,1 %                 | Zlatko 58,48 %              | Manuela 51,5 %               | Alex 69 %                    | Verena 77,6 %                | Sabrina 61,4 %               | Andrea 11,7 % (von 3)        | Jürgen 49,6 % (von 2)        |
| Rauswahl            | Thomas 54,3 %  | Jana 63,1 %                 | Zlatko 58,48 %              | Manuela 51,5 %               | Alex 69 %                    | Verena 77,6 %                | Sabrina 61,4 %               | John 50,4 % (von 2)          |                              |

| Name         | Einzug       | Auszug       | Bemerkung                                       |
| ------------ | ------------ | ------------ | ----------------------------------------------- |
| Four Colourz | 1. Mai 2000  | 1. Mai 2000  | Performen im Garten zwei Songs für die Bewohner |
| Udo Walz     | 11. Mai 2000 | 11. Mai 2000 | Als Friseur der Bewohner                        |
| Verona Pooth | 18. Mai 2000 | 19. Mai 2000 |                                                 |
| Toni Polster | 3. Juni 2000 | 4. Juni 2000 |                                                 |

### 2. Staffel
Nachdem sich in der ersten Staffel zirka 15.000 Kandidaten beworben hatten, waren es für die 106 Tage andauernde 2. Staffel – sie begann am 16. September und endete zu Silvester 2000 – bereits über 70.000. Nach den Telefon-Castings fanden die Kamera-Castings in fünf deutschen Großstädten statt. An einem psychologischen Test mussten alle Bewerber, die in die engere Auswahl kamen, teilnehmen. Eine „aparte“ Mischung der Teilnehmer sollte an den Erfolg der ersten Staffel anschließen. Motto: „Weg vom Auf-der-Couch-Sitzen hin zu mehr Intrigen, verrückteren Charakteren und verschärften Regeln!“
Das Konzept weicht von dem der ersten Staffel nur unwesentlich ab. Alle zwei Wochen nominiert jeder Bewohner unter Pflicht-Angabe von Gründen zwei Kandidaten, die seiner Ansicht nach das Big-Brother-Haus verlassen müssen. Er spricht diese Nominierungen isoliert von den anderen Bewohnern in einem speziellen Raum live vor den Fernsehzuschauern (RTL) aus.
Das Fernsehpublikum entscheidet dann per Telefon-Abstimmung, welcher der nominierten Hausbewohner in der Folgewoche gehen muss. Dieses Procedere geschieht so lange, bis nur noch drei Kandidaten übrig sind. Danach bewerten die Zuschauer die drei verbliebenen Kandidaten. Der Gewinner erhält die Gewinnsumme.
Während der gesamten Staffel müssen zusätzlich Wochen- und Tagesaufgaben gelöst werden, die den Bewohnern bei Erfolg zu Geschenken in Form von Zusatzbudget, Musik, Essen etc. verhelfen.
Neu in der zweiten Staffel ist, dass die Kandidaten „back to basic“, das heißt ohne garantierte Essensrationen, warmes Wasser oder Kosmetika auskommen bzw. sich diese „Extras“ erarbeiten müssen.
Die Kandidaten wohnten zusammen in einem Wohncontainer (153 m² Wohnfläche) mit Garten auf dem streng-bewachten Gelände der NOB Studios in Hürth bei Köln, wie schon in der ersten Staffel. Die Tages-Shows wurden vom Sender RTL II, die Nominierungs- und Auszugs-Shows am Samstag von RTL übertragen.
Die Gewinnsumme betrug 250.000 DM. Erstmals konnten die Zuschauer über den Sender Single-TV sowie per Live-Stream im Internet rund um die Uhr in den Wohncontainer schauen.
Titelsong dieser Staffel war Zeig mir dein Gesicht von Berger.
Zusätzlich zu der Staffel gab es das tägliche Nacht-Quiz (Big Brother – Das Quiz) mit Maike Tatzig, eine Morning-Call-in-Show (Big Brother – Dein Gewinn) sowie permanente Beiträge auf nahezu allen privaten Fernsehsendern. Die Werbe-Kooperationen zum Beispiel mit Pepsi, der Bild-Zeitung und anderen wichtigen Werbepartnern machten Big Brother im Jahre 2000 zu dem Medienereignis, das viele Kritiker auf den Plan rief und eben dadurch den Erfolg der Staffeln 1 und 2 verstärkte.
Oliver Geissen moderierte zusammen mit Gudrun Loeb durch die Live-Sendungen. Außenreporterin war Aleksandra Bechtel.
| Name                         | Alter | Einzug                              | Auszug                               | Tage im Haus  | Bemerkung                         |
| ---------------------------- | ----- | ----------------------------------- | ------------------------------------ | ------------- | --------------------------------- |
| Marion Unseld                | 28    | 16. September 2000 24. Oktober 2000 | 30. September 2000 14. November 2000 | 014 21 (Σ 35) | Wiedereinzug, freiwilliger Auszug |
| Stefanie Jurke               | 33    | 16. September 2000                  | 14. Oktober 2000                     | 028           |                                   |
| Christian Möllmann           | 28    | 16. September 2000                  | 17. Oktober 2000                     | 031           | freiwilliger Auszug               |
| Celine Jentzsch              | 31    | 18. Oktober 2000                    | 21. Oktober 2000                     | 03            |                                   |
| Jörg Thomas Schulz           | 31    | 16. September 2000                  | 23. Oktober 2000                     | 037           | freiwilliger Auszug               |
| Christian „Biwi“ Mittermeier | 37    | 18. Oktober 2000                    | 28. Oktober 2000                     | 010           |                                   |
| Hanka Rackwitz               | 31    | 16. September 2000                  | 11. November 2000                    | 056           |                                   |
| Daniela Benguerich           | 31    | 16. September 2000                  | 18. November 2000                    | 063           | freiwilliger Auszug               |
| Karim Benguerich             | 28    | 16. September 2000                  | 18. November 2000                    | 063           | freiwilliger Auszug               |
| Walter Unterweger            | 23    | 16. September 2000                  | 25. November 2000                    | 070           |                                   |
| Lillian «Lilli» Khadrawi     | 23    | 18. November 2000                   | 10. Dezember 2000                    | 022           |                                   |
| Linda Traber                 | 29    | 18. November 2000                   | 23. Dezember 2000                    | 035           |                                   |
| Ebru Kayman                  | 23    | 16. September 2000                  | 26. Dezember 2000                    | 100           |                                   |
| Alexander Melchior           | 26    | 18. November 2000                   | 28. Dezember 2000                    | 040           |                                   |
| Frank Röther                 | 28    | 16. September 2000                  | 30. Dezember 2000                    | 106           | Drittplatzierter                  |
| Harry Schmidt                | 40    | 16. September 2000                  | 30. Dezember 2000                    | 106           | Zweitplatzierter                  |
| Alida-Nadine Kurras          | 23    | 16. September 2000                  | 30. Dezember 2000                    | 106           | Gewinnerin                        |

|                     | Runde 1           | Runde 2              | Runde 3                      | Runde 4                      | Runde 5                      | Runde 6                      | Runde 7                      | Runde 8                      | Halbfinale                   | Finale                       | Finale                       |
| ------------------- | ----------------- | -------------------- | ---------------------------- | ---------------------------- | ---------------------------- | ---------------------------- | ---------------------------- | ---------------------------- | ---------------------------- | ---------------------------- | ---------------------------- |
| Alida               | Christian Marion  | Christian Stefanie   | Biwi Walter                  | Daniela Marion               | Harry Walter                 | Alex Lilian                  | Alex Linda                   | Keine Nominierungen          | Keine Nominierungen          | Gewinnerin                   | Gewinnerin                   |
| Harry               | Christian Marion  | Stefanie Walter      | Jörg Walter                  | Hanka Walter                 | Frank Walter                 | Lillian Ebru                 | Alex Linda                   | Keine Nominierungen          | Keine Nominierungen          | Zweitplatzierter             | Zweitplatzierter             |
| Frank               | Christian Marion  | Christian Stefanie   | Biwi Hanka                   | Ebru Marion                  | Harry Walter                 | Lillian Linda                | Alex Linda                   | Keine Nominierungen          | Keine Nominierungen          | Drittplatzierter             | Drittplatzierter             |
| Alex                | Nicht im Haus     | Nicht im Haus        | Nicht im Haus                | Nicht im Haus                | Nicht im Haus                | Harry Linda                  | Frank Linda                  | Keine Nominierungen          | Keine Nominierungen          | rausgewählt (Tag 103)        | rausgewählt (Tag 103)        |
| Ebru                | Christian Marion  | Frank Stefanie       | Biwi Jörg                    | Daniela Hanka                | Frank Harry                  | Alex Linda                   | Alex Linda                   | Keine Nominierungen          | rausgewählt (Tag 102)        | rausgewählt (Tag 102)        | rausgewählt (Tag 102)        |
| Linda               | Nicht im Haus     | Nicht im Haus        | Nicht im Haus                | Nicht im Haus                | Nicht im Haus                | Alex Lillian                 | Alex Frank                   | rausgewählt (Tag 98)         | rausgewählt (Tag 98)         | rausgewählt (Tag 98)         | rausgewählt (Tag 98)         |
| Lillian             | Nicht im Haus     | Nicht im Haus        | Nicht im Haus                | Nicht im Haus                | Nicht im Haus                | Frank Harry                  | rausgewählt (Tag 84)         | rausgewählt (Tag 84)         | rausgewählt (Tag 84)         | rausgewählt (Tag 84)         | rausgewählt (Tag 84)         |
| Walter              | Christian Daniela | Christian Karim      | Biwi Daniela                 | Daniela Hanka                | Frank Harry                  | rausgewählt (Tag 70)         | rausgewählt (Tag 70)         | rausgewählt (Tag 70)         | rausgewählt (Tag 70)         | rausgewählt (Tag 70)         | rausgewählt (Tag 70)         |
| Daniela             | Frank Walter      | Stefanie Walter      | Biwi Jörg                    | Marion Walter                | freiwilliger Auszug (Tag 63) | freiwilliger Auszug (Tag 63) | freiwilliger Auszug (Tag 63) | freiwilliger Auszug (Tag 63) | freiwilliger Auszug (Tag 63) | freiwilliger Auszug (Tag 63) | freiwilliger Auszug (Tag 63) |
| Karim               | Christian Marion  | Stefanie Walter      | Hanka Walter                 | Marion Walter                | freiwilliger Auszug (Tag 63) | freiwilliger Auszug (Tag 63) | freiwilliger Auszug (Tag 63) | freiwilliger Auszug (Tag 63) | freiwilliger Auszug (Tag 63) | freiwilliger Auszug (Tag 63) | freiwilliger Auszug (Tag 63) |
| Marion              | Christian Frank   | rausgewählt (Tag 14) | rausgewählt (Tag 14)         | Frank Karim                  | freiwilliger Auszug (Tag 59) | freiwilliger Auszug (Tag 59) | freiwilliger Auszug (Tag 59) | freiwilliger Auszug (Tag 59) | freiwilliger Auszug (Tag 59) | freiwilliger Auszug (Tag 59) | freiwilliger Auszug (Tag 59) |
| Hanka               | Christian Marion  | Christian Karim      | Biwi Walter                  | Marion Walter                | rausgewählt (Tag 56)         | rausgewählt (Tag 56)         | rausgewählt (Tag 56)         | rausgewählt (Tag 56)         | rausgewählt (Tag 56)         | rausgewählt (Tag 56)         | rausgewählt (Tag 56)         |
| Biwi                | Nicht im Haus     | Nicht im Haus        | Daniela Jörg                 | rausgewählt (Tag 42)         | rausgewählt (Tag 42)         | rausgewählt (Tag 42)         | rausgewählt (Tag 42)         | rausgewählt (Tag 42)         | rausgewählt (Tag 42)         | rausgewählt (Tag 42)         | rausgewählt (Tag 42)         |
| Jörg                | Christian Marion  | Christian Karim      | Biwi Karim                   | freiwilliger Auszug (Tag 38) | freiwilliger Auszug (Tag 38) | freiwilliger Auszug (Tag 38) | freiwilliger Auszug (Tag 38) | freiwilliger Auszug (Tag 38) | freiwilliger Auszug (Tag 38) | freiwilliger Auszug (Tag 38) | freiwilliger Auszug (Tag 38) |
| Celine              | Nicht im Haus     | Nicht im Haus        | freiwilliger Auszug (Tag 35) | freiwilliger Auszug (Tag 35) | freiwilliger Auszug (Tag 35) | freiwilliger Auszug (Tag 35) | freiwilliger Auszug (Tag 35) | freiwilliger Auszug (Tag 35) | freiwilliger Auszug (Tag 35) | freiwilliger Auszug (Tag 35) | freiwilliger Auszug (Tag 35) |
| Christian           | Hanka Stefanie    | Hanka Stefanie       | freiwilliger Auszug (Tag 31) | freiwilliger Auszug (Tag 31) | freiwilliger Auszug (Tag 31) | freiwilliger Auszug (Tag 31) | freiwilliger Auszug (Tag 31) | freiwilliger Auszug (Tag 31) | freiwilliger Auszug (Tag 31) | freiwilliger Auszug (Tag 31) | freiwilliger Auszug (Tag 31) |
| Stefanie            | Christian Marion  | Christian Karim      | rausgewählt (Tag 28)         | rausgewählt (Tag 28)         | rausgewählt (Tag 28)         | rausgewählt (Tag 28)         | rausgewählt (Tag 28)         | rausgewählt (Tag 28)         | rausgewählt (Tag 28)         | rausgewählt (Tag 28)         | rausgewählt (Tag 28)         |
|                     | Runde 1           | Runde 2              | Runde 3                      | Runde 4                      | Runde 5                      | Runde 6                      | Runde 7                      | Runde 8                      | Halbfinale                   | Finale                       | Finale                       |
| Freiwilliger Auszug |                   |                      | Christian Celine             | Jörg                         | Marion Karim Daniela         |                              |                              |                              |                              |                              |                              |
| Zuschauer- voting   | Christian 64 %    | Stefanie 76 %        | Hanka 60,79 %                | Hanka 39,02 %                | Ebru 59,33 %                 | Ebru 77,49 %                 | Ebru 49,01 %                 |                              |                              |                              |                              |
| Nominiert           | Christian Marion  | Christian Stefanie   | Biwi Jörg Walter             | Hanka Marion Walter          | Frank Harry Walter           | Alex Lillian Linda           | Alex Linda                   | Alle Bewohner                | Alle Bewohner                |                              |                              |
| Rauswahl            | Marion 55,07 %    | Stefanie 90,87 %     | Biwi 67,03 %                 | Hanka 44 %                   | Walter 57 %                  | Lillian 41,3 %               | Linda 63 %                   | Ebru 63 %                    | Alex 57 %                    | Frank 7,02 % (von 3)         | Harry 26,87 % (von 2)        |
| Rauswahl            | Marion 55,07 %    | Stefanie 90,87 %     | Biwi 67,03 %                 | Hanka 44 %                   | Walter 57 %                  | Lillian 41,3 %               | Linda 63 %                   | Ebru 63 %                    | Alex 57 %                    | Alida 73,13 % (von 2)        |                              |

| Name                                       | Einzug           | Auszug           | Bemerkung               |
| ------------------------------------------ | ---------------- | ---------------- | ----------------------- |
| Guido Westerwelle                          | 14. Oktober 2000 | 14. Oktober 2000 |                         |
| Mainhatten Pops Orchester aus Neu-Isenburg | 3. Dezember 2000 | 3. Dezember 2000 | Konzert zum 1. Advent   |
| Zlatko Trpkovski                           | 4. Dezember 2000 | 5. Dezember 2000 | Bewohner der 1. Staffel |
| Verona Pooth                               | 9. Dezember 2000 | 9. Dezember 2000 |                         |
| Wladimir Klitschko                         | 9. Dezember 2000 | 9. Dezember 2000 | Kam übers Dach ins Haus |

### 3. Staffel
Das Konzept weicht von dem der ersten Staffel nur wenig ab. Alle zwei Wochen nominiert jeder Bewohner zwei Kandidaten, die seiner Ansicht nach das Big-Brother-Haus verlassen müssen. Er spricht diese Nominierungen isoliert von den anderen Bewohnern in einem speziellen Raum vor den Fernsehzuschauern aus. Das Fernsehpublikum entscheidet dann per Abstimmung, welcher von den nominierten Hausbewohnern gehen muss. Dies geschieht so lange, bis nur noch drei Kandidaten übrig sind. Danach bewerten die Zuschauer die drei verbliebenen Kandidaten. Der Gewinner erhält die Gewinnsumme. Zusätzlich können Wochen- und Tagesaufgaben gelöst werden, die den Bewohnern bei Erfolg zu Geschenken in Form von Musik, Essen etc. verhelfen. Die dritte Staffel startete am 27. Januar. Nach 106 Tagen war diese am 12. Mai 2001 zu Ende.
In dieser Staffel gab es jedoch etwas Neues: den „Maulwurf“, welcher auf Kommando von Big Brother im Haus agierte und verhindern sollte, dass die Tages- bzw. Wochenaufgaben erfolgreich gelöst werden. Seine Funktion blieb geheim, flog aber nach einiger Zeit auf. Dieser Maulwurf war die Bewohnerin Silvia.
Die Kandidaten wohnten zusammen in einem Wohncontainer (153 m² Wohnfläche) mit Garten auf dem Gelände der NOB Studios in Hürth bei Köln. Die Show wurde von den Sendern RTL und RTL II übertragen. Auch in dieser Staffel gab es das Nacht-Quiz mit Maike Tatzig auf RTL II (Big Brother – Das Quiz) sowie eine 3-minütige Gewinnchance auf 1.000 DM kurz vor der aktuellen Big Brother Folge (Big Brother – Der Countdown). Die Gewinnsumme betrug 300.000 DM. Der Titelsong dieser Staffel war Nur die Wahrheit zählt von Ayman & Naima.
Das Moderatorengespann wurde aus der letzten Staffel vollständig übernommen und bestand somit aus Oliver Geissen, Gudrun Loeb und Aleksandra Bechtel (Außenreporterin).
| Name             | Alter | Einzug          | Auszug           | Tage im Haus | Bemerkung                                                                       |
| ---------------- | ----- | --------------- | ---------------- | ------------ | ------------------------------------------------------------------------------- |
| Nicole           | 25    | 27. Januar 2001 | 10. Februar 2001 | 15           |                                                                                 |
| Jörg             | 32    | 27. Januar 2001 | 24. Februar 2001 | 28           |                                                                                 |
| Michael          | 23    | 27. Januar 2001 | 10. März 2001    | 42           |                                                                                 |
| Anja             | 27    | 27. Januar 2001 | 15. März 2001    | 45           | freiwilliger Auszug aufgrund des „unmoralischen Angebots“, bekam 50.000 DM      |
| Silvia           | 29    | 27. Januar 2001 | 17. März 2001    | 48           | von Big Brother als Maulwurf ins Haus geschleust, nach 7 Wochen enttarnt worden |
| Huy-Hoang        | 24    | 27. Januar 2001 | 24. März 2001    | 56           |                                                                                 |
| Ana-Marija       | 27    | 17. März 2001   | 7. April 2001    | 21           |                                                                                 |
| Katja            | 24    | 27. Januar 2001 | 21. April 2001   | 84           | Freundin von Coco                                                               |
| Thomas           | 34    | 20. März 2001   | 5. Mai 2001      | 46           | sitzt im Rollstuhl                                                              |
| Cornelius „Coco“ | 24    | 27. Januar 2001 | 8. Mai 2001      | 102          | Freund von Katja                                                                |
| Tajana           | 28    | 27. Januar 2001 | 10. Mai 2001     | 103          |                                                                                 |
| Wulf             | 26    | 27. Januar 2001 | 12. Mai 2001     | 106          | Drittplatzierter                                                                |
| Medy             | 36    | 27. Januar 2001 | 12. Mai 2001     | 106          | Zweitplatzierter                                                                |
| Karina „Joker“   | 26    | 27. Januar 2001 | 12. Mai 2001     | 106          | Gewinnerin                                                                      |

|                              | Runde 1                        | Runde 2                      | Runde 3                      | Runde 4                      | Runde 4                      | Runde 5                      | Runde 6                      | Runde 7                      | Runde 8                      | Halbfinale                   | Finale                       | Finale                       |                  |
| ---------------------------- | ------------------------------ | ---------------------------- | ---------------------------- | ---------------------------- | ---------------------------- | ---------------------------- | ---------------------------- | ---------------------------- | ---------------------------- | ---------------------------- | ---------------------------- | ---------------------------- | ---------------- |
| Karina                       | Jörg Nicole                    | Jörg Medy                    | Tajana Wulf                  | Wulf Tajana                  | Wulf Tajana                  | Thomas Ana-Marija            | Katja Wulf                   | Wulf Thomas                  | Keine Nominierungen          | Keine Nominierungen          | Keine Nominierungen          | Gewinnerin                   | Gewinnerin       |
| Medy                         | Huy Karina                     | Anja Huy                     | Anja Huy                     | Huy Tajana                   | Huy Tajana                   | Ana-Marija Thomas            | Thomas Karina                | Tajana Karina                | Keine Nominierungen          | Keine Nominierungen          | Keine Nominierungen          | Zweitplatzierter             | Zweitplatzierter |
| Wulf                         | Michael Silvia                 | Michael Silvia               | Michael Medy                 | Huy Karina                   | Huy Karina                   | Ana-Marija Karina            | Thomas Karina                | Thomas Karina                | Keine Nominierungen          | Keine Nominierungen          | Keine Nominierungen          | Drittplatzierter             | Drittplatzierter |
| Tajana                       | Jörg Nicole                    | Huy Karina                   | Michael Huy                  | Huy Wulf                     | Huy Wulf                     | Thomas Coco                  | Medy Wulf                    | Medy Coco                    | Keine Nominierungen          | Keine Nominierungen          | rausgewählt (Tag 103)        | rausgewählt (Tag 103)        |                  |
| Coco                         | Michael Jörg                   | Jörg Michael                 | Silvia Tajana                | Wulf Karina                  | Wulf Karina                  | Ana-Marija Thomas            | Thomas Tajana                | Thomas Tajana                | Keine Nominierungen          | rausgewählt (Tag 102)        | rausgewählt (Tag 102)        | rausgewählt (Tag 102)        |                  |
| Thomas                       | Nicht im Haus                  | Nicht im Haus                | Nicht im Haus                | Nicht im Haus                | Nicht im Haus                | Ana-Marija Tajana            | Tajana Wulf                  | Tajana Wulf                  | rausgewählt (Tag 98)         | rausgewählt (Tag 98)         | rausgewählt (Tag 98)         | rausgewählt (Tag 98)         |                  |
| Katja                        | Jörg Michael                   | Jörg Michael                 | Michael Tajana               | Huy Medy                     | Huy Medy                     | Ana-Marija Thomas            | Thomas Karina                | rausgewählt (Tag 84)         | rausgewählt (Tag 84)         | rausgewählt (Tag 84)         | rausgewählt (Tag 84)         | rausgewählt (Tag 84)         |                  |
| Ana-Marija                   | Nicht im Haus                  | Nicht im Haus                | Nicht im Haus                | Nicht im Haus                | Nicht im Haus                | Thomas Katja                 | rausgewählt (Tag 70)         | rausgewählt (Tag 70)         | rausgewählt (Tag 70)         | rausgewählt (Tag 70)         | rausgewählt (Tag 70)         | rausgewählt (Tag 70)         |                  |
| Huy                          | Nicole Medy                    | Jörg Tajana                  | Tajana Wulf                  | Katja Tajana                 | Katja Tajana                 | rausgewählt (Tag 56)         | rausgewählt (Tag 56)         | rausgewählt (Tag 56)         | rausgewählt (Tag 56)         | rausgewählt (Tag 56)         | rausgewählt (Tag 56)         | rausgewählt (Tag 56)         |                  |
| Silvia                       | Nicole Wulf                    | Katja Michael                | Anja Michael                 | enttarnt (Tag 48)            | enttarnt (Tag 48)            | enttarnt (Tag 48)            | enttarnt (Tag 48)            | enttarnt (Tag 48)            | enttarnt (Tag 48)            | enttarnt (Tag 48)            | enttarnt (Tag 48)            | enttarnt (Tag 48)            |                  |
| Anja                         | Jörg Nicole                    | Jörg Silvia                  | Silvia Tajana                | freiwilliger Auszug (Tag 45) | freiwilliger Auszug (Tag 45) | freiwilliger Auszug (Tag 45) | freiwilliger Auszug (Tag 45) | freiwilliger Auszug (Tag 45) | freiwilliger Auszug (Tag 45) | freiwilliger Auszug (Tag 45) | freiwilliger Auszug (Tag 45) | freiwilliger Auszug (Tag 45) |                  |
| Michael                      | Silvia Jörg                    | Silvia Jörg                  | Silvia Katja                 | rausgewählt (Tag 42)         | rausgewählt (Tag 42)         | rausgewählt (Tag 42)         | rausgewählt (Tag 42)         | rausgewählt (Tag 42)         | rausgewählt (Tag 42)         | rausgewählt (Tag 42)         | rausgewählt (Tag 42)         | rausgewählt (Tag 42)         |                  |
| Jörg                         | Anja Huy                       | Anja Michael                 | rausgewählt (Tag 28)         | rausgewählt (Tag 28)         | rausgewählt (Tag 28)         | rausgewählt (Tag 28)         | rausgewählt (Tag 28)         | rausgewählt (Tag 28)         | rausgewählt (Tag 28)         | rausgewählt (Tag 28)         | rausgewählt (Tag 28)         | rausgewählt (Tag 28)         |                  |
| Nicole                       | Silvia Tajana                  | rausgewählt (Tag 15)         | rausgewählt (Tag 15)         | rausgewählt (Tag 15)         | rausgewählt (Tag 15)         | rausgewählt (Tag 15)         | rausgewählt (Tag 15)         | rausgewählt (Tag 15)         | rausgewählt (Tag 15)         | rausgewählt (Tag 15)         | rausgewählt (Tag 15)         | rausgewählt (Tag 15)         |                  |
|                              | Runde 1                        | Runde 2                      | Runde 3                      | Runde 4                      | Runde 4                      | Runde 5                      | Runde 6                      | Runde 7                      | Runde 8                      | Halbfinale                   | Finale                       | Finale                       |                  |
| Freiwilliger Auszug Rauswurf |                                |                              |                              | Anja                         | Silvia                       |                              |                              |                              |                              |                              |                              |                              |                  |
| Zuschauer- voting            | Michael 49,58 % Nicole 11,80 % | Michael 34,12 % Jörg 12,89 % | Michael 33,69 % Anja 31,29 % | Katja 57,55 % Tajana 8,89 %  | Katja 57,55 % Tajana 8,89 %  | Katja 63,09 % Coco 8,81 %    | Katja 61,18 % Thomas 19,00 % | Thomas Coco                  |                              |                              |                              |                              |                  |
| Nominiert                    | Jörg Nicole                    | Jörg Michael                 | Michael Tajana               | Huy Wulf                     | Huy Wulf                     | Ana-Marija Thomas            | Thomas Katja                 | Thomas Tajana                | Alle Bewohner                | Alle Bewohner                |                              |                              |                  |
| Rauswahl                     | Nicole 70,93 %                 | Jörg 50,46 %                 | Michael 64,55 %              | Huy 62,22 %                  | Huy 62,22 %                  | Ana-Marija 51,36 %           | Katja 75,90 %                | Thomas 78,89 %               | Coco 47 %                    | Tajana 31 %                  | Wulf (von 3)                 | Medy 44,84 % (von 2)         |                  |
| Rauswahl                     | Nicole 70,93 %                 | Jörg 50,46 %                 | Michael 64,55 %              | Huy 62,22 %                  | Huy 62,22 %                  | Ana-Marija 51,36 %           | Katja 75,90 %                | Thomas 78,89 %               | Coco 47 %                    | Tajana 31 %                  | Karina 55,16 % (von 2)       |                              |                  |

| Name                | Einzug        | Auszug        | Bemerkung |
| ------------------- | ------------- | ------------- | --------- |
| No Angels           | 6. März 2001  | 6. März 2001  | G         |
| Nadja Abd el Farrag | 31. März 2001 | 1. April 2001 |           |

### 4. Staffel
Die vierte Staffel sollte sich von den anderen abgrenzen. „The Battle“ versuchte, weniger Langeweile und mehr Spannung zu versprechen. Statt des alten Containers gab es ein Haus mit einem luxuriösen und einem kargen Bereich, welche durch eine rote Absperrungskordel voneinander getrennt waren. Die Bewohner wurden in Teams aufgeteilt und mussten um Wohnzeit im luxuriösen Bereich ständig gegeneinander in Wettkämpfen antreten. Diese Spiele wurden entweder im Haus, wo sich die Teilnehmer beider Bereiche an der „roten Kordel“ gegenüberstanden, oder aber auf dem eigens dafür geschaffenen „Battlefield“, einer eingezäunten Sand- und Rasenfläche, ausgetragen.
Die Anweisungen für diese Matches und Battles bekamen die Bewohner direkt vom Matchmaster „Mac“ (Sven Steffensmeier, Creative Producer Endemol), welcher auch als Schiedsrichter der Spiele fungierte.
Die Kandidaten wohnten zusammen in einem Haus mit Garten auf dem Gelände des Coloneums in Köln. Die Show wurde von den Sendern RTL II, Tele 5 und MTV2 Pop übertragen. Die Gewinnsumme betrug 90.000 Euro. Der Titelsong dieser Staffel war Alles ändert sich von Oli.P & Lukas.
Alleinige Moderatorin war in der 4. Staffel Aleksandra Bechtel. Die Staffel begann am 31. März 2003 und endete nach 99 Tagen am 7. Juli 2003.
| Name      | Alter | Einzug         | Auszug         | Tage im Haus | Bemerkung           |
| --------- | ----- | -------------- | -------------- | ------------ | ------------------- |
| Michel    | 38    | 31. März 2003  | 5. April 2003  | 5            | freiwilliger Auszug |
| Marc      | 29    | 31. März 2003  | 6. April 2003  | 7            | freiwilliger Auszug |
| Gabriella | 30    | 31. März 2003  | 14. April 2003 | 15           |                     |
| Carla     | 21    | 14. April 2003 | 21. April 2003 | 8            |                     |
| Larissa   | 22    | 14. April 2003 | 28. April 2003 | 15           |                     |
| Ulf       | 38    | 31. März 2003  | 5. Mai 2003    | 36           |                     |
| Khadra    | 22    | 31. März 2003  | 12. Mai 2003   | 43           |                     |
| Petra     | 23    | 28. April 2003 | 19. Mai 2003   | 23           |                     |
| Botho-Kay | 34    | 5. Mai 2003    | 26. Mai 2003   | 22           |                     |
| Clemens   | 31    | 21. April 2003 | 2. Juni 2003   | 43           |                     |
| Hella     | 21    | 28. April 2003 | 9. Juni 2003   | 43           |                     |
| Lucie     | 20    | 5. Mai 2003    | 9. Juni 2003   | 36           |                     |
| Kai       | 31    | 7. April 2003  | 23. Juni 2003  | 78           |                     |
| Sava      | 28    | 7. April 2003  | 30. Juni 2003  | 85           |                     |
| Nadine    | 30    | 31. März 2003  | 30. Juni 2003  | 92           |                     |
| Gabriel   | 25    | 5. Mai 2003    | 7. Juli 2003   | 64           | Viertplatzierter    |
| Holger    | 35    | 21. April 2003 | 7. Juli 2003   | 78           | Drittplatzierter    |
| Nadja     | 21    | 31. März 2003  | 7. Juli 2003   | 99           | Zweitplatzierte     |
| Jan       | 23    | 31. März 2003  | 7. Juli 2003   | 99           | Gewinner            |

|                     | Runde 1                 | Runde 2                     | Runde 3                     | Runde 4                     | Runde 5                     | Runde 6                     | Runde 7                     | Runde 8                     | Runde 9                     | Runde 10                    | Runde 11                    | Runde 12                    | Runde 13                    | Halbfinale                  | Finale                      | Finale                      |
| ------------------- | ----------------------- | --------------------------- | --------------------------- | --------------------------- | --------------------------- | --------------------------- | --------------------------- | --------------------------- | --------------------------- | --------------------------- | --------------------------- | --------------------------- | --------------------------- | --------------------------- | --------------------------- | --------------------------- |
| Jan                 | Keine Nominierung       | Keine Nominierung           | Keine Nominierung           | Keine Nominierung           | Keine Nominierung           | Keine Nominierung           | Petra                       | Lucie                       | Holger                      | Lucie                       | Kai                         | Kai                         | Holger                      | Gabriel                     | Gewinner                    | Gewinner                    |
| Nadja               | Keine Nominierung       | Keine Nominierung           | Keine Nominierung           | Keine Nominierung           | Keine Nominierung           | Keine Nominierung           | Petra                       | Lucie                       | Holger                      | Holger                      | Holger                      | Kai                         | Holger                      | Gabriel                     | Zweitplatzierte             | Zweitplatzierte             |
| Holger              | Nicht im Haus           | Nicht im Haus               | Nicht im Haus               | Keine Nominierung           | Keine Nominierung           | Keine Nominierung           | Petra                       | Lucie                       | Lucie                       | Lucie                       | Nadja                       | Nadja                       | Nadja                       | Nadine                      | Drittplatzierter            | Drittplatzierter            |
| Gabriel             | Nicht im Haus           | Nicht im Haus               | Nicht im Haus               | Nicht im Haus               | Nicht im Haus               | Keine Nominierung           | Sava                        | Botho                       | Clemens                     | Sava                        | Hella                       | Sava                        | Sava                        | Nadine                      | Viertplatzierter            | Viertplatzierter            |
| Nadine              | Keine Nominierung       | Keine Nominierung           | Keine Nominierung           | Keine Nominierung           | Keine Nominierung           | Keine Nominierung           | Clemens                     | Botho                       | Clemens                     | Hella                       | Hella                       | Sava                        | Sava                        | Jan                         | rausgewählt (Tag 92)        | rausgewählt (Tag 92)        |
| Sava                | Nicht im Haus           | Keine Nominierung           | Keine Nominierung           | Keine Nominierung           | Keine Nominierung           | Keine Nominierung           | Clemens                     | Botho                       | Clemens                     | Gabriel                     | Nadine                      | Nadine                      | Gabriel                     | rausgewählt (Tag 92)        | rausgewählt (Tag 92)        | rausgewählt (Tag 92)        |
| Kai                 | Nicht im Haus           | Keine Nominierung           | Keine Nominierung           | Keine Nominierung           | Keine Nominierung           | Keine Nominierung           | Petra                       | Lucie                       | Lucie                       | Lucie                       | Nadja                       | Nadja                       | rausgewählt (Tag 85)        | rausgewählt (Tag 85)        | rausgewählt (Tag 85)        | rausgewählt (Tag 85)        |
| Hella               | Nicht im Haus           | Nicht im Haus               | Nicht im Haus               | Nicht im Haus               | Keine Nominierung           | Keine Nominierung           | Botho                       | Botho                       | Clemens                     | Gabriel                     | Nadine                      | rausgewählt (Tag 78)        | rausgewählt (Tag 78)        | rausgewählt (Tag 78)        | rausgewählt (Tag 78)        | rausgewählt (Tag 78)        |
| Lucie               | Nicht im Haus           | Nicht im Haus               | Nicht im Haus               | Nicht im Haus               | Nicht im Haus               | Keine Nominierung           | Petra                       | Kai                         | Nadja                       | Kai                         | rausgewählt (Tag 71)        | rausgewählt (Tag 71)        | rausgewählt (Tag 71)        | rausgewählt (Tag 71)        | rausgewählt (Tag 71)        | rausgewählt (Tag 71)        |
| Clemens             | Nicht im Haus           | Nicht im Haus               | Nicht im Haus               | Keine Nominierung           | Keine Nominierung           | Keine Nominierung           | Nadine                      | Botho                       | Sava                        | rausgewählt (Tag 64)        | rausgewählt (Tag 64)        | rausgewählt (Tag 64)        | rausgewählt (Tag 64)        | rausgewählt (Tag 64)        | rausgewählt (Tag 64)        | rausgewählt (Tag 64)        |
| Botho               | Nicht im Haus           | Nicht im Haus               | Nicht im Haus               | Nicht im Haus               | Nicht im Haus               | Keine Nominierung           | Sava                        | Sava                        | rausgewählt (Tag 57)        | rausgewählt (Tag 57)        | rausgewählt (Tag 57)        | rausgewählt (Tag 57)        | rausgewählt (Tag 57)        | rausgewählt (Tag 57)        | rausgewählt (Tag 57)        | rausgewählt (Tag 57)        |
| Petra               | Nicht im Haus           | Nicht im Haus               | Nicht im Haus               | Nicht im Haus               | Keine Nominierung           | Keine Nominierung           | Lucie                       | rausgewählt (Tag 50)        | rausgewählt (Tag 50)        | rausgewählt (Tag 50)        | rausgewählt (Tag 50)        | rausgewählt (Tag 50)        | rausgewählt (Tag 50)        | rausgewählt (Tag 50)        | rausgewählt (Tag 50)        | rausgewählt (Tag 50)        |
| Khadra              | Keine Nominierung       | Keine Nominierung           | Keine Nominierung           | Keine Nominierung           | Keine Nominierung           | Keine Nominierung           | rausgewählt (Tag 42)        | rausgewählt (Tag 42)        | rausgewählt (Tag 42)        | rausgewählt (Tag 42)        | rausgewählt (Tag 42)        | rausgewählt (Tag 42)        | rausgewählt (Tag 42)        | rausgewählt (Tag 42)        | rausgewählt (Tag 42)        | rausgewählt (Tag 42)        |
| Ulf                 | Keine Nominierung       | Keine Nominierung           | Keine Nominierung           | Keine Nominierung           | Keine Nominierung           | rausgewählt (Tag 36)        | rausgewählt (Tag 36)        | rausgewählt (Tag 36)        | rausgewählt (Tag 36)        | rausgewählt (Tag 36)        | rausgewählt (Tag 36)        | rausgewählt (Tag 36)        | rausgewählt (Tag 36)        | rausgewählt (Tag 36)        | rausgewählt (Tag 36)        | rausgewählt (Tag 36)        |
| Larissa             | Nicht im Haus           | Nicht im Haus               | Keine Nominierung           | Keine Nominierung           | rausgewählt (Tag 29)        | rausgewählt (Tag 29)        | rausgewählt (Tag 29)        | rausgewählt (Tag 29)        | rausgewählt (Tag 29)        | rausgewählt (Tag 29)        | rausgewählt (Tag 29)        | rausgewählt (Tag 29)        | rausgewählt (Tag 29)        | rausgewählt (Tag 29)        | rausgewählt (Tag 29)        | rausgewählt (Tag 29)        |
| Carla               | Nicht im Haus           | Nicht im Haus               | Keine Nominierung           | rausgewählt (Tag 22)        | rausgewählt (Tag 22)        | rausgewählt (Tag 22)        | rausgewählt (Tag 22)        | rausgewählt (Tag 22)        | rausgewählt (Tag 22)        | rausgewählt (Tag 22)        | rausgewählt (Tag 22)        | rausgewählt (Tag 22)        | rausgewählt (Tag 22)        | rausgewählt (Tag 22)        | rausgewählt (Tag 22)        | rausgewählt (Tag 22)        |
| Gabriella           | Keine Nominierung       | Keine Nominierung           | rausgewählt (Tag 15)        | rausgewählt (Tag 15)        | rausgewählt (Tag 15)        | rausgewählt (Tag 15)        | rausgewählt (Tag 15)        | rausgewählt (Tag 15)        | rausgewählt (Tag 15)        | rausgewählt (Tag 15)        | rausgewählt (Tag 15)        | rausgewählt (Tag 15)        | rausgewählt (Tag 15)        | rausgewählt (Tag 15)        | rausgewählt (Tag 15)        | rausgewählt (Tag 15)        |
| Marc                | Keine Nominierung       | freiwilliger Auszug (Tag 7) | freiwilliger Auszug (Tag 7) | freiwilliger Auszug (Tag 7) | freiwilliger Auszug (Tag 7) | freiwilliger Auszug (Tag 7) | freiwilliger Auszug (Tag 7) | freiwilliger Auszug (Tag 7) | freiwilliger Auszug (Tag 7) | freiwilliger Auszug (Tag 7) | freiwilliger Auszug (Tag 7) | freiwilliger Auszug (Tag 7) | freiwilliger Auszug (Tag 7) | freiwilliger Auszug (Tag 7) | freiwilliger Auszug (Tag 7) | freiwilliger Auszug (Tag 7) |
| Michel              | Keine Nominierung       | freiwilliger Auszug (Tag 5) | freiwilliger Auszug (Tag 5) | freiwilliger Auszug (Tag 5) | freiwilliger Auszug (Tag 5) | freiwilliger Auszug (Tag 5) | freiwilliger Auszug (Tag 5) | freiwilliger Auszug (Tag 5) | freiwilliger Auszug (Tag 5) | freiwilliger Auszug (Tag 5) | freiwilliger Auszug (Tag 5) | freiwilliger Auszug (Tag 5) | freiwilliger Auszug (Tag 5) | freiwilliger Auszug (Tag 5) | freiwilliger Auszug (Tag 5) | freiwilliger Auszug (Tag 5) |
|                     | Runde 1                 | Runde 2                     | Runde 3                     | Runde 4                     | Runde 5                     | Runde 6                     | Runde 7                     | Runde 8                     | Runde 9                     | Runde 10                    | Runde 11                    | Runde 12                    | Runde 13                    | Halbfinale                  | Finale                      | Finale                      |
| Freiwilliger Auszug |                         | Michel Marc                 |                             |                             |                             |                             |                             |                             |                             |                             |                             |                             |                             |                             |                             |                             |
| Nominiert           | Alle Bewohner           | Alle Bewohner               | Alle Bewohner               | Alle Bewohner               | Alle Bewohner               | Alle Bewohner               | Clemens Petra               | Botho Lucie                 | Clemens Holger              | Gabriel Lucie               | Hella Nadja                 | Kai Sava                    | Holger Sava                 | Gabriel Nadine              |                             |                             |
| Rauswahl            | Nominierungen Storniert | Gabriella 25,9 %            | Carla 34,8 %                | Larissa 31,8 %              | Ulf 35,6 %                  | Kadhra 31,2 %               | Petra 70,9 %                | Botho 66,5 %                | Clemens 52,9 %              | Lucie 72,2 %                | Hella 58,7 %                | Kai 75,5 %                  | Sava 59,4 %                 | Nadine 77,1 %               | Gabriel 14,6 % (von 4)      | Gabriel 14,6 % (von 4)      |
| Rauswahl            | Nominierungen Storniert | Gabriella 25,9 %            | Carla 34,8 %                | Larissa 31,8 %              | Ulf 35,6 %                  | Kadhra 31,2 %               | Petra 70,9 %                | Botho 66,5 %                | Clemens 52,9 %              | Lucie 72,2 %                | Hella 58,7 %                | Kai 75,5 %                  | Sava 59,4 %                 | Nadine 77,1 %               | Holger 21,5 % (von 3)       | Nadja 42,6 % (von 2)        |
| Rauswahl            | Nominierungen Storniert | Gabriella 25,9 %            | Carla 34,8 %                | Larissa 31,8 %              | Ulf 35,6 %                  | Kadhra 31,2 %               | Petra 70,9 %                | Botho 66,5 %                | Clemens 52,9 %              | Lucie 72,2 %                | Hella 58,7 %                | Kai 75,5 %                  | Sava 59,4 %                 | Nadine 77,1 %               | Jan 57,4 % (von 2)          |                             |
| Anmerkungen: 1.     |                         |                             |                             |                             |                             |                             |                             |                             |                             |                             |                             |                             |                             |                             |                             |                             |

| Name             | Einzug | Auszug | Bemerkung                |
| ---------------- | ------ | ------ | ------------------------ |
| Oliver Petszokat |        |        |                          |
| René Weller      |        |        | Während eines Box-Duells |

### 5. Staffel
Die Staffel dauerte vom 2. März 2004 bis zum 1. März des Folgejahres und nahm damit 365 Tage in Anspruch. Neue Regeln beinhalten nun einen Bereich für „Survivor“ (Arme), „Normale“ und „Reiche“.
Der Bereich der Survivor ist ähnlich wie ein Aufenthalt auf einem Campingplatz. Geschlafen wird in Schlafsäcken auf Isomatten. Sie erhalten täglich eine knappe Nahrungsmittelration, die überwiegend aus Rohkost und anderen Lebensmitteln im natürlichen Zustand besteht. Als Herd dient ein mit selbst gehacktem Brennholz befeuerter offener Ofen.
Der Bereich der Normalen repräsentiert die gesellschaftliche Mittelschicht. Die Bewohner müssen, um ihr Haushaltsgeld aufzubessern, sogenannte Wochenaufgaben lösen, zum Beispiel die Herstellung von 1000 Papierblumen oder das Bewältigen verschiedener Denksportaufgaben. Die hergestellten Artikel kommen meist Krankenhäusern und Kindereinrichtungen zugute.
Im Bereich der Reichen herrscht Überfluss. Dort gibt es zum Beispiel Artikel wie gemütliche Betten, luxuriöse Badewannen, Flachbildschirme und Pools. Zu den Nahrungsmitteln zählen unter anderem Champagner und Lachs. Persönliche Trainer oder Friseure können ebenfalls in das Haus bestellt werden. Täglich können Bewohner des normalen Teams für Dienstleistungen wie Putzen und Bügeln entgeltlich in Anspruch genommen werden.
Nach Wechselmatches entscheidet sich, welches Team in welchen Bereich wechseln darf. So kann also das Team „Reich“ durchaus mehrere Wochen im Bereich der Survivor leben und umgekehrt. Natürlich ist auch ein Wechsel in den „normalen“ Bereich möglich. Dazu gibt es die Herausforderungen, „Challenge“ genannt. Bei diesen muss ein bestimmter Bewohner alleine eine besonders schwierige Aufgabe bewältigen, zum Beispiel einen Sprung aus einem fliegenden Hubschrauber in einen im Wasser schwimmenden drei Meter durchmessenden Ring. Die „Challenge“ zieht je nach Ausgang Belohnungen oder Bestrafungen nach sich. Die „Matches“ und „Challenges“ wurden von Matchmaster „Mac“ (Sven Steffensmeier, Creative Producer Endemol) und der Matchmasterin „Miss Mac“ (Anna Pauli, Creative Producer Endemol) entwickelt und wechselweise durchgeführt.
Nebst Petra, die ursprünglich auch als Kandidatin geführt wurde, aber von Big Brother geleugnet wird (die aber von den Premiere-Zuschauern gesehen wurde), gab es auch einen Kurzbesucher, der über einen Baum in den Survivor-Bereich eindrang und ein kurzes Treffen (zirka 15 Minuten) bei den Bewohnern abhielt, da er unbedingt an Big Brother teilnehmen wollte.
Im März 2004 war nach dem Besuch von Tatjana Gsell ein weiterer prominenter Gast geplant. Der Besuch von Frédéric von Anhalt wurde jedoch, aufgrund von Uneinigkeit bezüglich Terminabsprachen und Gagenforderungen zwischen Endemol und ihm, kurzfristig abgesagt.
Zu Beginn der letzten zwei Monate der Staffel wurde das Survivor-Team aufgelöst und die Personen in die Teams Normal und Reich verschoben. Der Survivor-Bereich dient als Bestrafungsbereich. Solche und andere Veränderungen ergaben sich durch die immer niedrigere Anzahl von Bewohnern im Haus, da seit dieser Endphase wöchentlich nur noch jemand rausgewählt wurde, statt ausgewechselt zu werden.
Übertragen wurde die Show von den Sendern RTL II, Tele 5, Premiere, MTV2 Pop und VIVA. Die Gewinnsumme betrug 1.000.000 Euro. Der Titelsong dieser Staffel war Alles was du willst von Lex.
Ruth Moschner führte durch die wöchentlichen Entscheidungsshows und wurde dabei vom Ex-Bewohner der 2. Staffel, Christian Möllmann, unterstützt. Oli P. war Außenreporter.
| Name                  | Alter | Einzug                             | Auszug                              | Tage im Haus   | Team   | Bemerkungen                                                                  |
| --------------------- | ----- | ---------------------------------- | ----------------------------------- | -------------- | ------ | ---------------------------------------------------------------------------- |
| Silvia                | 35    | 2. März 2004                       | 11. März 2004                       | 10             | Normal |                                                                              |
| Tatjana Gsell         | 33    | 11. März 2004                      | 14. März 2004                       | 04             | Reich  | Besucherin, freiwilliger Auszug                                              |
| Sandra                | 23    | 2. März 2004                       | 18. März 2004                       | 04             | Arm    | von Big Brother ausgeschlossen                                               |
| Sascha M.             | 30    | 2. März 2004                       | 18. März 2004                       | 17             | Arm    |                                                                              |
| Kay                   | 36    | 11. März 2004                      | 20. März 2004                       | 10             | Normal | freiwilliger Auszug                                                          |
| Kader Loth            | 31    | 2. März 2004                       | 25. März 2004                       | 24             | Reich  |                                                                              |
| Susanne               | 25    | 25. März 2004                      | 27. März 2004                       | 03             | Reich  | freiwilliger Auszug                                                          |
| Ramona                | 23    | 18. März 2004                      | 4. April 2004                       | 18             | Reich  | freiwilliger Auszug                                                          |
| Achim                 | 40    | 2. März 2004                       | 7. April 2004                       | 37             | Reich  | freiwilliger Auszug                                                          |
| Jennifer              | 21    | 19. März 2004                      | 5. April 2004                       | 18             | Arm    |                                                                              |
| Nadja                 | 25    | 25. März 2004                      | 19. April 2004                      | 26             | Normal |                                                                              |
| Franco                | 31    | 11. März 2004                      | 23. April 2004                      | 44             | Reich  | freiwilliger Auszug                                                          |
| Ali                   | 21    | 18. März 2004                      | 26. April 2004                      | 40             | Arm    |                                                                              |
| Doreen                | 24    | 12. April 2004                     | 2. Mai 2004                         | 21             | Reich  |                                                                              |
| Maxine                | 21    | 26. April 2004                     | 17. Mai 2004                        | 22             | Reich  |                                                                              |
| Jenny                 | 21    | 27. April 2004                     | 31. Mai 2004                        | 35             | Arm    |                                                                              |
| Karim Maataoui        | 30    | 17. Mai 2004                       | 11. Juni 2004                       | 26             | Reich  | freiwilliger Auszug                                                          |
| Jeannine              | 28    | 18. März 2004                      | 14. Juni 2004                       | 89             | Normal |                                                                              |
| Thomas                | 35    | 10. April 2004                     | 28. Juni 2004                       | 80             | Reich  |                                                                              |
| Nicole                | 33    | 5. April 2004                      | 4. Juli 2004                        | 91             | Reich  | freiwilliger Auszug                                                          |
| Frank                 | 36    | 31. Mai 2004                       | 11. Juli 2004                       | 42             | Normal | freiwilliger Auszug                                                          |
| Lisa                  | 21    | 11. März 2004                      | 12. Juli 2004                       | 124            | Arm    |                                                                              |
| Ilkay                 | 31    | 7. Juni 2004                       | 20. Juli 2004                       | 44             | Reich  | von Big Brother ausgeschlossen                                               |
| Alessandro            | 26    | 18. Juni 2004                      | 2. August 2004                      | 46             | Reich  |                                                                              |
| Nadine                | 20    | 16. Juli 2004                      | 9. August 2004                      | 25             | Normal |                                                                              |
| Paco                  | 39    | 24. Mai 2004                       | 10. August 2004                     | 79             | Arm    | freiwilliger Auszug                                                          |
| Heiko (Sachsen-Paule) | 35    | 25. März 2004                      | 23. August 2004                     | 152            | Arm    | gewann ein Auto im Wert von 23.000 €                                         |
| Silvana               | 24    | 16. August 2004                    | 7. September 2004                   | 23             | Reich  | freiwilliger Auszug                                                          |
| Patricia              | 26    | 28. Juni 2004                      | 20. September 2004                  | 85             | Reich  |                                                                              |
| Michael               | 25    | 13. September 2004                 | 23. September 2004                  | 11             | Normal | von Big Brother ausgeschlossen                                               |
| Christian             | 25    | 30. August 2004                    | 27. September 2004                  | 29             | Arm    |                                                                              |
| Michele               | 23    | 23. August 2004                    | 4. Oktober 2004                     | 43             | Arm    |                                                                              |
| Miriam                | 25    | 21. Juni 2004                      | 11. Oktober 2004                    | 113            | Normal | von Big Brother ausgeschlossen                                               |
| Mario                 | 37    | 20. September 2004                 | 18. Oktober 2004                    | 29             | Normal |                                                                              |
| Solveigh              | 31    | 27. September 2004                 | 31. Oktober 2004                    | 35             | Normal | freiwilliger Auszug                                                          |
| Sandy                 | 30    | 27. Juli 2004                      | 1. November 2004                    | 98             | Reich  |                                                                              |
| Petra                 | 37    | 6. November 2004                   | 6. November 2004                    | 01             | Normal | freiwilliger Auszug                                                          |
| Mark                  | 29    | 21. März 2004                      | 8. November 2004                    | 233            | Normal |                                                                              |
| Zoya                  | 20    | 2. Oktober 2004                    | 15. November 2004                   | 45             | Arm    |                                                                              |
| Lydija                | 21    | 14. Juni 2004                      | 29. November 2004                   | 169            | Arm    | freiwilliger Auszug                                                          |
| Jerry                 | 24    | 2. März 2004 15. Oktober 2004      | 6. September 2004 29. November 2004 | 189 46 (Σ 235) | Normal | nach Wiedereinzug erneut rausgewählt                                         |
| Serhat                | 26    | 22. November 2004                  | 3. Dezember 2004                    | 12             | Arm    | freiwilliger Auszug                                                          |
| Volkmar/Laeticia      | 33    | 14. Oktober 2004                   | 13. Dezember 2004                   | 61             | Reich  | freiwilliger Auszug                                                          |
| Katrin                | 30    | 15. November 2004                  | 13. Dezember 2004                   | 29             | Normal |                                                                              |
| Eric                  | 22    | 8. Dezember 2004                   | 27. Dezember 2004                   | 20             | Arm    |                                                                              |
| Rolf                  | 36    | 12. November 2004                  | 3. Januar 2005                      | 53             | Normal |                                                                              |
| Marcus                | 22    | 6. September 2004                  | 10. Januar 2005                     | 127            | Normal |                                                                              |
| Isabel                | 32    | 13. Dezember 2004                  | 17. Januar 2005                     | 36             | Reich  |                                                                              |
| Geraldine             | 26    | 9. September 2004                  | 24. Januar 2005                     | 138            | Reich  |                                                                              |
| Peggy                 | 27    | 1. Dezember 2004                   | 31. Januar 2005                     | 62             | Arm    |                                                                              |
| Sevedin/Lelo          | 24    | 30. November 2004                  | 7. Februar 2005                     | 70             | Normal |                                                                              |
| Daniela               | 23    | 13. August 2004                    | 14. Februar 2005                    | 186            | Arm    |                                                                              |
| Natalie Langer        | 23    | 20. Dezember 2004                  | 21. Februar 2005                    | 64             | Normal |                                                                              |
| Nicole H.             | 22    | 8. November 2004                   | 28. Februar 2005                    | 113            | Reich  |                                                                              |
| Toni                  | 27    | 1. November 2004                   | 28. Februar 2005                    | 120            | Arm    | Sechstplatzierter                                                            |
| Carsten               | 37    | 12. Juli 2004                      | 28. Februar 2005                    | 232            | Reich  | Fünftplatzierter                                                             |
| Jupp                  | 32    | 27. Dezember 2004 14. Februar 2005 | 11. Februar 2005 28. Februar 2005   | 47 15 (Σ 62)   | Arm    | kurzzeitiger Auszug wegen Gesundheitsproblemen seiner Frau, Viertplatzierter |
| Michael               | 35    | 2. März 2004                       | 28. Februar 2005                    | 364            | Arm    | Drittplatzierter                                                             |
| Franzi                | 25    | 2. März 2004                       | 1. März 2005                        | 365            | Normal | Zweitplatzierte                                                              |
| Sascha Sirtl          | 26    | 2. März 2004                       | 1. März 2005                        | 365            | Reich  | Gewinner                                                                     |

|                      | Runde 1                   | Runde 2                      | Runde 3                       | Runde 4                        | Runde 5                      | Runde 6                      | Runde 7                      | Runde 8                       | Runde 9                        | Runde 10                    | Runde 11                      | Runde 12                      | Runde 13                      | Runde 14                      | Runde 15                      | Runde 16                      | Runde 17                    | Runde 18                                    | Runde 19                   | Runde 20                 | Runde 21                     | Runde 22                | Runde 23                | Runde 24                 | Runde 25                 | Runde 26                | Runde 27                | Runde 28                 | Runde 29                  | Runde 30                     | Runde 31                 | Runde 32               | Runde 33                   | Runde 34                   | Halbfinale                   | Finale                    | Finale                    |
| -------------------- | ------------------------- | ---------------------------- | ----------------------------- | ------------------------------ | ---------------------------- | ---------------------------- | ---------------------------- | ----------------------------- | ------------------------------ | --------------------------- | ----------------------------- | ----------------------------- | ----------------------------- | ----------------------------- | ----------------------------- | ----------------------------- | --------------------------- | ------------------------------------------- | -------------------------- | ------------------------ | ---------------------------- | ----------------------- | ----------------------- | ------------------------ | ------------------------ | ----------------------- | ----------------------- | ------------------------ | ------------------------- | ---------------------------- | ------------------------ | ---------------------- | -------------------------- | -------------------------- | ---------------------------- | ------------------------- | ------------------------- |
| Sascha S.            | befreit                   | befreit                      | befreit                       | Lisa                           | Nadja                        | befreit                      | Doreen                       | Maxine                        | Jennifer S.                    | Mark                        | Nicole B.                     | Lisa                          | Ilkay                         | Miriam                        | Heiko                         | Miriam                        | Patricia                    | befreit                                     | Daniela                    | Mario                    | Geraldine                    | befreit                 | Daniela                 | befreit                  | befreit                  | befreit                 | nominiert               | nominiert                | Keine Nominierung         | Keine Nominierung            | Keine Nominierung        | Keine Nominierung      | Keine Nominierung          | befreit                    | Nicole H.                    | Gewinner                  | Gewinner                  |
| Franziska            | nominiert                 | befreit                      | befreit                       | Lisa                           | Nadja                        | befreit                      | Nicole B.                    | Maxine                        | Lisa                           | Jeannine                    | Thomas                        | Lydija                        | Ilkay                         | Nadine                        | Heiko                         | Miriam                        | Sandra L.                   | befreit                                     | Lydija                     | Mario                    | Sandra L.                    | befreit                 | Michael H.              | befreit                  | befreit                  | befreit                 | nominiert               | nominiert                | Keine Nominierung         | Keine Nominierung            | Keine Nominierung        | Keine Nominierung      | Keine Nominierung          | befreit                    | Nicole H.                    | Zweitplatzierte           | Zweitplatzierte           |
| Michael H.           | befreit                   | befreit                      | befreit                       | Ali                            | Mark                         | befreit                      | Nicole B.                    | Maxine                        | Lisa                           | Jeannine                    | Sascha S.                     | Lisa                          | Ilkay                         | Nadine                        | Lydija                        | Miriam                        | Sascha S.                   | nominiert                                   | Lydija                     | Solveigh                 | Geraldine                    | befreit                 | Zoya                    | befreit                  | befreit                  | befreit                 | nominiert               | nominiert                | Keine Nominierung         | Keine Nominierung            | Keine Nominierung        | Keine Nominierung      | Keine Nominierung          | befreit                    | Carsten                      | Drittplatzierter          | Drittplatzierter          |
| Jupp                 | nicht im Haus             | nicht im Haus                | befreit                       | befreit                        | Keine Nominierung            | Keine Nominierung            | Keine Nominierung            | Keine Nominierung             | freiwillig (Tag 347)           | befreit                     | Nicole H.                     | Viertplatzierter              | Viertplatzierter              |                               |                               |                               |                             |                                             |                            |                          |                              |                         |                         |                          |                          |                         |                         |                          |                           |                              |                          |                        |                            |                            |                              |                           |                           |
| Carsten              | nicht im Haus             | Ilkay                        | Miriam                        | Lydija                         | Miriam                       | Patricia                     | befreit                      | Lydija                        | Solveigh                       | Sandra L.                   | nominiert                     | Daniela                       | befreit                       | befreit                       | befreit                       | nominiert                     | nominiert                   | Keine Nominierung                           | Keine Nominierung          | Keine Nominierung        | Keine Nominierung            | Keine Nominierung       | befreit                 | Toni                     | Fünftplatzierter         | Fünftplatzierter        |                         |                          |                           |                              |                          |                        |                            |                            |                              |                           |                           |
| Toni                 | nicht im Haus             | nicht im Haus                | befreit                       | Michael H.                     | befreit                      | nominiert                    | nominiert                    | nominiert                     | nominiert                      | Keine Nominierung           | Keine Nominierung             | Keine Nominierung             | Keine Nominierung             | Keine Nominierung             | nominiert                     | Carsten                       | Sechstplatzierter           | Sechstplatzierter                           |                            |                          |                              |                         |                         |                          |                          |                         |                         |                          |                           |                              |                          |                        |                            |                            |                              |                           |                           |
| Nicole H.            | nicht im Haus             | nicht im Haus                | nominiert                     | nominiert                      | nominiert                    | nominiert                    | nominiert                    | Keine Nominierung             | Keine Nominierung              | Keine Nominierung           | Keine Nominierung             | Keine Nominierung             | befreit                       | Jupp                          | rausgewählt (Tag 364)         | rausgewählt (Tag 364)         | rausgewählt (Tag 364)       |                                             |                            |                          |                              |                         |                         |                          |                          |                         |                         |                          |                           |                              |                          |                        |                            |                            |                              |                           |                           |
| Natalie              | nicht im Haus             | nicht im Haus                | befreit                       | nominiert                      | Keine Nominierung            | Keine Nominierung            | Keine Nominierung            | Keine Nominierung             | Keine Nominierung              | nominiert                   | rausgewählt (Tag 350)         | rausgewählt (Tag 350)         | rausgewählt (Tag 350)         |                               |                               |                               |                             |                                             |                            |                          |                              |                         |                         |                          |                          |                         |                         |                          |                           |                              |                          |                        |                            |                            |                              |                           |                           |
| Daniela              | nicht im Haus             | Michael H.                   | Jerry                         | Carsten                        | nominiert                    | Michele                      | Solveigh                     | Geraldine                     | nominiert                      | Zoya                        | befreit                       | befreit                       | befreit                       | nominiert                     | nominiert                     | Keine Nominierung             | Keine Nominierung           | Keine Nominierung                           | Keine Nominierung          | Keine Nominierung        | rausgewählt (Tag 350)        | rausgewählt (Tag 350)   | rausgewählt (Tag 350)   | rausgewählt (Tag 350)    |                          |                         |                         |                          |                           |                              |                          |                        |                            |                            |                              |                           |                           |
| Sevedin (Lelo)       | nicht im Haus             | nicht im Haus                | befreit                       | nominiert                      | nominiert                    | nominiert                    | Keine Nominierung            | Keine Nominierung             | Keine Nominierung              | Keine Nominierung           | rausgewählt (Tag 343)         | rausgewählt (Tag 343)         | rausgewählt (Tag 343)         | rausgewählt (Tag 343)         | rausgewählt (Tag 343)         |                               |                             |                                             |                            |                          |                              |                         |                         |                          |                          |                         |                         |                          |                           |                              |                          |                        |                            |                            |                              |                           |                           |
| Peggy                | nicht im Haus             | nicht im Haus                | befreit                       | befreit                        | nominiert                    | nominiert                    | Keine Nominierung            | Keine Nominierung             | Keine Nominierung              | rausgewählt (Tag 336)       | rausgewählt (Tag 336)         | rausgewählt (Tag 336)         | rausgewählt (Tag 336)         | rausgewählt (Tag 336)         | rausgewählt (Tag 336)         |                               |                             |                                             |                            |                          |                              |                         |                         |                          |                          |                         |                         |                          |                           |                              |                          |                        |                            |                            |                              |                           |                           |
| Geraldine            | nicht im Haus             | Sascha S.                    | befreit                       | Michael H.                     | Solveigh                     | Sandra L.                    | befreit                      | Lydija                        | befreit                        | befreit                     | befreit                       | nominiert                     | nominiert                     | Keine Nominierung             | Keine Nominierung             | rausgewählt (Tag 329)         | rausgewählt (Tag 329)       | rausgewählt (Tag 329)                       | rausgewählt (Tag 329)      | rausgewählt (Tag 329)    | rausgewählt (Tag 329)        | rausgewählt (Tag 329)   |                         |                          |                          |                         |                         |                          |                           |                              |                          |                        |                            |                            |                              |                           |                           |
| Isabel               | nicht im Haus             | nicht im Haus                | befreit                       | nominiert                      | nominiert                    | Keine Nominierung            | rausgewählt (Tag 322)        | rausgewählt (Tag 322)         | rausgewählt (Tag 322)          | rausgewählt (Tag 322)       | rausgewählt (Tag 322)         | rausgewählt (Tag 322)         | rausgewählt (Tag 322)         | rausgewählt (Tag 322)         |                               |                               |                             |                                             |                            |                          |                              |                         |                         |                          |                          |                         |                         |                          |                           |                              |                          |                        |                            |                            |                              |                           |                           |
| Marcus               | nicht im Haus             | Sascha S.                    | befreit                       | Michael H.                     | Franziska                    | Sascha S.                    | befreit                      | Michael H.                    | befreit                        | befreit                     | befreit                       | nominiert                     | nominiert                     | rausgewählt (Tag 315)         | rausgewählt (Tag 315)         | rausgewählt (Tag 315)         | rausgewählt (Tag 315)       | rausgewählt (Tag 315)                       | rausgewählt (Tag 315)      | rausgewählt (Tag 315)    | rausgewählt (Tag 315)        | rausgewählt (Tag 315)   |                         |                          |                          |                         |                         |                          |                           |                              |                          |                        |                            |                            |                              |                           |                           |
| Rolf                 | nicht im Haus             | nicht im Haus                | befreit                       | befreit                        | befreit                      | nominiert                    | rausgewählt (Tag 308)        |                               |                                |                             |                               |                               |                               |                               |                               |                               |                             |                                             |                            |                          |                              |                         |                         |                          |                          |                         |                         |                          |                           |                              |                          |                        |                            |                            |                              |                           |                           |
| Eric                 | nicht im Haus             | nicht im Haus                | nominiert                     | rausgewählt (Tag 301)          |                              |                              |                              |                               |                                |                             |                               |                               |                               |                               |                               |                               |                             |                                             |                            |                          |                              |                         |                         |                          |                          |                         |                         |                          |                           |                              |                          |                        |                            |                            |                              |                           |                           |
| Volkmar              | nicht im Haus             | nicht im Haus                | Sascha S.                     | befreit                        | Zoya                         | befreit                      | befreit                      | freiwilliger Auszug (Tag 287) |                                |                             |                               |                               |                               |                               |                               |                               |                             |                                             |                            |                          |                              |                         |                         |                          |                          |                         |                         |                          |                           |                              |                          |                        |                            |                            |                              |                           |                           |
| Katrin               | nicht im Haus             | nicht im Haus                | befreit                       | nominiert                      | rausgewählt (Tag 287)        |                              |                              |                               |                                |                             |                               |                               |                               |                               |                               |                               |                             |                                             |                            |                          |                              |                         |                         |                          |                          |                         |                         |                          |                           |                              |                          |                        |                            |                            |                              |                           |                           |
| Serhat               | nicht im Haus             | nicht im Haus                | freiwilliger Auszug (Tag 277) |                                |                              |                              |                              |                               |                                |                             |                               |                               |                               |                               |                               |                               |                             |                                             |                            |                          |                              |                         |                         |                          |                          |                         |                         |                          |                           |                              |                          |                        |                            |                            |                              |                           |                           |
| Lydija               | nicht im Haus             | Nicole B.                    | Lisa                          | Sascha S.                      | Nadine                       | Michael H.                   | Miriam                       | Sascha S.                     | nominiert                      | Michele                     | Franziska                     | Geraldine                     | befreit                       | Zoya                          | nominiert                     | freiwilliger Auszug (Tag 273) |                             |                                             |                            |                          |                              |                         |                         |                          |                          |                         |                         |                          |                           |                              |                          |                        |                            |                            |                              |                           |                           |
| Jerry                | befreit                   | befreit                      | befreit                       | Ali                            | Mark                         | nominiert                    | Doreen                       | Thomas                        | Lisa                           | Franziska                   | Nicole B.                     | Lisa                          | Ilkay                         | Miriam                        | Heiko                         | Miriam                        | rausgewählt (Tag 189)       | rausgewählt (Tag 189)                       | rausgewählt (Tag 189)      | rausgewählt (Tag 189)    | rausgewählt (Tag 189)        | befreit                 | Zoya                    | nominiert                | rausgewählt (Tag 273)    |                         |                         |                          |                           |                              |                          |                        |                            |                            |                              |                           |                           |
| Zoya                 | nicht im Haus             | Mario                        | Sandra L.                     | befreit                        | Michael H.                   | rausgewählt (Tag 252)        |                              |                               |                                |                             |                               |                               |                               |                               |                               |                               |                             |                                             |                            |                          |                              |                         |                         |                          |                          |                         |                         |                          |                           |                              |                          |                        |                            |                            |                              |                           |                           |
| Mark                 | nicht im Haus             | nicht im Haus                | befreit                       | Michael H.                     | Nadja                        | befreit                      | Nicole B.                    | Maxine                        | Lisa                           | Franziska                   | Thomas                        | Heiko                         | Ilkay                         | Nadine                        | Heiko                         | Miriam                        | Patricia                    | befreit                                     | Lydija                     | Mario                    | Sandra L.                    | nominiert               | rausgewählt (Tag 252)   |                          |                          |                         |                         |                          |                           |                              |                          |                        |                            |                            |                              |                           |                           |
| Petra                | nicht im Haus             | nicht im Haus                | freiwilliger Auszug (Tag 250) |                                |                              |                              |                              |                               |                                |                             |                               |                               |                               |                               |                               |                               |                             |                                             |                            |                          |                              |                         |                         |                          |                          |                         |                         |                          |                           |                              |                          |                        |                            |                            |                              |                           |                           |
| Sandra L.            | nicht im Haus             | Franziska                    | Jerry                         | Patricia                       | Carsten                      | befreit                      | Michele                      | Franziska                     | Geraldine                      | rausgewählt (Tag 245)       |                               |                               |                               |                               |                               |                               |                             |                                             |                            |                          |                              |                         |                         |                          |                          |                         |                         |                          |                           |                              |                          |                        |                            |                            |                              |                           |                           |
| Solveigh             | nicht im Haus             | Mario                        | Sandra L.                     | freiwilliger Auszug (Tag 244)  |                              |                              |                              |                               |                                |                             |                               |                               |                               |                               |                               |                               |                             |                                             |                            |                          |                              |                         |                         |                          |                          |                         |                         |                          |                           |                              |                          |                        |                            |                            |                              |                           |                           |
| Mario                | nicht im Haus             | befreit                      | Lydija                        | Solveigh                       | rausgewählt (Tag 231)        |                              |                              |                               |                                |                             |                               |                               |                               |                               |                               |                               |                             |                                             |                            |                          |                              |                         |                         |                          |                          |                         |                         |                          |                           |                              |                          |                        |                            |                            |                              |                           |                           |
| Miriam               | nicht im Haus             | Heiko                        | Ilkay                         | Nadine                         | Heiko                        | Jerry                        | Carsten                      | befreit                       | Michele                        | ausgeschlossen (Tag 224)    |                               |                               |                               |                               |                               |                               |                             |                                             |                            |                          |                              |                         |                         |                          |                          |                         |                         |                          |                           |                              |                          |                        |                            |                            |                              |                           |                           |
| Michele              | nicht im Haus             | Miriam                       | Patricia                      | nominiert                      | Lydija                       | rausgewählt (Tag 217)        |                              |                               |                                |                             |                               |                               |                               |                               |                               |                               |                             |                                             |                            |                          |                              |                         |                         |                          |                          |                         |                         |                          |                           |                              |                          |                        |                            |                            |                              |                           |                           |
| Christian            | nicht im Haus             | Sascha S.                    | nominiert                     | rausgewählt (Tag 210)          |                              |                              |                              |                               |                                |                             |                               |                               |                               |                               |                               |                               |                             |                                             |                            |                          |                              |                         |                         |                          |                          |                         |                         |                          |                           |                              |                          |                        |                            |                            |                              |                           |                           |
| Michael R.           | nicht im Haus             | ausgeschlossen (Tag 206)     | ausgeschlossen (Tag 206)      |                                |                              |                              |                              |                               |                                |                             |                               |                               |                               |                               |                               |                               |                             |                                             |                            |                          |                              |                         |                         |                          |                          |                         |                         |                          |                           |                              |                          |                        |                            |                            |                              |                           |                           |
| Patricia             | nicht im Haus             | Lisa                         | Alessandro                    | Jerry                          | Heiko                        | Jerry                        | Carsten                      | rausgewählt (Tag 203)         | rausgewählt (Tag 203)          |                             |                               |                               |                               |                               |                               |                               |                             |                                             |                            |                          |                              |                         |                         |                          |                          |                         |                         |                          |                           |                              |                          |                        |                            |                            |                              |                           |                           |
| Silvana              | nicht im Haus             | Jerry                        | freiwilliger Auszug (Tag 190) | freiwilliger Auszug (Tag 190)  |                              |                              |                              |                               |                                |                             |                               |                               |                               |                               |                               |                               |                             |                                             |                            |                          |                              |                         |                         |                          |                          |                         |                         |                          |                           |                              |                          |                        |                            |                            |                              |                           |                           |
| Heiko                | nicht im Haus             | nicht im Haus                | befreit                       | Ali                            | Jerry                        | befreit                      | Sascha S.                    | Maxine                        | Jennifer S.                    | Jeannine                    | Sascha S.                     | Lisa                          | Sascha S.                     | Jerry                         | Lydija                        | rausgewählt (Tag 175)         | rausgewählt (Tag 175)       |                                             |                            |                          |                              |                         |                         |                          |                          |                         |                         |                          |                           |                              |                          |                        |                            |                            |                              |                           |                           |
| Paco                 | nicht im Haus             | nicht im Haus                | nicht im Haus                 | nicht im Haus                  | nicht im Haus                | nicht im Haus                | nicht im Haus                | nicht im Haus                 | nicht im Haus                  | Franziska                   | Thomas                        | Michael H.                    | Sascha S.                     | Jerry                         | freiwilliger Auszug (Tag 162) | freiwilliger Auszug (Tag 162) |                             |                                             |                            |                          |                              |                         |                         |                          |                          |                         |                         |                          |                           |                              |                          |                        |                            |                            |                              |                           |                           |
| Nadine               | nicht im Haus             | Alessandro                   | Mark                          | rausgewählt (Tag 161)          | rausgewählt (Tag 161)        |                              |                              |                               |                                |                             |                               |                               |                               |                               |                               |                               |                             |                                             |                            |                          |                              |                         |                         |                          |                          |                         |                         |                          |                           |                              |                          |                        |                            |                            |                              |                           |                           |
| Alessandro           | nicht im Haus             | Nicole B.                    | Paco                          | Patricia                       | rausgewählt (Tag 154)        | rausgewählt (Tag 154)        |                              |                               |                                |                             |                               |                               |                               |                               |                               |                               |                             |                                             |                            |                          |                              |                         |                         |                          |                          |                         |                         |                          |                           |                              |                          |                        |                            |                            |                              |                           |                           |
| Ilkay                | nicht im Haus             | Lisa                         | Sascha S.                     | ausgeschlossen (Tag 141)       | ausgeschlossen (Tag 141)     |                              |                              |                               |                                |                             |                               |                               |                               |                               |                               |                               |                             |                                             |                            |                          |                              |                         |                         |                          |                          |                         |                         |                          |                           |                              |                          |                        |                            |                            |                              |                           |                           |
| Elisabeth (Lisa)     | nicht im Haus             | nominiert                    | befreit                       | Michael H.                     | Jeannine                     | befreit                      | Nicole B.                    | Nicole B.                     | Jennifer S.                    | Jeannine                    | Nicole B.                     | Heiko                         | rausgewählt (Tag 133)         | rausgewählt (Tag 133)         |                               |                               |                             |                                             |                            |                          |                              |                         |                         |                          |                          |                         |                         |                          |                           |                              |                          |                        |                            |                            |                              |                           |                           |
| Frank                | nicht im Haus             | nicht im Haus                | nicht im Haus                 | nicht im Haus                  | nicht im Haus                | nicht im Haus                | nicht im Haus                | nicht im Haus                 | nicht im Haus                  | Franziska                   | Thomas                        | Lisa                          | freiwilliger Auszug (Tag 132) | freiwilliger Auszug (Tag 132) |                               |                               |                             |                                             |                            |                          |                              |                         |                         |                          |                          |                         |                         |                          |                           |                              |                          |                        |                            |                            |                              |                           |                           |
| Nicole B.            | nicht im Haus             | nicht im Haus                | nicht im Haus                 | nicht im Haus                  | Nadja                        | befreit                      | Doreen                       | Maxine                        | Lisa                           | Mark                        | Ilkay                         | freiwilliger Auszug (Tag 125) | freiwilliger Auszug (Tag 125) |                               |                               |                               |                             |                                             |                            |                          |                              |                         |                         |                          |                          |                         |                         |                          |                           |                              |                          |                        |                            |                            |                              |                           |                           |
| Thomas               | nicht im Haus             | nicht im Haus                | nicht im Haus                 | nicht im Haus                  | Nicole B.                    | Franziska                    | befreit                      | Doreen                        | Lisa                           | Jerry                       | Nicole B.                     | rausgewählt (Tag 119)         | rausgewählt (Tag 119)         |                               |                               |                               |                             |                                             |                            |                          |                              |                         |                         |                          |                          |                         |                         |                          |                           |                              |                          |                        |                            |                            |                              |                           |                           |
| Jeannine             | nicht im Haus             | nicht im Haus                | befreit                       | Lisa                           | Nadja                        | befreit                      | Doreen                       | Maxine                        | Lisa                           | Mark                        | rausgewählt (Tag 105)         | rausgewählt (Tag 105)         |                               |                               |                               |                               |                             |                                             |                            |                          |                              |                         |                         |                          |                          |                         |                         |                          |                           |                              |                          |                        |                            |                            |                              |                           |                           |
| Karim                | nicht im Haus             | nicht im Haus                | nicht im Haus                 | nicht im Haus                  | nicht im Haus                | nicht im Haus                | nicht im Haus                | nicht im Haus                 | Heiko                          | Jeannine                    | freiwilliger Auszug (Tag 102) | freiwilliger Auszug (Tag 102) |                               |                               |                               |                               |                             |                                             |                            |                          |                              |                         |                         |                          |                          |                         |                         |                          |                           |                              |                          |                        |                            |                            |                              |                           |                           |
| Jennifer S.          | nicht im Haus             | nicht im Haus                | nicht im Haus                 | nicht im Haus                  | nicht im Haus                | nicht im Haus                | nicht im Haus                | Maxine                        | Lisa                           | rausgewählt (Tag 91)        | rausgewählt (Tag 91)          |                               |                               |                               |                               |                               |                             |                                             |                            |                          |                              |                         |                         |                          |                          |                         |                         |                          |                           |                              |                          |                        |                            |                            |                              |                           |                           |
| Maxine               | nicht im Haus             | nicht im Haus                | nicht im Haus                 | nicht im Haus                  | nicht im Haus                | nicht im Haus                | nicht im Haus                | Thomas                        | rausgewählt (Tag 77)           | rausgewählt (Tag 77)        |                               |                               |                               |                               |                               |                               |                             |                                             |                            |                          |                              |                         |                         |                          |                          |                         |                         |                          |                           |                              |                          |                        |                            |                            |                              |                           |                           |
| Doreen               | nicht im Haus             | nicht im Haus                | nicht im Haus                 | nicht im Haus                  | nicht im Haus                | befreit                      | Nicole B.                    | rausgewählt (Tag 63)          | rausgewählt (Tag 63)           | rausgewählt (Tag 63)        |                               |                               |                               |                               |                               |                               |                             |                                             |                            |                          |                              |                         |                         |                          |                          |                         |                         |                          |                           |                              |                          |                        |                            |                            |                              |                           |                           |
| Ali                  | nicht im Haus             | nicht im Haus                | befreit                       | Jennifer B.                    | Mark                         | nominiert                    | rausgewählt (Tag 56)         | rausgewählt (Tag 56)          | rausgewählt (Tag 56)           |                             |                               |                               |                               |                               |                               |                               |                             |                                             |                            |                          |                              |                         |                         |                          |                          |                         |                         |                          |                           |                              |                          |                        |                            |                            |                              |                           |                           |
| Franco               | nicht im Haus             | befreit                      | befreit                       | Lisa                           | Mark                         | freiwilliger Auszug (Tag 53) | freiwilliger Auszug (Tag 53) | freiwilliger Auszug (Tag 53)  |                                |                             |                               |                               |                               |                               |                               |                               |                             |                                             |                            |                          |                              |                         |                         |                          |                          |                         |                         |                          |                           |                              |                          |                        |                            |                            |                              |                           |                           |
| Nadja                | nicht im Haus             | nicht im Haus                | befreit                       | Jennifer B.                    | Franziska                    | rausgewählt (Tag 49)         | rausgewählt (Tag 49)         | rausgewählt (Tag 49)          |                                |                             |                               |                               |                               |                               |                               |                               |                             |                                             |                            |                          |                              |                         |                         |                          |                          |                         |                         |                          |                           |                              |                          |                        |                            |                            |                              |                           |                           |
| Achim                | befreit                   | befreit                      | nominiert                     | Jennifer B.                    | freiwilliger Auszug (Tag 37) | freiwilliger Auszug (Tag 37) | freiwilliger Auszug (Tag 37) |                               |                                |                             |                               |                               |                               |                               |                               |                               |                             |                                             |                            |                          |                              |                         |                         |                          |                          |                         |                         |                          |                           |                              |                          |                        |                            |                            |                              |                           |                           |
| Jennifer B.          | nicht im Haus             | nicht im Haus                | nicht im Haus                 | Lisa                           | rausgewählt (Tag 35)         | rausgewählt (Tag 35)         | rausgewählt (Tag 35)         |                               |                                |                             |                               |                               |                               |                               |                               |                               |                             |                                             |                            |                          |                              |                         |                         |                          |                          |                         |                         |                          |                           |                              |                          |                        |                            |                            |                              |                           |                           |
| Ramona               | nicht im Haus             | nicht im Haus                | befreit                       | Lisa                           | freiwilliger Auszug (Tag 34) | freiwilliger Auszug (Tag 34) | freiwilliger Auszug (Tag 34) |                               |                                |                             |                               |                               |                               |                               |                               |                               |                             |                                             |                            |                          |                              |                         |                         |                          |                          |                         |                         |                          |                           |                              |                          |                        |                            |                            |                              |                           |                           |
| Susanne              | nicht im Haus             | nicht im Haus                | nicht im Haus                 | freiwilliger Auszug (Tag 26)   | freiwilliger Auszug (Tag 26) | freiwilliger Auszug (Tag 26) |                              |                               |                                |                             |                               |                               |                               |                               |                               |                               |                             |                                             |                            |                          |                              |                         |                         |                          |                          |                         |                         |                          |                           |                              |                          |                        |                            |                            |                              |                           |                           |
| Kader                | befreit                   | befreit                      | nominiert                     | rausgewählt (Tag 24)           | rausgewählt (Tag 24)         | rausgewählt (Tag 24)         |                              |                               |                                |                             |                               |                               |                               |                               |                               |                               |                             |                                             |                            |                          |                              |                         |                         |                          |                          |                         |                         |                          |                           |                              |                          |                        |                            |                            |                              |                           |                           |
| Kay                  | nicht im Haus             | befreit                      | freiwilliger Auszug (Tag 19)  | freiwilliger Auszug (Tag 19)   | freiwilliger Auszug (Tag 19) |                              |                              |                               |                                |                             |                               |                               |                               |                               |                               |                               |                             |                                             |                            |                          |                              |                         |                         |                          |                          |                         |                         |                          |                           |                              |                          |                        |                            |                            |                              |                           |                           |
| Sandra R.            | befreit                   | befreit                      | ausgeschlossen (Tag 17)       | ausgeschlossen (Tag 17)        | ausgeschlossen (Tag 17)      |                              |                              |                               |                                |                             |                               |                               |                               |                               |                               |                               |                             |                                             |                            |                          |                              |                         |                         |                          |                          |                         |                         |                          |                           |                              |                          |                        |                            |                            |                              |                           |                           |
| Sascha M.            | befreit                   | nominiert                    | rausgewählt (Tag 17)          | rausgewählt (Tag 17)           | rausgewählt (Tag 17)         |                              |                              |                               |                                |                             |                               |                               |                               |                               |                               |                               |                             |                                             |                            |                          |                              |                         |                         |                          |                          |                         |                         |                          |                           |                              |                          |                        |                            |                            |                              |                           |                           |
| Tatjana              | nicht im Haus             | freiwilliger Auszug (Tag 13) | freiwilliger Auszug (Tag 13)  | freiwilliger Auszug (Tag 13)   |                              |                              |                              |                               |                                |                             |                               |                               |                               |                               |                               |                               |                             |                                             |                            |                          |                              |                         |                         |                          |                          |                         |                         |                          |                           |                              |                          |                        |                            |                            |                              |                           |                           |
| Silvia               | nominiert                 | rausgewählt (Tag 10)         | rausgewählt (Tag 10)          | rausgewählt (Tag 10)           |                              |                              |                              |                               |                                |                             |                               |                               |                               |                               |                               |                               |                             |                                             |                            |                          |                              |                         |                         |                          |                          |                         |                         |                          |                           |                              |                          |                        |                            |                            |                              |                           |                           |
|                      | Runde 1                   | Runde 2                      | Runde 3                       | Runde 4                        | Runde 5                      | Runde 6                      | Runde 7                      | Runde 8                       | Runde 9                        | Runde 10                    | Runde 11                      | Runde 12                      | Runde 13                      | Runde 14                      | Runde 15                      | Runde 16                      | Runde 17                    | Runde 18                                    | Runde 19                   | Runde 20                 | Runde 21                     | Runde 22                | Runde 23                | Runde 24                 | Runde 25                 | Runde 26                | Runde 27                | Runde 28                 | Runde 29                  | Runde 30                     | Runde 31                 | Runde 32               | Runde 33                   | Runde 34                   | Halbfinale                   | Finale                    | Finale                    |
| Rauswurf             |                           |                              | Sandra R.                     |                                | Ilkay                        |                              |                              |                               | Michael R.                     |                             | Miriam                        |                               |                               |                               |                               |                               |                             |                                             |                            |                          |                              |                         |                         |                          |                          |                         |                         |                          |                           |                              |                          |                        |                            |                            |                              |                           |                           |
| Freiwilliger Auszug  |                           | Tatjana                      | Kay                           | Susanne                        | Ramona Achim                 | Franco                       |                              |                               |                                |                             | Karim                         | Nicole B.                     | Frank                         |                               | Paco                          |                               | Silvana                     |                                             |                            |                          |                              | Solveigh Petra          |                         |                          | Lydija Serhat            | Volkmar                 |                         |                          |                           |                              |                          |                        |                            |                            |                              |                           |                           |
| Nominierungs- schutz |                           |                              | Jupp Natalie                  | Jupp                           |                              |                              |                              |                               |                                |                             |                               |                               |                               |                               |                               |                               |                             |                                             |                            |                          |                              |                         |                         |                          |                          |                         |                         |                          |                           |                              |                          |                        |                            |                            |                              |                           |                           |
| Nominiert            | Franziska Silvia          | Lisa Sascha M.               | Achim Kader                   | Lisa Jennifer B.               | Mark Nadja.                  | Ali Michael H.               | Doreen Nicole B.             | Maxine Thomas                 | Lisa Jennifer S.               | Jeannine Mark               | Nicole B. Thomas              | Lisa Heiko                    | Alessandro Sascha S.          | Miriam Nadine                 | Heiko Lydija                  | Jerry Mark                    | Carsten Patricia            | Christian Daniela Lydija Michael H. Michele | Lydija Michele             | Mario Solveigh           | Geraldine Sandra L.          | Carsten Daniela Mark    | Daniela Zoya            | Jerry Lydija Nicole H.   | Katrin Nicole H. Toni    | Eric Lelo Nicole H.     | Alle Bewohner           | Alle Bewohner            | Isabel Lelo Peggy         | Daniela Geraldine Jupp       | Natalie Nicole H. Peggy  | Daniela Lelo Toni      | Daniela Natalie Toni       | Natalie Toni               | Carsten Jupp Nicole H. Toni  |                           |                           |
| Rauswahl             | Silvia 62,7 % rausgewählt | Sascha M. 63,7 % rausgewählt | Kader 57,5 % rausgewählt      | Jennifer B. 54,3 % rausgewählt | Nadja 54,8 % rausgewählt     | Ali 79,6 % rausgewählt       | Doreen 65,7 % rausgewählt    | Maxine 74,5 % rausgewählt     | Jennifer S. 58,5 % rausgewählt | Jeannine 74,3 % rausgewählt | Thomas 67,5 % rausgewählt     | Lisa 59,7 % rausgewählt       | Alessandro 18,4 % rausgewählt | Nadine 37,4 % rausgewählt     | Heiko 46,2 % rausgewählt      | Jerry 37,7 % rausgewählt      | Patricia 49,1 % rausgewählt | Christian 42,1 % rausgewählt                | Michele 36,8 % rausgewählt | Mario 43,6 % rausgewählt | Sandra L. 43,7 % rausgewählt | Mark 16,6 % rausgewählt | Zoya 13,6 % rausgewählt | Jerry 15,3 % rausgewählt | Katrin 7,7 % rausgewählt | Eric 11,5 % rausgewählt | Rolf 1,09 % rausgewählt | Markus 1,6 % rausgewählt | Isabel 22,7 % rausgewählt | Geraldine 23,7 % rausgewählt | Peggy 20,7 % rausgewählt | Lelo 9,5 % rausgewählt | Daniela 22,2 % rausgewählt | Natalie 29,7 % rausgewählt | Nicole H. 18,7 % rausgewählt |                           |                           |
| Rauswahl             | Silvia 62,7 % rausgewählt | Sascha M. 63,7 % rausgewählt | Kader 57,5 % rausgewählt      | Jennifer B. 54,3 % rausgewählt | Nadja 54,8 % rausgewählt     | Ali 79,6 % rausgewählt       | Doreen 65,7 % rausgewählt    | Maxine 74,5 % rausgewählt     | Jennifer S. 58,5 % rausgewählt | Jeannine 74,3 % rausgewählt | Thomas 67,5 % rausgewählt     | Lisa 59,7 % rausgewählt       | Alessandro 18,4 % rausgewählt | Nadine 37,4 % rausgewählt     | Heiko 46,2 % rausgewählt      | Jerry 37,7 % rausgewählt      | Patricia 49,1 % rausgewählt | Christian 42,1 % rausgewählt                | Michele 36,8 % rausgewählt | Mario 43,6 % rausgewählt | Sandra L. 43,7 % rausgewählt | Mark 16,6 % rausgewählt | Zoya 13,6 % rausgewählt | Jerry 15,3 % rausgewählt | Katrin 7,7 % rausgewählt | Eric 11,5 % rausgewählt | Rolf 1,09 % rausgewählt | Markus 1,6 % rausgewählt | Isabel 22,7 % rausgewählt | Geraldine 23,7 % rausgewählt | Peggy 20,7 % rausgewählt | Lelo 9,5 % rausgewählt | Daniela 22,2 % rausgewählt | Natalie 29,7 % rausgewählt | Nicole H. 18,7 % rausgewählt | Toni 2,3 % (von 6)        |                           |
| Rauswahl             | Silvia 62,7 % rausgewählt | Sascha M. 63,7 % rausgewählt | Kader 57,5 % rausgewählt      | Jennifer B. 54,3 % rausgewählt | Nadja 54,8 % rausgewählt     | Ali 79,6 % rausgewählt       | Doreen 65,7 % rausgewählt    | Maxine 74,5 % rausgewählt     | Jennifer S. 58,5 % rausgewählt | Jeannine 74,3 % rausgewählt | Thomas 67,5 % rausgewählt     | Lisa 59,7 % rausgewählt       | Alessandro 18,4 % rausgewählt | Nadine 37,4 % rausgewählt     | Heiko 46,2 % rausgewählt      | Jerry 37,7 % rausgewählt      | Patricia 49,1 % rausgewählt | Christian 42,1 % rausgewählt                | Michele 36,8 % rausgewählt | Mario 43,6 % rausgewählt | Sandra L. 43,7 % rausgewählt | Mark 16,6 % rausgewählt | Zoya 13,6 % rausgewählt | Jerry 15,3 % rausgewählt | Katrin 7,7 % rausgewählt | Eric 11,5 % rausgewählt | Rolf 1,09 % rausgewählt | Markus 1,6 % rausgewählt | Isabel 22,7 % rausgewählt | Geraldine 23,7 % rausgewählt | Peggy 20,7 % rausgewählt | Lelo 9,5 % rausgewählt | Daniela 22,2 % rausgewählt | Natalie 29,7 % rausgewählt | Nicole H. 18,7 % rausgewählt | Carsten 7,9 % (von 5)     | Jupp 15,7 % (von 4)       |
| Rauswahl             | Silvia 62,7 % rausgewählt | Sascha M. 63,7 % rausgewählt | Kader 57,5 % rausgewählt      | Jennifer B. 54,3 % rausgewählt | Nadja 54,8 % rausgewählt     | Ali 79,6 % rausgewählt       | Doreen 65,7 % rausgewählt    | Maxine 74,5 % rausgewählt     | Jennifer S. 58,5 % rausgewählt | Jeannine 74,3 % rausgewählt | Thomas 67,5 % rausgewählt     | Lisa 59,7 % rausgewählt       | Alessandro 18,4 % rausgewählt | Nadine 37,4 % rausgewählt     | Heiko 46,2 % rausgewählt      | Jerry 37,7 % rausgewählt      | Patricia 49,1 % rausgewählt | Christian 42,1 % rausgewählt                | Michele 36,8 % rausgewählt | Mario 43,6 % rausgewählt | Sandra L. 43,7 % rausgewählt | Mark 16,6 % rausgewählt | Zoya 13,6 % rausgewählt | Jerry 15,3 % rausgewählt | Katrin 7,7 % rausgewählt | Eric 11,5 % rausgewählt | Rolf 1,09 % rausgewählt | Markus 1,6 % rausgewählt | Isabel 22,7 % rausgewählt | Geraldine 23,7 % rausgewählt | Peggy 20,7 % rausgewählt | Lelo 9,5 % rausgewählt | Daniela 22,2 % rausgewählt | Natalie 29,7 % rausgewählt | Nicole H. 18,7 % rausgewählt | Michael H. 28,7 % (von 3) | Franziska 47,47 % (von 2) |
| Rauswahl             | Silvia 62,7 % rausgewählt | Sascha M. 63,7 % rausgewählt | Kader 57,5 % rausgewählt      | Jennifer B. 54,3 % rausgewählt | Nadja 54,8 % rausgewählt     | Ali 79,6 % rausgewählt       | Doreen 65,7 % rausgewählt    | Maxine 74,5 % rausgewählt     | Jennifer S. 58,5 % rausgewählt | Jeannine 74,3 % rausgewählt | Thomas 67,5 % rausgewählt     | Lisa 59,7 % rausgewählt       | Alessandro 18,4 % rausgewählt | Nadine 37,4 % rausgewählt     | Heiko 46,2 % rausgewählt      | Jerry 37,7 % rausgewählt      | Patricia 49,1 % rausgewählt | Christian 42,1 % rausgewählt                | Michele 36,8 % rausgewählt | Mario 43,6 % rausgewählt | Sandra L. 43,7 % rausgewählt | Mark 16,6 % rausgewählt | Zoya 13,6 % rausgewählt | Jerry 15,3 % rausgewählt | Katrin 7,7 % rausgewählt | Eric 11,5 % rausgewählt | Rolf 1,09 % rausgewählt | Markus 1,6 % rausgewählt | Isabel 22,7 % rausgewählt | Geraldine 23,7 % rausgewählt | Peggy 20,7 % rausgewählt | Lelo 9,5 % rausgewählt | Daniela 22,2 % rausgewählt | Natalie 29,7 % rausgewählt | Nicole H. 18,7 % rausgewählt | Sascha S. 52,53 % (von 2) |                           |

| Name                   | Einzug            | Auszug            | Bemerkung                                        |
| ---------------------- | ----------------- | ----------------- | ------------------------------------------------ |
| Lothar Vosseler        | 12. Juni 2004     | 12. Juni 2004     | (Bruder von Gerhard Schröder – Ex-Bundeskanzler) |
| Bruder Paulus Terwitte |                   |                   | (Kapuziner von N24)                              |
| Borris Brandt          | 5. August 2004    | 5. August 2004    | (damaliger Endemol-Chef)                         |
| Jacob Sisters          | 3. September 2004 | 3. September 2004 |                                                  |
| Ausbilder Schmidt      |                   |                   |                                                  |
| Christel und Rita      |                   |                   | (Die RTL-II-„Putzteufel“)                        |
| Désirée Nick           | 6. Dezember 2004  | 6. Dezember 2004  | Als Nikoläusin                                   |

### 6. Staffel
Die Staffel Big Brother – Das Dorf begann am 1. März 2005. Die erste Folge erzielte einen Marktanteil von knapp 20,0 Prozent bei 2,16 Millionen Zuschauern in der werberelevanten Zielgruppe der 14- bis 49-Jährigen. Bereits wenige Tage später konnte die Sendung nur noch einstellige Marktanteile vorweisen. Die Werte der restlichen Staffel stagnierten in diesem Bereich.
Ursprünglich sollte die Show zeitlich nicht begrenzt sein. Der Sender wollte diese Staffel so lange fortsetzen, wie das Zuschauerinteresse besteht. Am 25. November 2005 wurde in einer Pressemitteilung seitens RTL II mitgeteilt, dass die sechste Staffel nun doch nicht „unendlich“ laufen werde, sondern am 26. Februar 2006 in einem großen Finale beendet werde. Diese Staffel dauerte damit 363 Tage.
Die öffentlichen Bewerbungen fanden im Dezember 2004 in einigen deutschen Großstädten statt. Entgegen ersten Gerüchten wurde doch kein komplettes Dorf mit Kirche und Wald simuliert; es blieb bei einem (relativ großen) Container, welcher aber in einigen Dingen einem Dorf glich. Dieses „Dorf“ stand in unmittelbarer Entfernung zum Big-Brother-V-Haus in Köln-Ossendorf. Wieder sind die Kandidaten in Reiche (die „Chefs“), Normale (die „Assistenten“) und Arme (die „Hiwis“) eingeteilt worden, die in ihren unterschiedlichen Wohnwelten leben. Die drei Bereiche befanden sich in den Häusern 3, 7 und 9, welche jeweils vom Marktplatz aus über separate Hauseingänge zu erreichen waren. Zusätzlich gibt es die Häuser 11 und 13, in welchen Matches abgehalten werden, sowie die Arena (analog zum Matchfield in der V. Staffel). Die Bewohner können nunmehr ihr Budget in Arbeitsbereichen (Kfz-Werkstatt, Bauernhof mit Hühner-, Schaf-, Kuh- und Schweinestall sowie Modeatelier) erwirtschaften, denn erstmals in einer Big Brother-Staffel verdienen sich die Bewohner ihren Spielgewinn zu einem großen Teil selber.
Wöchentlich galt es in den drei Arbeitsbereichen, ein montags von Big Brother vorgegebenes Wochenziel zu erreichen. Freitags wurde diese „Wochenaufgabe“ dann in den einzelnen Bereichen präsentiert und Big Brother entschied, zu wie viel Prozent das Wochenziel erreicht wurde. Gelang es dem Arbeitsteam 100 % zu erreichen, erhielt es 1200 € (bei Prozentzahlen darunter, anteilig), welche sowohl für den Jackpot erspielt wurden, als auch unter dem Arbeitsteam als Lohn aufgeteilt wurden. Ein Arbeitsteam bestand aus einem Chef, zwei Assistenten und zwei Hiwis. Die Aufteilung des Lohnes oblag dem jeweiligen Chef. BB gab dabei zwar die Vorgabe, dass den Chefs 500 €, den Assistenten 250 € und den Hiwis 100 € zu zahlen sind, letztendlich entschied aber der Chef selber. Zusätzlich durfte er noch wöchentlich den „Goldenen Punkt“ an den Mitarbeiter vergeben, welcher sich am meisten angestrengt bzw. den größten Arbeitseinsatz gezeigt hat. Ein Hiwi stieg mit zwei Goldenen Punkten zum Assistenten auf, dafür musste der Chef dann einen Assistenten zum Hiwi degradieren. Ein Assistent erhielt mit dem zweiten Goldenen Punkt 500 € auf sein virtuelles Konto. Erreichte ein Chef dreimal nicht das vorgegebene Wochenziel (schlechter als 85 %), verlor er seinen Chefposten und wurde automatisch zum Hiwi. Die Zuschauer entschieden dann in einem Telefonvoting, welches der anderen Teammitglieder zum Chef aufsteigen durfte.
Diese Arbeitsbereiche wurden im Oktober 2005 bis auf den Bauernhof aufgelöst.
Das Mode-Atelier dient seit 26. November 2005 als Big-Brother-Hotel. Die ehemalige Kfz-Werkstatt beheimatete eine Zeit lang die „Big Brother – Morning-Show“, welche vom 28. November 2005 bis 30. Dezember 2005 vormittags zwischen 8:55 und 9:55 Uhr auf RTL II, anstelle der Wiederholung der Tageszusammenfassung vom Vortag, gesendet wurde. Moderator war René Travnicek VIVA-Moderator („Inscene“) und Publikumsanheizer (unter anderem für „Nur die Liebe zählt“, „Schillerstrasse“), der dann durch den Gewinner der V. Staffel, Sascha Sirtl, abgelöst wurde. Zusätzlich wurde die ehemalige Kfz-Werkstatt für die Hochzeit von Bewohner Marco und Ex-Bewohnerin Bettina in eine Hochzeitskapelle sowie Anfang Januar in eine Eishalle umgewandelt.
Über ein internes Telefon besteht für die Kandidaten der unterschiedlichen Bereiche die Möglichkeit mit anderen Dorfbewohnern zu kommunizieren. In einer neuen Arena (600 Quadratmeter Fläche) und zwei Matchräumen finden auch weiterhin Matches statt; auch Challenges gibt es wieder. Den Bewohnern stehen auch eine Kneipe (Big Bar) und ein Fitnesscenter zur Verfügung.
Die sechste Staffel bestand am Einzugstag 1. März 2005 aus 11 Bewohnern (drei Chefs, vier Assistenten, vier Hiwis), welche dann in den darauf folgenden Wochen auf 15 Bewohner aufgestockt wurden.
Nominiert wurde zu Anfangs nach dem „Herausforderersystem“. Die Phase zwischen Nominierung und Rauswurf eines Bewohners dauert drei Wochen. In der ersten Woche nominieren die Bewohner drei Kandidaten. Aus diesen drei Kandidaten wählen die Zuschauer, noch in derselben Sendung, per Telefonanruf zwei Kandidaten aus, welche sich die Woche über duellieren werden. Eine Woche darauf müssen die Zuschauer aus diesen beiden Kandidaten eine Person wählen, die sich einem Herausforderer stellen muss. Der Herausforderer wird für eine Probewoche in den Bereich des Nominierten einziehen. Nun haben der Nominierte und der Herausforderer eine Woche Zeit das Publikum von sich zu überzeugen. In der dritten Woche wird von den Zuschauern schließlich der Auszug eines der beiden Kandidaten bestimmt. Da sich das „Herausforderersystem“ bei den Zuschauern aber nicht bewährt hatte, ging man nach dreimal zum „normalen“ Nominierungssystem über.
Bei diesem Nominierungssystem setzen die Bewohner (jeweils eine Stimme) und die Zuschauer (zwei Stimmen) gemeinsam zwei der Bewohner auf die Nominierungsliste. Zuvor wurde von Big Brother bekanntgegeben, welche Bewohnergruppe nominiert werden kann (Frauen, Männer, Arbeitsteams, Hausteams). Diese beiden Nominierten stellten sich dann den Zuschauern eine Woche lang im Telefonvoting. Derjenige, welcher die meisten Stimmen erhielt, musste das Dorf verlassen.
Zwischen 5:00 Uhr und 6:00 Uhr gab es eine kamerafreie Stunde, die bereits während der ersten Staffel im Jahr 2000 von Landesmedienanstalten gefordert wurde. Diese nutzten zwei Kandidaten während der sechsten Staffel für ein Liebesspiel. Am 17. März 2005 musste ein Kandidat das Haus verlassen, da er eine Tätowierung am Oberarm trug, die als Nazi-Rune interpretierbar war. Der Kandidat selbst gab an, es handle sich um das Logo der Rockband Kiss. Bereits in der vorangegangenen Staffel gab es einen Vorfall von Antisemitismus, welcher zunächst ohne Konsequenzen auf Premiere ausgestrahlt wurde.
Jeder Bewohner besitzt ein persönliches virtuelles BB-Konto. Dieses Konto kann der Bewohner durch Lohn, Matches und Challenges aufstocken. Sollte er von den Zuschauern rausgewählt werden, erhält er den auf seinem BB-Konto befindlichen Betrag als Gewinn ausgezahlt. Verlässt der Bewohner allerdings freiwillig das Dorf, verfällt sein bis dahin erzielter Betrag.
Der von den Bewohnern durch Löhne angesammelte Jackpot wird insgesamt vier Mal ausgespielt. Die Zuschauer entscheiden in einem Beliebtheitsvoting darüber, wer prozentual wie viel Geld bekommt. Beim ersten Jackpot am 29. Mai 2005 mussten der unbeliebteste Mann (André) sowie die unbeliebteste Frau (Shire) das Dorf noch am selben Abend verlassen, während Parsifal und Bettina als die beiden beliebtesten Bewohner den größten Teil des Jackpots auf ihr virtuelles Konto übertragen bekamen. Beim zweiten Jackpot am 4. September 2005 mussten sogar die vier unbeliebtesten Bewohner (Martin, Frank, Benjamin, Nugy) das Dorf sofort verlassen, um Platz für die einziehenden Prominenten zu machen, während Marco (Platz 1) und Bettina (Platz 2) die beiden beliebtesten Bewohner waren. Beim dritten Jackpot am 4. Dezember 2005 siegte wiederum Marco, welcher mehr als doppelt so viel Prozentpunkte erreichte als der zweitplatzierte Giuseppe, während Christopher als unbeliebtester Bewohner das Dorf verlassen musste.
Zusätzlich zum Jackpot werden in dieser Staffel zweimal 250.000 € ausgelost. Gewinner der ersten 250.000 € wurde nach mehreren Runden, in welchen die Zuschauer per Telefonvoting abstimmten sowie der Fakirwoche, Giuseppe. Die zweiten und letzten 250.000 € wurden in der Finalshow am 26. Februar 2006 vergeben.
Auch in dieser Staffel sind der Matchmaster „Mac“ (Sven Steffensmeier, Creativ Producer Endemol) und „Miss Mac“ (Anna Pauli, Creativ Producer Endemol) für die Entwicklung, Durchführung und Überwachung der Matches und Challenges verantwortlich.
Übertragen wird die Show von den Sendern RTL II, Tele 5 (bis einschließlich 21. September 2005. Nachtfalke, danach aufgrund der Neuorientierung des Senders zum Spielfilmsender eingestellt) und Premiere. Der Titelsong dieser Staffel ist Deine Welt.
Wegen der weit unter den Erwartungen liegenden Einschaltquoten in der Zielgruppe der 14- bis 49-jährigen Zuschauer wurden vom Produzenten der Show Änderungen am Konzept erarbeitet; auch ein Ende der Staffel im Juni 2005 soll laut Focus im Gespräch gewesen sein. Dementiert wurde diese Vermutung, indem Oli P., der seit der vierten Staffel als Co-Moderator und Außenreporter fungierte, als neuer Moderator ab dem 5. Juni 2005 verpflichtet wurde. Bis dato war er Moderator der Dienstagssendungen und löste Ruth Moschner ab, die ihre Moderation zu Ende Mai 2005 aufgab. Die erste Folge Big Brother – Die Entscheidung, nun mit Oli P. als Moderator, fand, anders als die vorigen Entscheidungsshows, nicht mehr im Studio, sondern auf dem Dorfplatz statt. Seine Premierenfolge verfolgten 0,86 Millionen der werberelevanten Zielgruppe bei einem Marktanteil von 5,8 Prozent, beim Gesamtpublikum sahen 1,31 Millionen mit 3,8 Prozent Marktanteil zu.
Aufgrund der meist einstelligen Marktanteile wurde entschieden, die Entscheidungsshow ab dem 24. April 2005 am Sonntag statt am Montag auszustrahlen. Ab dem 14. Mai 2005 wurde die Ausstrahlung der bisher am Samstag gesendeten Folgen der gesamten Woche eingestellt, ab dem 30. Mai 2005 auch die am Vormittag gesendeten Wiederholungen des Vortags. Der geringste Zuschaueranteil wurde am 2. Oktober 2005 gemessen: 640.000 Zuschauer in der Gruppe der 14- bis 49-Jährigen verfolgten die Entscheidungsshow, der Marktanteil lag bei 4,6 Prozent. Insgesamt sahen nur etwa 1 Million Zuschauer die Folge.
Das Big-Brother-Hotel am Marktplatz wurde am 26. November 2005 eröffnet. Der Besucher darf am Dorfleben teilnehmen, wie alle anderen Bewohner auch. Aber er hat auch die Möglichkeit, sich in sein Luxusgemach zurückziehen und es sich richtig gut gehen zu lassen. Dafür steht ihm rund um die Uhr ein Big-Brother-Hotelservice zur Verfügung, welcher vom jeweiligen Team in Haus 7 übernommen wird. Genau wie im gesamten Big-Brother-Dorf sind auch im Hotelzimmer zahlreiche Kameras angebracht.
Seit dem 26. Dezember 2005 sind Bewohner Marco und Ex-Bewohnerin Bettina verheiratet. Sie gingen im Rahmen einer Live-Show den Bund der Ehe ein. Offizieller Hochzeitstermin war der 28. Dezember 2005 im Standesamt Bonn-Beuel. Danach durfte Bettina in Verbindung mit dem Match „Die versteckte Braut“ noch bis zum 1. Januar 2006 im Dorf bleiben.
Das Finale der Staffel erfolgte am 26. Februar 2006. Die Finalfolge sahen 1,77 Millionen Zuschauer bei 5,5 Prozent Marktanteil, in der werberelevanten Zielgruppe waren es 1,2 Millionen bei 8,8 Prozent Marktanteil. ein neuer Höchstwert aufgestellt werden. Michael konnte sich gegen Thomas durchsetzen und gewann die zweiten 250.000 €.
Nach der Finalsendung ging die Sendung in eine „kreative Pause“. Auf Premiere wurde direkt im Anschluss Der Container Exclusiv ausgestrahlt.
Die Moderation führte zunächst Ruth Moschner fort, am 29. Mai 2005 stieg sie jedoch aus. Der vorherige Außenreporter Oli P. übernahm von dort an ihren Job. Franzi und Sascha, Kandidaten der vorigen Staffel, übernahmen ab dem 22. Mai 2005 die Moderationen als Außenreporter. Co-Moderator war Jochen Bendel.
| Bernadettè          | 38 | 1. März 2005       | 14. März 2005     | 15  |                                                            | 75 €                |
| Sven                | 42 | 14. März 2005      | 14. März 2005     | 1   | von Big Brother wegen KISS-Tätowierung ausgeschlossen      | 0 €                 |
| Tim Bibelhausen     | 34 | 1. März 2005       | 18. März 2005     | 19  | Freiwilliger Auszug                                        | 0 €                 |
| Gregor              | 23 | 7. März 2005       | 27. März 2005     | 21  | Freiwilliger Auszug                                        | 0 €                 |
| Said                | 21 | 1. März 2005       | 9. April 2005     | 40  |                                                            | 420 €               |
| Leyla               | 21 | 1. März 2005       | 9. April 2005     | 40  | Freiwilliger Auszug                                        | 0 €                 |
| Marcel              | 25 | 21. März 2005      | 18. April 2005    | 29  |                                                            | 0 €                 |
| Juanita Diana       | 27 | 1. März 2005       | 1. Mai 2005       | 62  |                                                            | 3.293 €             |
| Dinorah Cecilia     | 20 | 28. März 2005      | 8. Mai 2005       | 42  |                                                            | 1.625 €             |
| Ali                 | 22 | 15. Mai 2005       | 16. Mai 2005      | 2   | von Big Brother ausgeschlossen                             | 0 €                 |
| Ludger              | 39 | 21. März 2005      | 22. Mai 2005      | 63  |                                                            | 3.290 €             |
| Marion              | 33 | 21. März 2005      | 22. Mai 2005      | 63  | Freiwilliger Auszug                                        | 0 €                 |
| Shire               | 28 | 11. April 2005     | 29. Mai 2005      | 49  |                                                            | 1.737 €             |
| André               | 32 | 1. März 2005       | 29. Mai 2005      | 90  |                                                            | 6.328 €             |
| Anna                | 20 | 7. März 2005       | 5. Juni 2005      | 91  |                                                            | 6.814 €             |
| Norman Magolei      | 26 | 1. März 2005       | 19. Juni 2005     | 111 | Erster Bürgermeister                                       | 13.399 €            |
| Melanie             | 30 | 29. Mai 2005       | 29. Juni 2005     | 42  | Freiwilliger Auszug                                        | 0 €                 |
| Anke                | 23 | 27. Mai 2005       | 3. Juli 2005      | 36  |                                                            | 1.280 €             |
| Thorsten            | 21 | 28. März 2005      | 10. Juli 2005     | 105 |                                                            | 14.960 €            |
| Sylvia              | 20 | 11. April 2005     | 17. Juli 2005     | 98  |                                                            | 6.217 €             |
| Sharon              | 26 | 8. Mai 2005        | 24. Juli 2005     | 108 |                                                            | 4.616 €             |
| Anastasja           | 29 | 17. Juli 2005      | 24. Juli 2005     | 8   | Freiwilliger Auszug                                        | 0 €                 |
| Cathleen            | 24 | 3. Juli 2005       | 21. August 2005   | 50  |                                                            | 7.325 €             |
| Alex                | 32 | 19. Juni 2005      | 21. August 2005   | 64  |                                                            | 7.845 €             |
| Nicole              | 22 | 14. August 2005    | 24. August 2005   | 11  | Freiwilliger Auszug                                        | 0 €                 |
| Parsifal            | 36 | 1. März 2005       | 28. August 2005   | 181 |                                                            | 19.203 €            |
| Benjamin            | 25 | 14. August 2005    | 4. September 2005 | 22  |                                                            | 1.771 €             |
| Martin              | 22 | 14. August 2005    | 4. September 2005 | 22  |                                                            | 1.420 €             |
| Nugy                | 33 | 3. Juli 2005       | 4. September 2005 | 64  |                                                            | 5.574 €             |
| Frank               | 38 | 24. Juli 2005      | 4. September 2005 | 43  |                                                            | 4.062 €             |
| Nina                | 21 | 5. Juni 2005       | 2. Oktober 2005   | 120 |                                                            | 17.359 €            |
| Bettina             | 28 | 14. März 2005      | 9. Oktober 2005   | 210 |                                                            | 37.130 €            |
| Danni               | 24 | 10. Juli 2005      | 13. Oktober 2005  | 96  | Freiwilliger Auszug                                        | 0 €                 |
| Jessie              | 22 | 25. September 2005 | 16. Oktober 2005  | 22  |                                                            | 904 €               |
| Daniela             | 30 | 1. März 2005       | 30. Oktober 2005  | 244 |                                                            | 28.954 €            |
| Beate               | 45 | 25. September 2005 | 6. November 2005  | 43  | Verlorene Challenge, Zwillingsschwester von Birgit         | 3.276 €             |
| Yousef              | 32 | 22. Mai 2005       | 13. November 2005 | 176 |                                                            | 20.162 €            |
| Jasmin              | 22 | 6. November 2005   | 15. November 2005 | 10  | Freiwilliger Auszug                                        | 0 €                 |
| Heike               | 41 | 25. September 2005 | 27. November 2005 | 64  |                                                            | 2.656 €             |
| Farah               | 26 | 17. November 2005  | 28. November 2005 | 12  | Freiwilliger Auszug                                        | 0 €                 |
| Christopher         | 21 | 30. Oktober 2005   | 4. Dezember 2005  | 36  |                                                            | 2.185 €             |
| Sascha              | 30 | 25. September 2005 | 18. Dezember 2005 | 85  |                                                            | 12.793 €            |
| Larissa             | 21 | 27. November 2005  | 1. Januar 2006    | 36  |                                                            | 1.712 €             |
| Giuseppe Pellegrino | 22 | 1. März 2005       | 8. Januar 2006    | 314 |                                                            | 281.734 €           |
| Birgit              | 45 | 25. September 2005 | 15. Januar 2006   | 113 | Zwillingsschwester von Beate                               | 12.869 €            |
| Bianca              | 31 | 5. Dezember 2005   | 22. Januar 2006   | 49  |                                                            | 1.873 €             |
| Janice Behrendt     | 22 | 8. Januar 2006     | 23. Januar 2006   | 16  | Freiwilliger Auszug                                        | 0 €                 |
| Gerry               | 35 | 1. Januar 2006     | 29. Januar 2006   | 29  | von Big Brother ausgeschlossen wegen Nominierungsabsprache | 0 €                 |
| Marco               | 31 | 24. April 2005     | 29. Januar 2006   | 281 |                                                            | 35.525 €            |
| Gina                | 20 | 1. März 2005       | 5. Februar 2006   | 342 |                                                            | 37.325 €            |
| Michelle            | 18 | 2. Oktober 2005    | 12. Februar 2006  | 134 | Tochter von Pierre Littbarski                              | 9.166 €             |
| Ivan                | 25 | 4. Dezember 2005   | 19. Februar 2006  | 78  |                                                            | 2.377 €             |
| Manuela             | 31 | 18. Dezember 2005  | 19. Februar 2006  | 64  |                                                            | 3.309 €             |
| Heike               | 27 | 18. Oktober 2005   | 26. Februar 2006  | 132 |                                                            | 7.805 €             |
| Torsten             | 26 | 13. November 2005  | 26. Februar 2006  | 106 |                                                            | 8.265 €             |
| Ginny               | 19 | 24. Juli 2005      | 26. Februar 2006  | 218 |                                                            | 27.706 €            |
| Denis               | 26 | 16. Oktober 2005   | 26. Februar 2006  | 134 | Drittplatzierter                                           | 13.193 € + Solarium |
| Thomas              | 25 | 29. Mai 2005       | 26. Februar 2006  | 274 | Zweitplatzierter, Zweiter Bürgermeister                    | 35.473 €            |
| Michael             | 34 | 25. September 2005 | 26. Februar 2006  | 155 | Gewinner                                                   | 267.443 €           |
| Anmerkungen: 1.     |    |                    |                   |     |                                                            |                     |

| Name                                                  | Einzug                            | Auszug                            | Bemerkung                                               |
| ----------------------------------------------------- | --------------------------------- | --------------------------------- | ------------------------------------------------------- |
| West Coast Customs und Hip-Hopper Dash „Cash“ Diamond | 25. Mai 2005                      | 25. Mai 2005                      |                                                         |
| Cologne Centurions                                    | 26. Mai 2005                      | 26. Mai 2005                      | Flag-Football-Match                                     |
| US5                                                   | 26. Juni 2005                     | 26. Juni 2005                     | Auftritt mit anschließendem Besuch in Haus 7            |
| Joseph Jackson, Jermaine Jackson und Tariano Jackson  | 20. Juli 2005                     | 20. Juli 2005                     | Besuch im Dorf anlässlich der Deutschlandreise          |
| Daniel Küblböck                                       | 4. September 2005                 | 11. September 2005                |                                                         |
| Jürgen Milski                                         | 4. September 2005                 | 11. September 2005                |                                                         |
| „Antonia“                                             | 4. September 2005                 | 11. September 2005                |                                                         |
| Olivia Jones                                          | 4. September 2005                 | 12. September 2005                |                                                         |
| Natalie Langer                                        | 11. September 2005                | 18. September 2005                | Bewohnerin der 5. Staffel                               |
| Nadja „Naddel“ Abd el Farrag                          | 11. September 2005                | 18. September 2005                |                                                         |
| Stev Theloke                                          | 11. September 2005                | 18. September 2005                |                                                         |
| Oliver-Sven Buder                                     | 11. September 2005                | 18. September 2005                |                                                         |
| Gottlieb Wendehals                                    | 11. September 2005                | 18. September 2005                |                                                         |
| Harry Schmidt                                         | 18. September 2005                | 25. September 2005                | Bewohner der 2. Staffel                                 |
| Cindy & Bert                                          | 18. September 2005                | 25. September 2005                |                                                         |
| René Weller                                           | 18. September 2005                | 25. September 2005                |                                                         |
| Cornelia Corba                                        | 18. September 2005                | 25. September 2005                |                                                         |
| Saif Ali Khan                                         | 18. September 2005                | 25. September 2005                |                                                         |
| Olivia Jones                                          | 27. Oktober 2005 6. Dezember 2005 | 27. Oktober 2005 6. Dezember 2005 | Auflösung Olivia-Jones-Look-a-like-Match Als Nikoläusin |
| Kader Loth                                            | 22. Januar 2006                   | 22. Januar 2006                   | Jurymitglied beim Model-Contest                         |
| Jessica Wahls (No Angels) und Sascha (Ex-Bewohner)    | 23. Februar 2006                  | 23. Februar 2006                  | Für eine Live „Sascha Show“                             |

| Name                       | Einzug            | Auszug            | Bemerkung                                             |
| -------------------------- | ----------------- | ----------------- | ----------------------------------------------------- |
| Mickie Krause              | 27. November 2005 | 28. November 2005 | Schlagersänger am Ballermann                          |
| Olaf Henning               | 1. Dezember 2005  | 2. Dezember 2005  | Schlagersänger am Ballermann                          |
| Merdin                     | 9. Dezember 2005  | 10. Dezember 2005 | Breakdancer                                           |
| Anna                       | 13. Dezember 2005 | 14. Dezember 2005 | BB-VI Ex-Bewohnerin, Überraschung für Giuseppe        |
| Ralf Frenken               | 16. Dezember 2005 | 17. Dezember 2005 | Puppenspieler – „Neknerf Kasperltheater“              |
| Sylvia                     | 21. Dezember 2005 | 22. Dezember 2005 | Wahrsagerin und Kartenlegerin                         |
| Bettina                    | 26. Dezember 2005 | 28. Dezember 2005 | BB-VI Ex-Bewohnerin, Flitterwochen mit Marco          |
| „Discoblaster“             | 5. Januar 2006    | 6. Januar 2006    | Girlgroup (Justine (19), Samantha (19) und Nina (20)) |
| Yvonne Riehle als „Bianca“ | 8. Januar 2006    | 11. Januar 2006   | Schauspielerin, als Freundin für Ivan (Challenge)     |
| Dennis                     | 15. Januar 2006   | 16. Januar 2006   | Speed-Dating-Gewinner für Michelle                    |
| „Spike“                    | 19. Januar 2006   | 20. Januar 2006   | Choreograph; GoGo-College Workshop                    |
| „Stella“                   | 19. Januar 2006   | 20. Januar 2006   | Miss Venus 2004; GoGo-College Workshop                |
| Prince Erkan Serçe         | 25. Januar 2006   | 26. Januar 2006   | Meister in Folkloretänzen                             |
| Nico Schwanz               | 31. Januar 2006   | 1. Februar 2006   | Mr. Model of the World 2003                           |
| Patricia Blanco            | 1. Februar 2006   | 2. Februar 2006   | Tochter von Roberto Blanco                            |
| Hot Banditoz               | 6. Februar 2006   | 7. Februar 2006   | Latino-Pop-Band                                       |
| Djamila Rowe               | 8. Februar 2006   | 9. Februar 2006   | Visagistin                                            |
| Die Zipfelbuben            | 9. Februar 2006   | 10. Februar 2006  | Volksmusikgruppe                                      |
| Chantelle Houghton         | 12. Februar 2006  | 13. Februar 2006  | Gewinnerin des britischen Celebrity Big Brother       |

### 7. Staffel
Ende 2006 begann die Kandidatensuche für die 7. Staffel. Sie lief vom 5. Februar bis 2. Juli 2007 und dauerte 148 Tage. Unter dem Motto „Wer bist du wirklich?“ sollte es eine der ersten Staffel ähnelnde Fernseh-Show werden.
Die 7. Staffel hatte eine Dauer von 148 Tagen und nur einen Bereich. Im neuen Big Brother-Haus kämpften zwölf Kandidaten um bis zu 250.000 €. Aus der fünften und sechsten Staffel wurden die Matches und Challenges übernommen, die, neben Bestrafungen für Regelverstöße, einen Einfluss auf die Gewinnsumme haben sollten. Die Nominierungen ähnelten den frühen Staffeln nur im Prinzip, welches häufig durch Sonderregelungen eingeschränkt wurde. Big Brother 7 war die erste Staffel, in der dem Publikum keine offiziellen Spielregeln mitgeteilt wurden. Der Titelsong Ich sehe was, was du nicht siehst wurde von Senta-Sofia Delliponti gesungen.
Wie auch in den vergangenen Staffeln hielten Endemol und RTL II am bekannten Sendeschema fest:
Um 19:00 Uhr startete täglich die Tageszusammenfassung des Vortages. Lediglich am Wochenende gab es während der Staffel eine Veränderung: Anders als bislang konnten RTL-II-Zuschauer eine komplette Zusammenfassungs-Show des Wochenendes am Montag um 19:00 Uhr sehen, am Sonntag wurde die Zusammenfassung während der Staffel abgesetzt. Die wöchentliche Entscheidungs-Show wurde aus einem neuen Studio im Kölner Coloneum (Studio 50) gesendet. Diese war montags um 21:15 Uhr zu sehen. Darüber hinaus übertrug Premiere wieder täglich live rund um die Uhr auf dem Kanal Big Brother 24 Stunden Live.
Die erste Folge sahen insgesamt 2,08 Millionen Zuschauer (8,3 Prozent Marktanteil), der Marktanteil in der werberelevanten Zielgruppe lag bei 13,8 Prozent. Die eine Woche später gesendete erste Entscheidungsshow am 12. Februar 2007 sahen 1,48 Millionen Zuschauer bei 5,5 Prozent Marktanteil, bei den 14- bis 49-Jährigen waren es 0,99 Millionen bei 8,7 Prozent Marktanteil. Ende Februar 2007 sanken die Einschaltquoten teilweise unter Senderschnitt. Die Finalsendung verfolgten 1,77 Millionen Zuschauer (9,4 Prozent Marktanteil), davon 1,35 Millionen in der werberelevanten Zielgruppe (16,0 Prozent Marktanteil). Die letzte Sendung war demnach erfolgreicher als die Finalsendung der vorhergehenden Staffel.
Als Sieger der Staffel erhielt der Bewohner Michael eine Prämie von 250.000 Euro, wobei die Produzenten des Formats den durch Matches, Challenges und Strafen reduzierten Betrag aufgerundet hatten.
Die Moderation übernahmen in dieser Staffel Charlotte Karlinder und Jürgen Milski (Außenreporter).
| Name                   | Alter* | Einzug               | Auszug            | Bemerkung                                                         |
| ---------------------- | ------ | -------------------- | ----------------- | ----------------------------------------------------------------- |
| Christian              | 26     | 5. Februar           | 26. Februar       | Von den Zuschauern rausgewählt                                    |
| Anna                   | 31     | 5. Februar           | 12. März          | Von den Zuschauern rausgewählt                                    |
| Jeannine               | 24     | 7. Februar           | 26. März          | Von den Zuschauern rausgewählt                                    |
| Natasha                | 25     | 12. März             | 2. April          | Von den Bewohnern rausgewählt                                     |
| Ines                   | 31     | 9. Februar           | 9. April          | Von den Zuschauern rausgewählt                                    |
| Sheila                 | 21     | 9. Februar           | 17. April         | Freiwilliger Auszug                                               |
| Sinan                  | 29     | 26. Februar          | 23. April         | Von den Zuschauern rausgewählt                                    |
| Oliver                 | 30     | 7. Februar 18. Juni  | 7. Mai 20. Juni   | Von den Zuschauern rausgewählt als Gast                           |
| Doreen                 | 23     | 26. März             | 21. Mai           | Von den Zuschauern rausgewählt                                    |
| Basti                  | 24     | 5. Februar 25. Juni  | 4. Juni 28. Juni  | Von den Zuschauern rausgewählt als Gast                           |
| Eddy                   | 28     | 5. Februar 25. Juni  | 11. Juni 27. Juni | Von den Bewohnern rausgewählt als Gast                            |
| Janine                 | 20     | 9. April             | 25. Juni          | Von den Zuschauern rausgewählt                                    |
| Andreas „Knubbel“      | 45     | 26. März             | 2. Juli           | Fünfter                                                           |
| Leon                   | 22     | 5. Februar           | 2. Juli           | Vierter                                                           |
| Kathrin                | 32     | 5. Februar 16. April | 2. April 2. Juli  | Freiwilliger Auszug von den Zuschauern erneut reingewählt, Dritte |
| Sonja                  | 20     | 5. Februar           | 2. Juli           | Zweite                                                            |
| Michael                | 34     | 5. Februar           | 2. Juli           | Sieger                                                            |
| * beim Einzug ins Haus |        |                      |                   |                                                                   |

|                     | Runde 1                | Runde 2              | Runde 3              | Runde 4                      | Runde 5                      | Runde 6                      | Runde 7                      | Runde 8                      | Runde 9                      | Runde 10                     | Runde 11                     | Finale                       | Finale                       |                              |
| ------------------- | ---------------------- | -------------------- | -------------------- | ---------------------------- | ---------------------------- | ---------------------------- | ---------------------------- | ---------------------------- | ---------------------------- | ---------------------------- | ---------------------------- | ---------------------------- | ---------------------------- | ---------------------------- |
| Michael             | Sonja                  | Anna                 | Ines                 | Ines                         | Ines                         | 56Pkt (Platz 5)              | Oliver                       | Eddy Sonja                   | Janine                       | Eddy                         | Janine                       | Keine Nominierung            | Gewinner                     |                              |
| Sonja               | Jeannine               | Jeannine             | Ines                 | Oliver                       | Keine Nominierung            | 80Pkt. (Platz 1)             | Michael                      | Knubbel Doreen               | Janine                       | Janine                       | Janine                       | Keine Nominierung            | Zweite                       |                              |
| Kathrin             | Eddy                   | Anna                 | Ines                 | freiwilliger Auszug (Tag 56) | freiwilliger Auszug (Tag 56) | freiwilliger Auszug (Tag 56) | Knubbel                      | Michael Janine               | Knubbel                      | Eddy                         | Knubbel                      | Keine Nominierung            | Dritte                       |                              |
| Leon                | Christian              | Anna                 | Ines                 | Natasha                      | Ines                         | 51Pkt. (Platz 7)             | Basti                        | Eddy Basti                   | Basti                        | Eddy                         | Knubbel                      | Keine Nominierung            | Vierter                      |                              |
| Knubbel             | Nicht im Haus          | Nicht im Haus        | Nicht im Haus        | Eddy                         | Keine Nominierungen          | 35Pkt. (Platz 10)            | Michael                      | Eddy Janine                  | Kathrin                      | Janine                       | Kathrin                      | Keine Nominierung            | Fünfter                      |                              |
| Janine              | Nicht im Haus          | Nicht im Haus        | Nicht im Haus        | Nicht im Haus                | Nicht im Haus                | befreit                      | Knubbel                      | Eddy Michael                 | Basti                        | Eddy                         | Sonja                        | rausgewählt (Tag 141)        | rausgewählt (Tag 141)        |                              |
| Eddy                | Kathrin                | Keine Stimme         | Ines                 | Ines                         | Keine Nominierung            | 67Pkt. (Platz 3)             | Michael Oliver               | Michael Doreen               | Leon                         | Janine                       | rausgewählt (Tag 127)        | rausgewählt (Tag 127)        | rausgewählt (Tag 127)        |                              |
| Basti               | Anna                   | Keine Stimme         | Ines                 | Natasha                      | Oliver                       | 72Pkt. (Platz 2)             | Michael                      | Leon Doreen                  | Leon                         | rausgewählt (Tag 120)        | rausgewählt (Tag 120)        | rausgewählt (Tag 120)        | rausgewählt (Tag 120)        |                              |
| Doreen              | Nicht im Haus          | Nicht im Haus        | Nicht im Haus        | Natasha                      | Keine Nominierung            | 43Pkt. (Platz 9)             | Knubbel                      | Eddy Basti                   | rausgewählt (Tag 106)        | rausgewählt (Tag 106)        | rausgewählt (Tag 106)        | rausgewählt (Tag 106)        | rausgewählt (Tag 106)        |                              |
| Oliver              | Christian Leon         | Basti                | Leon                 | Leon                         | Keine Nominierung            | 53Pkt. (Platz 6)             | Michael                      | rausgewählt (Tag 92)         | rausgewählt (Tag 92)         | rausgewählt (Tag 92)         | rausgewählt (Tag 92)         | rausgewählt (Tag 92)         | rausgewählt (Tag 92)         |                              |
| Sinan               | Nicht im Haus          | Sheila               | Leon                 | Natasha                      | Keine Nominierung            | 46Pkt. (Platz 8)             | rausgewählt (Tag 78)         | rausgewählt (Tag 78)         | rausgewählt (Tag 78)         | rausgewählt (Tag 78)         | rausgewählt (Tag 78)         | rausgewählt (Tag 78)         | rausgewählt (Tag 78)         |                              |
| Sheila              | Christian              | Kathrin              | Ines                 | Ines                         | Keine Nominierung            | 57Pkt. (Platz 4)             | freiwilliger Auszug (Tag 71) | freiwilliger Auszug (Tag 71) | freiwilliger Auszug (Tag 71) | freiwilliger Auszug (Tag 71) | freiwilliger Auszug (Tag 71) | freiwilliger Auszug (Tag 71) | freiwilliger Auszug (Tag 71) | freiwilliger Auszug (Tag 71) |
| Ines                | Kathrin                | Michael              | Leon                 | Michael                      | Keine Nominierung            | rausgewählt (Tag 64)         | rausgewählt (Tag 64)         | rausgewählt (Tag 64)         | rausgewählt (Tag 64)         | rausgewählt (Tag 64)         | rausgewählt (Tag 64)         | rausgewählt (Tag 64)         | rausgewählt (Tag 64)         | rausgewählt (Tag 64)         |
| Natasha             | Nicht im Haus          | Nicht im Haus        | Leon                 | Sinan                        | rausgewählt (Tag 57)         |                              |                              |                              |                              |                              |                              |                              |                              |                              |
| Jeannine            | Sheila                 | Anna                 | Oliver               | rausgewählt (Tag 50)         |                              |                              |                              |                              |                              |                              |                              |                              |                              |                              |
| Anna                | Kathrin                | Keine Stimme         | rausgewählt (Tag 36) |                              |                              |                              |                              |                              |                              |                              |                              |                              |                              |                              |
| Christian           | Kathrin                | rausgewählt (Tag 22) |                      |                              |                              |                              |                              |                              |                              |                              |                              |                              |                              |                              |
| Vermerke            | [ A 1 ]                | [ A 2 ] [ A 3 ]      | [ A 4 ]              | [ A 5 ]                      | [ A 6 ]                      | [ A 7 ]                      | [ A 8 ]                      | [ A 9 ]                      | [ A 10 ]                     | [ A 11 ]                     | –                            | -                            | -                            |                              |
| freiwilliger Auszug | –                      | –                    | –                    | Kathrin                      | –                            | Sheila                       | –                            | –                            | –                            | –                            | –                            | -                            | -                            |                              |
| Nominiert           | Christian Kathrin Leon | Anna Sheila          | Ines Jeannine Sheila | Alle Bewohner                | Ines Oliver                  | Doreen Knubbel Sinan         | Knubbel Michael Oliver       | Eddy Doreen Knubbel          | Basti Janine Leon            | Eddy Janine Kathrin          | Janine Knubbel               | Alle Bewohner                | Alle Bewohner                |                              |
| Rauswahl-Ergebnis   | Christian −65,9 %      | Anna −72,8 %         | Jeannine −64,8 %     | Natasha 4 von 12 Stimmen     | Ines −46,9 %                 | Sinan −67,1 %                | Oliver −70,9 %               | Doreen −56,9 %               | Basti −66,9 %                | Eddy 4 von 7 Stimmen         | Janine −61,8 %               | Knubbel 16 % (von 5)         | Leon 17,1 % (von 4)          |                              |
| Rauswahl-Ergebnis   | Christian −65,9 %      | Anna −72,8 %         | Jeannine −64,8 %     | Natasha 4 von 12 Stimmen     | Ines −46,9 %                 | Sinan −67,1 %                | Oliver −70,9 %               | Doreen −56,9 %               | Basti −66,9 %                | Eddy 4 von 7 Stimmen         | Janine −61,8 %               | Kathrin 20,1 % (von 3)       | Sonja 42,4 % (von 2)         |                              |
| Rauswahl-Ergebnis   | Christian −65,9 %      | Anna −72,8 %         | Jeannine −64,8 %     | Natasha 4 von 12 Stimmen     | Ines −46,9 %                 | Sinan −67,1 %                | Oliver −70,9 %               | Doreen −56,9 %               | Basti −66,9 %                | Eddy 4 von 7 Stimmen         | Janine −61,8 %               | Michael 57,6 % (von 2)       |                              |                              |

1. ↑  Als Goldener Hausbewohner der Woche, hatte Oliver die Möglichkeit eine dritte Person zu nominieren, die automatisch nominiert ist. Er entschied sich für Leon.
2. ↑  Als neuer Bewohner musste Sinan eine Person benennen, die automatisch nominiert war. Er wählte Sheila.
3. ↑  Anna, Basti und Eddy hatten keine Stimmabgaberecht. Dies war eine Bestrafung, weil sie über Nominierungen geredet hatten.
4. ↑  Als neue Bewohnerin konnte Natasha nicht nominiert werden. Sheila war automatisch nominiert, weil sie einen Fußballwettbewerb verloren hatte. Jeannine war automatisch nominiert, weil sie den letzten Platz bei einem Karaokewettbewerb erreicht hatte. Eddy erhielt eine Nominierungsstimme von den Zuschauern.
5. ↑  Aufgrund mehrfacher Regelverstöße, fand eine außerplanmäßige Nominierung statt, die Person mit den meisten Stimmen musste sofort das Haus verlassen. Als neue Hausbewohner, konnten Doreen und Knubbel nicht gewählt werden.
6. ↑  Die Nominierungen waren freiwillig und nur 2 Bewohner gaben eine Stimme ab. Als Goldener Hausbewohner der Woche, musste Basti eine zweite Person benennen, die automatisch nominiert war. Er wählte Oliver.
7. ↑  Als neue Bewohnerin, konnte Janine nicht nominiert werden. Die Nominierungen waren der Punktevergabe beim Eurovision Songcontest nachempfunden, jeder Bewohner konnte 9 Punkte an seinen Lieblingsmitbewohner geben, 8 an seinen zweit Lieblingsbewohner und so weiter der unbeliebteste Bewohner erhielt einen Punkt. Die 3 Bewohner, die am Ende die wenigsten Punkte erhielten, waren nominiert.
8. ↑  Als Goldener Hausbewohner der Woche konnte Eddy nicht nominiert werden. Außerdem genossen alle weiblichen Bewohner Immunität. Die Nominierungen waren öffentlich. Eddy musste am Ende der Nominierung bestimmen, ob Oliver oder Basti nominiert werden sollte, beide erhielten bis dato eine Stimme. Eddy entschied sich für Oliver.
9. ↑  Als letzter des Marathon-Matches war Knubbel automatisch nominiert. Nominiert wurde durch die Mütter der Hausbewohner (und Knubbels Schwester). Nachdem die Bewohner ihre letzte Wochenaufgabe nicht beenden wollten, mussten die Bewohner selbst eine Person bestimmen, die drei Tage nachdem das Voting startete, noch zusätzlich auf die Liste sollte.
Eddy und Knubbel konnten nicht gewählt werden, weil sie bereits nominiert waren. Doreen erhielt 3 Stimmen und war somit nominiert.
10. ↑  Die Zuschauer bestimmten, dass Eddy nicht nominiert werden konnte.
11. ↑  In dieser Woche nominierten die Zuschauer. Die Hausbewohner mussten anschließend entscheiden welcher von den drei unbeliebtesten Bewohnern das Haus verlassen muss.

### 8. Staffel
Ende Juli 2007 wurde eine neue Staffel Big Brother bestätigt. Die achte Staffel begann am 7. Januar 2008 und endete nach 183 Tagen am 7. Juli 2008. Der Sieger erhielt 250.000 Euro. Die erste Folge erreichte insgesamt 2,27 Millionen Zuschauer, in der werberelevanten Zielgruppe waren es 1,70 Millionen, wodurch ein Marktanteil von 8,4 Prozent erzielt wurde.
Auf RTL II wurde montags bis samstags um 19 Uhr eine Tageszusammenfassung mit den Höhepunkten des Vortages ausgestrahlt. Die wöchentliche Liveshow begann montags um 21:15 Uhr. Dazu gab es wieder einen 24-Stunden-Live-Kanal bei Premiere, der für 5 € am Tag bzw. 15 € im Monat abonniert werden konnte.
Als weiterer Medienpartner war in dieser Staffel 9Live vertreten. Hier gab es montags bis donnerstags um 23:00 Uhr die Sendung 9 Live präsentiert Best of Big Brother und ab 23:15 Uhr Call Big Brother (ein Call-In-Format rund um Big Brother); freitags und sonnabends waren die Sendetermine 21:15 Uhr bzw. 21:30 Uhr.
Neu an dieser Staffel war die Einführung einer 30-sekündigen Verzögerung des Premiere-Livekanals, die gegen Ende der Staffel eingeführt wurde. Zudem bestand das Haus erstmals aus zwei Etagen.
Auf der Medien-Plattform sevenload ist Big Brother als zentrales Element in die Website integriert.
Besucher von sevenload haben die Möglichkeit, an einem Online-Chat mit ausgeschiedenen Haus-Bewohnern teilzunehmen und für den Einzug von Bewerbern, deren Bewerbungsvideos auf sevenload zu sehen sind, zu stimmen. Zudem sind Videos von Aufnahmen aus dem Big-Brother-Haus zu sehen.
Titelsong der Staffel war Choose to Be Me von Sunrise Avenue.
Die zwölf Bewohner, von denen am 7. Januar zunächst acht einzogen, waren diesmal wieder in zwei Bereiche aufgeteilt (arm und reich). Wechsel zwischen den Bereichen waren durch Wettkämpfe („Wechselmatches“) möglich. Die Wochenaufgabe wurden nur noch von Bewohnern des reichen Bereiches bewältigt – Lohn und Strafe erhielten die Armen. In dieser Staffel gab es auch wieder ein Haustier: ein Kugelfisch, der von den Bewohnern den Namen „Dori“ erhielt und dessen Aquarium auf der Grenze zwischen den beiden Bereichen stand.
Bei der Nominierung bekam jeder Bewohner eine Stimme, mit der er einen anderen Bewohner nominiert. Die Zuschauer konnten häufig einen Bewohner durch ein Telefonvoting vor der Nominierung schützen. Die zwei oder drei Bewohner mit den meisten Stimmen standen eine Woche auf der Nominierungsliste und konnten von den Zuschauern geschützt oder rausgewählt werden. Frisch eingezogene Bewohner standen unter „Welpenschutz“ und durften nicht nominiert werden.
Am 7. Juli gewann Isi mit 54,6 % der Stimmen die Siegesprämie von 250.000 Euro.
Die Moderation übernahm zunächst wieder Charlotte Karlinder, nach der dritten Show ging sie jedoch in die Babypause und wurde von Miriam Pielhau vertreten. Christian Naab vertrat Pielhau in der 9. Liveshow, da diese aus Krankheitsgründen ausfiel. Außenreporter war Jürgen Milski.
| Name                   | Alter* | Einzug                   | Auszug                    | Bemerkung                                                                        |
| ---------------------- | ------ | ------------------------ | ------------------------- | -------------------------------------------------------------------------------- |
| Adrian                 | 28     | 7. Januar                | 14. Januar                | von Endemol ausgeschlossen                                                       |
| Bianca                 | 34     | 7. Januar 1. Juli        | 28. Januar 4. Juli        | von den Zuschauern rausgewählt als Gast                                          |
| Dirk                   | 39     | 28. Januar               | 9. Februar                | freiwilliger Auszug                                                              |
| Ann-Kathrin „Anki“     | 25     | 11. Januar               | 11. Februar               | von den Zuschauern rausgewählt                                                   |
| Neila                  | 24     | 28. Januar               | 25. Februar               | von den Zuschauern rausgewählt                                                   |
| Manuel „Manu“          | 24     | 25. Februar              | 28. Februar               | aus gesundheitlichen Gründen vorzeitig ausgezogen, Zwillingsbruder von Marcel S. |
| Melanie „Melly“        | 20     | 7. Januar 1. Juli        | 10. März 3. Juli          | von den Zuschauern rausgewählt als Gast (Freiwilliger Auszug)                    |
| Rebecca                | 25     | 7. Januar                | 14. März                  | von Endemol ausgeschlossen                                                       |
| Patrick                | 34     | 4. Februar               | 22. März                  | freiwilliger Auszug                                                              |
| Jennifer „Jenny“       | 22     | 25. Februar              | 24. März                  | von den Zuschauern rausgewählt                                                   |
| Nadine „Naddel“        | 25     | 9. Januar                | 25. März                  | freiwilliger Auszug                                                              |
| Marcel S.              | 24     | 5. März                  | 7. April                  | von den Zuschauern rausgewählt, Zwillingsbruder von Manuel                       |
| Mario „Mari“           | 35     | 31. März                 | 14. April                 | von Endemol ausgeschlossen                                                       |
| Serafino               | 30     | 10. März 2. Juni 1. Juli | 21. April 2. Juni 4. Juli | von den Zuschauern rausgewählt als Gast                                          |
| Hassan                 | 23     | 7. Januar                | 30. April                 | Freiwilliger Auszug                                                              |
| Nora                   | 48     | 31. März                 | 5. Mai                    | Von den Zuschauern rausgewählt                                                   |
| Caroline „Caro“        | 20     | 11. Februar 30. Juni     | 19. Mai 3. Juli           | von den Zuschauern rausgewählt als Gast (von Endemol ausgeschlossen)             |
| Stefanie „Steffi“      | 25     | 31. März 1. Juli         | 2. Juni 4. Juli           | von den Zuschauern rausgewählt als Gast                                          |
| Alexander „Alex“ Stark | 32     | 7. Januar 30. Juni       | 16. Juni 3. Juli          | von den Zuschauern rausgewählt als Gast (von Endemol ausgeschlossen)             |
| Gianfranco „Franco“    | 31     | 31. März                 | 30. Juni                  | von den Zuschauern rausgewählt                                                   |
| Mandy                  | 20     | 7. April                 | 7. Juli                   | Fünfte                                                                           |
| Tanja                  | 21     | 24. März                 | 7. Juli                   | Vierte                                                                           |
| Kevin Daßler           | 26     | 7. Januar                | 7. Juli                   | Dritter                                                                          |
| Marcel                 | 23     | 14. Januar               | 7. Juli                   | Zweiter                                                                          |
| Silke „Isi“            | 26     | 7. Januar                | 8. Juli                   | Gewinnerin                                                                       |
| * beim Einzug ins Haus |        |                          |                           |                                                                                  |

Haustier: Palembang-Kugelfisch Dori
|                   | Woche 2                                                         | Woche 3                | Woche 5              | Woche 7                      | Woche 9                      | Woche 11                | Woche 13                     | Woche 15                 | Woche 17                | Woche 19                      | Woche 21                      | Woche 23                      | Woche 25                      | Finale                        | Finale                        |                               |
| ----------------- | --------------------------------------------------------------- | ---------------------- | -------------------- | ---------------------------- | ---------------------------- | ----------------------- | ---------------------------- | ------------------------ | ----------------------- | ----------------------------- | ----------------------------- | ----------------------------- | ----------------------------- | ----------------------------- | ----------------------------- | ----------------------------- |
| Isi               | Rebecca                                                         | Bianca                 | Anki                 | Neila                        | Hassan                       | Jenny                   | Marcel S                     | Hassan Serafino          | Tanja                   | Alex                          | Steffi                        | Franco                        | Franco                        | Keine Nominierung             | Gewinner                      |                               |
| Marcel            | Nicht im Haus                                                   | Rebecca                | Rebecca              | Rebecca                      | Rebecca                      | Isi                     | Alex                         | Isi Serafino             | Isi                     | Isi                           | Steffi                        | Franco                        | Marcel                        | Keine Nominierung             | Zweiter                       |                               |
| Kevin             | Rebecca                                                         | Bianca                 | Rebecca              | Rebecca                      | Rebecca                      | Nadine                  | Alex                         | Isi Serafino             | Steffi                  | Steffi                        | Steffi                        | Franco                        | Kevin                         | Keine Nominierung             | Dritter                       |                               |
| Tanja             | Nicht im Haus                                                   | Nicht im Haus          | Nicht im Haus        | Nicht im Haus                | Nicht im Haus                | Nicht im Haus           | Alex                         | Alex Serafino            | Nora                    | Caro                          | Franco                        | Alex                          | Franco                        | Keine Nominierung             | Vierte                        |                               |
| Mandy             | Nicht im Haus                                                   | Nicht im Haus          | Nicht im Haus        | Nicht im Haus                | Nicht im Haus                | Nicht im Haus           | Nicht im Haus                | Isi Serafino             | Steffi                  | Caro                          | Steffi                        | Alex                          | Mandy                         | Keine Nominierung             | Fünfte                        |                               |
| Franco            | Nicht im Haus                                                   | Nicht im Haus          | Nicht im Haus        | Nicht im Haus                | Nicht im Haus                | Nicht im Haus           | Nicht im Haus                | Kevin Serafino           | Nora                    | Alex                          | Tanja                         | Alex                          | Kevin                         | rausgewählt (Tag 176)         | rausgewählt (Tag 176)         | rausgewählt (Tag 176)         |
| Alex              | Rebecca                                                         | Rebecca                | Rebecca              | Isi                          | Melly                        | Nadine                  | Kevin                        | Isi Serafino             | Tanja                   | Franco                        | Tanja                         | Franco                        | rausgewählt (Tag 162)         | rausgewählt (Tag 162)         | rausgewählt (Tag 162)         | rausgewählt (Tag 162)         |
| Steffi            | Nicht im Haus                                                   | Nicht im Haus          | Nicht im Haus        | Nicht im Haus                | Nicht im Haus                | Nicht im Haus           | Nicht im Haus                | Hassan Franco            | Nora                    | Keine Nominierung             | Kevin                         | rausgewählt (Tag 148)         | rausgewählt (Tag 148)         | rausgewählt (Tag 148)         | rausgewählt (Tag 148)         | rausgewählt (Tag 148)         |
| Caro              | Nicht im Haus                                                   | Nicht im Haus          | Nicht im Haus        | Nadine                       | Melly                        | Nadine                  | Alex                         | Isi Tanja                | Tanja                   | Alex                          | rausgewählt (Tag 134)         | rausgewählt (Tag 134)         | rausgewählt (Tag 134)         | rausgewählt (Tag 134)         | rausgewählt (Tag 134)         | rausgewählt (Tag 134)         |
| Nora              | Nicht im Haus                                                   | Nicht im Haus          | Nicht im Haus        | Nicht im Haus                | Nicht im Haus                | Nicht im Haus           | Nicht im Haus                | Isi Franco               | Tanja                   | rausgewählt (Tag 120)         | rausgewählt (Tag 120)         | rausgewählt (Tag 120)         | rausgewählt (Tag 120)         | rausgewählt (Tag 120)         | rausgewählt (Tag 120)         | rausgewählt (Tag 120)         |
| Hassan            | Melly                                                           | Bianca                 | Anki                 | Isi                          | Isi                          | Jenny                   | Alex                         | Isi Nora                 | Nora                    | freiwilliger Auszug (Tag 115) | freiwilliger Auszug (Tag 115) | freiwilliger Auszug (Tag 115) | freiwilliger Auszug (Tag 115) | freiwilliger Auszug (Tag 115) | freiwilliger Auszug (Tag 115) | freiwilliger Auszug (Tag 115) |
| Serafino          | Nicht im Haus                                                   | Nicht im Haus          | Nicht im Haus        | Nicht im Haus                | Nicht im Haus                | Isi                     | Hassan                       | Alex Franco              | rausgewählt (Tag 106)   | rausgewählt (Tag 106)         | rausgewählt (Tag 106)         | rausgewählt (Tag 106)         | rausgewählt (Tag 106)         | rausgewählt (Tag 106)         | rausgewählt (Tag 106)         | rausgewählt (Tag 106)         |
| Mari              | Nicht im Haus                                                   | Nicht im Haus          | Nicht im Haus        | Nicht im Haus                | Nicht im Haus                | Nicht im Haus           | Nicht im Haus                | ausgeschlossen (Tag 99)  | ausgeschlossen (Tag 99) | ausgeschlossen (Tag 99)       | ausgeschlossen (Tag 99)       | ausgeschlossen (Tag 99)       | ausgeschlossen (Tag 99)       | ausgeschlossen (Tag 99)       | ausgeschlossen (Tag 99)       | ausgeschlossen (Tag 99)       |
| Marcel S          | Nicht im Haus                                                   | Nicht im Haus          | Nicht im Haus        | Nicht im Haus                | Nicht im Haus                | Nadine                  | Isi                          | rausgewählt (Tag 92)     | rausgewählt (Tag 92)    | rausgewählt (Tag 92)          | rausgewählt (Tag 92)          | rausgewählt (Tag 92)          | rausgewählt (Tag 92)          | rausgewählt (Tag 92)          | rausgewählt (Tag 92)          | rausgewählt (Tag 92)          |
| Nadine            | Rebecca                                                         | Bianca                 | Anki                 | Rebecca                      | Caro                         | Jenny                   | freiwilliger Auszug (Tag 79) |                          |                         |                               |                               |                               |                               |                               |                               |                               |
| Jenny             | Nicht im Haus                                                   | Nicht im Haus          | Nicht im Haus        | Nicht im Haus                | Melly                        | Nadine                  | rausgewählt (Tag 78)         |                          |                         |                               |                               |                               |                               |                               |                               |                               |
| Patrick           | Nicht im Haus                                                   | Nicht im Haus          | Nicht im Haus        | Neila                        | Kevin                        | Jenny                   | freiwilliger Auszug (Tag 76) |                          |                         |                               |                               |                               |                               |                               |                               |                               |
| Rebecca           | Melly                                                           | Kevin                  | Kevin                | Nadine                       | Melly                        | ausgeschlossen (Tag 68) |                              |                          |                         |                               |                               |                               |                               |                               |                               |                               |
| Melly             | Rebecca                                                         | Rebecca                | Anki                 | Rebecca                      | Rebecca                      | rausgewählt (Tag 64)    |                              |                          |                         |                               |                               |                               |                               |                               |                               |                               |
| Manuel            | Nicht im Haus                                                   | Nicht im Haus          | Nicht im Haus        | Nicht im Haus                | freiwilliger Auszug (Tag 53) |                         |                              |                          |                         |                               |                               |                               |                               |                               |                               |                               |
| Neila             | Nicht im Haus                                                   | Nicht im Haus          | Melly                | Melly                        | rausgewählt (Tag 50)         |                         |                              |                          |                         |                               |                               |                               |                               |                               |                               |                               |
| Anki              | Melly                                                           | Kevin                  | Melly                | rausgewählt (Tag 36)         |                              |                         |                              |                          |                         |                               |                               |                               |                               |                               |                               |                               |
| Dirk              | Nicht im Haus                                                   | Nicht im Haus          | Kevin                | freiwilliger Auszug (Tag 34) |                              |                         |                              |                          |                         |                               |                               |                               |                               |                               |                               |                               |
| Bianca            | Rebecca                                                         | Nadine                 | rausgewählt (Tag 22) |                              |                              |                         |                              |                          |                         |                               |                               |                               |                               |                               |                               |                               |
| Adrian            | ausgeschlossen (Tag 8)                                          |                        |                      |                              |                              |                         |                              |                          |                         |                               |                               |                               |                               |                               |                               |                               |
|                   |                                                                 |                        |                      |                              |                              |                         |                              |                          |                         |                               |                               |                               |                               |                               |                               |                               |
| Vermerke          | [ B 1 ]                                                         | [ B 2 ]                | [ B 3 ]              | [ B 4 ]                      | [ B 5 ]                      | [ B 6 ]                 | [ B 7 ]                      | [ B 8 ]                  | [ B 9 ]                 | [ B 10 ]                      | [ B 11 ]                      | [ B 12 ]                      | [ B 13 ]                      | -                             | -                             |                               |
| nominiert         | Melly, Rebecca                                                  | Bianca, Rebecca        | Anki, Rebecca        | Isi, Nadine, Neila           | Melly, Patrick               | Isi, Jenny              | Hassan, Isi, Marcel S        | Alex, Serafino           | Isi, Nora, Tanja        | Alex, Caro                    | Steffi, Tanja                 | Alex, Franco, Marcel          | Franco, Kevin, Tanja          | Alle Bewohner                 | Alle Bewohner                 |                               |
| Rauswahl-Ergebnis | Rebecca 5 von 9 Stimmen für raus Melly 4 von 9 Stimmen für raus | Bianca 90,8 % für raus | Anki 90,6 % für raus | Neila 67,2 % für raus        | Melly 73,3 % für raus        | Jenny 69,5 % für raus   | Marcel S 60,5 % für raus     | Serafino 81,5 % für raus | Nora 81,3 % für raus    | Caro 71,5 % für raus          | Steffi 66,8 % für raus        | Alex 73,3 % für raus          | Franco 74,4 % für raus        | Mandy 2,4 % (von 5)           | Tanja 4,9 % (von 5)           |                               |
| Rauswahl-Ergebnis | Rebecca 5 von 9 Stimmen für raus Melly 4 von 9 Stimmen für raus | Bianca 90,8 % für raus | Anki 90,6 % für raus | Neila 67,2 % für raus        | Melly 73,3 % für raus        | Jenny 69,5 % für raus   | Marcel S 60,5 % für raus     | Serafino 81,5 % für raus | Nora 81,3 % für raus    | Caro 71,5 % für raus          | Steffi 66,8 % für raus        | Alex 73,3 % für raus          | Franco 74,4 % für raus        | Kevin 10,1 % (von 3)          | Marcel 45,4 % (von 2)         |                               |
| Rauswahl-Ergebnis | Rebecca 5 von 9 Stimmen für raus Melly 4 von 9 Stimmen für raus | Bianca 90,8 % für raus | Anki 90,6 % für raus | Neila 67,2 % für raus        | Melly 73,3 % für raus        | Jenny 69,5 % für raus   | Marcel S 60,5 % für raus     | Serafino 81,5 % für raus | Nora 81,3 % für raus    | Caro 71,5 % für raus          | Steffi 66,8 % für raus        | Alex 73,3 % für raus          | Franco 74,4 % für raus        | Isi 54,6 % (von 2)            |                               |                               |

1. ↑  Als neue Hausbewohner konnten Anki und Nadine nicht nominiert werden. Die Hausbewohner mussten den Bewohner nominieren, den sie nicht mehr im Haus haben wollten. Die zwei Bewohner mit den meisten Stimmen, mussten zum Schein das Haus verlassen und konnten am nächsten Tag zurückkehren.
2. ↑  Das Publikum entschied, dass nur das reiche Team nominiert werden konnte (geschützt waren somit Alex, Anki, Isi, Marcel und Melly).
3. ↑  Die Zuschauer vergaben zwei Nominierungsstimmen an Nadine. Als neue Bewohner konnten Dirk und Neila nicht nominiert werden.
4. ↑  Caro besaß, als neue Bewohnerin Immunität. Die Zuschauer bestimmten zusätzlich, dass Rebecca nicht nominiert werden konnte.
5. ↑  Die Hausbewohner (außer Jenny, als neue Bewohnerin) wurden in Paare aufgeteilt (Alex & Caro, Hassan & Nadine, Isi & Rebecca, Kevin & Marcel, Melly & Patrick). Jeder Bewohner nominierte individuell. Wenn ein Bewohner nominiert wurde, erhielt auch sein Partner automatisch eine Stimme. Nach der Nominierung, hatten Isi & Rebecca und Melly & Patrick jeweils 4 Stimmen. Das Publikum entschied zu 79,1 %, dass Melly & Patrick in der kommenden Woche nominiert sein sollten.
6. ↑  S. Marcel und Serafino konnten als neue Bewohner nicht nominiert werden. Nadine wurde außerdem vom Publikum geschützt und stand nicht zur Wahl.
7. ↑  Der Hausbewohner mit den meisten Nominierungsstimmen, konnte die 3 Nominierten bestimmen. Tanja war als neue Bewohnerin immun, ebenso Serafino, der vom Publikum geschützt wurde. Alex erhielt 5 Stimmen und entschied, dass Hassan, Isi und Marcel S. nominiert waren.
8. ↑  Mandy war als neue Bewohnerin immun. Isi wurde vom Publikum geschützt. Jeder Bewohner erhielt 2 Stimmen. Eine Stimme konnte er an einen „alten Hausbewohner“ vergeben, eine zweite an einen „neuen Bewohner“ (Einzug nach Tag 64, sprich: Franco, Mandy, Nora, Serafino, Steffi und Tanja). Serafino erhielt dort die meisten Stimmen. Bei den „alten“ Bewohnerin, hatten Alex und Hassan die meisten Stimme. Das Publikum bestimmte, dass Alex als zweites nominiert sein sollte.
9. ↑  Der Bewohner mit den meisten Stimmen, musste seine zwei Konkurrenten um den Auszug selbst bestimmen (einen „alten“ und einen „neuen“ Bewohner). Da nach der regulären Nominierung sowohl Nora, als auch Tanja gleich viele Stimmen hatten, entschied das Publikum das Nora nominiert sein sollte. Nora wählte anschließend Isi und Tanja aus.
10. ↑  Die Mütter der Hausbewohner nominierten. Steffis Mutter wollte nicht teilnehmen, die Stimme verfiel. Marcel konnte durch ein Schutzvoting der Zuschauer nicht nominiert werden.
11. ↑  Das Publikum schützte Marcel vor der Nominierung.
12. ↑  Es konnten keine weiblichen Bewohner nominiert werden. Das Publikum entschied, dass Marcel automatisch nominiert sein sollte (aufgrund von diversen Regelverstößen).
13. ↑  Die Bewohner konnten sich selbst nominieren. Isi wurde vom Publikum geschützt.

| Name               | Einzug      | Auszug      | Bemerkung                                       |
| ------------------ | ----------- | ----------- | ----------------------------------------------- |
| Samu Haber         | 25. Februar | 25. Februar | Frontsänger von Sunrise Avenue                  |
| Olivia Jones       | 3. März     | 3. März     |                                                 |
| Bärbel             | 8. Mai      | 10. Mai     | Großmutter von Marcel                           |
| Sina               | 26. Mai     | 27. Mai     | Date von Marcel                                 |
| Ginny und Giuseppe | 9. Juni     | 9. Juni     | Bewohner der 6. Staffel                         |
| Bettina „Betty“    | 10. Juni    | 11. Juni    | Bewohnerin der 6. Staffel                       |
| Erdal „Eddy“       | 12. Juni    | 13. Juni    | Bewohner der 7. Staffel                         |
| Harry              | 16. Juni    | 17. Juni    | Bewohner der 2. Staffel                         |
| Sascha             | 17. Juni    | 18. Juni    | Sieger der 5. Staffel                           |
| Norman Magolei     | 18. Juni    | 19. Juni    | Bewohner der 6. Staffel und Moderator bei 9Live |
| Kathrin            | 19. Juni    | 20. Juni    | Bewohnerin der 7. Staffel                       |
| Behr-Bi-Trog       | 24. Juni    | 27. Juni    | Alien vom Planeten Alu Rar Exin                 |
| Miriam Pielhau     | 7. Juli     | 7. Juli     | Moderatorin der 8. Staffel                      |

### 9. Staffel
Die neunte Staffel startete am 8. Dezember 2008 und endete nach 211 Tagen am 6. Juli 2009. Der Gewinn betrug wieder 250.000 Euro. Das Motto der Staffel lautete „Himmel und Hölle“. Die eine Hälfte der Bewohner lebte im „Himmel“, einem luxuriösen Wohnbereich. Durch eine Mauer war dieser Bereich von der „Hölle“ abgegrenzt. Die Bewohner dieses Bereichs trugen Einheitskleidung und hatten diverse Dienste für die Bewohner des „Himmels“ zu leisten. Das Haus bestand aus 2 Etagen, durch eine Wendeltreppe gelangte man in die Schlafräume. Wechsel zwischen den Bereichen konnten zum Beispiel durch gewonnene Matches oder Regelverstöße erfolgen. Eine Rutsche führte von der 2. Etage direkt in die „Hölle“ Das Konzept wurde jedoch, aufgrund von anhaltend schwachen Quoten, bereits am 12. Januar 2009 nahezu komplett überarbeitet. Das Motto lautete nun „Big Brother Reloaded“. Sowohl Regelwerk und Soundtrack, als auch die Möblierung des Hauses wurden verändert. Während der Umgestaltung lebten die Bewohner im Matchraum. Die Bereiche waren nun klarer voneinander abgegrenzt, die Bewohner der „Hölle“ lebten nur noch auf einem eingegrenzten Stück im Garten. Der komplette Innenbereich gehörte zum „Himmel“. Mehrere Male stattete ein Drill-Instructor den Bewohnern einen Besuch ab. Jeder Bewohner, der das Haus nach dem Voting der Zuschauer verlassen musste, konnte symbolisch einen Giftpfeil verschießen. Der benannte Bewohner hatte dann zumeist eine Strafe zu absolvieren. Des Weiteren zogen zum ersten Mal Ex-Bewohner aus vergangenen Staffeln wieder als reguläre Bewohner ins Big-Brother-Haus ein.
Auf RTL II wurde montags bis samstags um 19 Uhr eine Tageszusammenfassung mit den Höhepunkten des Vortages ausgestrahlt. Die wöchentliche Liveshow begann montags um 21:15 Uhr. Erstmals wurden die Folgen in 16:9 ausgestrahlt.
Die Staffel wurde von sevenload und Premiere 24 Stunden live aus dem Haus übertragen.
Sevenload betrieb auch wieder die Big-Brother-Website. Ferner gab es auf 9Live eine Quizshow „Call Big Brother“ sowie Liveschaltungen und Tageszusammenfassungen zu sehen. Die zeitweise in „Big Planet“ umbenannte Sendung „Planet 9“ wurde wieder umbenannt und zuletzt als „Planet“ ausgestrahlt.
Am 6. Juli gewann Daniel mit 55 % der Stimmen die Siegesprämie von 250.000 Euro vor Marcel.
Miriam Pielhau moderierte die Entscheidungsshows. Außenreporterin war Alida-Nadine Lauenstein.
| Name                                                 | Alter* | Einzug       | Auszug       | Bemerkung                                                                                            |
| ---------------------------------------------------- | ------ | ------------ | ------------ | --- |
| Daniela „Danny“                                      | 19     | 10. Dezember | 29. Dezember | von den Zuschauern rausgewählt                                                                       |
| Desi                                                 | 29     | 24. Dezember | 5. Januar    | von den Zuschauern rausgewählt                                                                       |
| Eisi                                                 | 23     | 15. Dezember | 5. Januar    | von den Bewohnern rausgewählt                                                                        |
| Delia                                                | 21     | 15. Dezember | 12. Januar   | von den Zuschauern rausgewählt, 5 Tage Gast                                                          |
| Oliver                                               | 21     | 24. Dezember | 19. Januar   | von den Bewohnern rausgewählt                                                                        |
| Cathy                                                | 21     | 8. Dezember  | 19. Januar   | von den Zuschauern rausgewählt, 5 Tage Gast                                                          |
| Andy                                                 | 25     | 8. Dezember  | 2. Februar   | von den Zuschauern rausgewählt                                                                       |
| Claudia                                              | 22     | 12. Januar   | 16. Februar  | von den Zuschauern rausgewählt, 5 Tage Gast                                                          |
| Andreas „Knubbel“                                    | 46     | 19. Januar   | 23. Februar  | von den Zuschauern rausgewählt, Bewohner der 7. Staffel                                              |
| Sonja                                                | 36     | 26. Januar   | 23. Februar  | von den Zuschauern rausgewählt, erste blinde Bewohnerin                                              |
| Madeleine „Mads“                                     | 25     | 8. Dezember  | 9. März      | von den Zuschauern rausgewählt, 5 Tage Gast                                                          |
| Sascha „McFly“                                       | 28     | 23. Februar  | 10. März     | von Endemol ausgeschlossen                                                                           |
| Jana                                                 | 31     | 15. Dezember | 23. März     | von den Zuschauern rausgewählt                                                                       |
| Piero Esteriore                                      | 31     | 16. März     | 23. März     | freiwilliger Auszug                                                                                  |
| Bettie Ballhaus                                      | 31     | 9. März      | 30. März     | freiwilliger Auszug                                                                                  |
| Annina Ucatis                                        | 30     | 12. Januar   | 6. April     | von den Zuschauern rausgewählt, 1 Tag + 5 Tage Gast                                                  |
| Claudine                                             | 23     | 23. März     | 20. April    | von den Zuschauern rausgewählt                                                                       |
| Claudy                                               | 28     | 23. März     | 4. Mai       | von den Zuschauern rausgewählt                                                                       |
| Sascha Sirtl                                         | 30     | 19. Januar   | 18. Mai      | Sieger der 5. Staffel, von den Zuschauern rausgewählt, 5 Tage Gast                                   |
| Patricia Blanco                                      | 37     | 23. März     | 25. Mai      | von den Zuschauern rausgewählt, Hotelgast in der 6. Staffel, 5 Tage Gast, Tochter von Roberto Blanco |
| Anna                                                 | 29     | 18. Mai      | 1. Juni      | von den Zuschauern rausgewählt                                                                       |
| Nadine „Naddel“                                      | 26     | 11. Mai      | 8. Juni      | von den Zuschauern rausgewählt, Bewohnerin der 8. Staffel                                            |
| Orhan                                                | 20     | 10. Dezember | 15. Juni     | von den Zuschauern rausgewählt                                                                       |
| Sascha                                               | 32     | 15. Dezember | 29. Juni     | von den Zuschauern rausgewählt                                                                       |
| Alexandra „Alex“                                     | 21     | 2. März      | 29. Juni     | von den Bewohnern rausgewählt                                                                        |
| Diana Schneider                                      | 27     | 20. April    | 6. Juli      | Fünfte                                                                                               |
| Beni                                                 | 20     | 8. Dezember  | 6. Juli      | Vierter, war seit 26. Mai vorzeitig für die Finalsendung qualifiziert                                |
| Geraldine                                            | 20     | 8. Dezember  | 6. Juli      | Dritte                                                                                               |
| Marcel                                               | 24     | 19. Januar   | 6. Juli      | Zweiter, Zweiter der 8. Staffel                                                                      |
| Daniel                                               | 31     | 8. Dezember  | 6. Juli      | Sieger                                                                                               |
| * Angabe zum Alter der Teilnehmer: zum Einzugstermin |        |              |              | |

Haustier: Anninas Chihuahua Coco (vom 13. Januar bis 16. März im Haus)
|             | #1                       | #2                                                                                  | #3                       | #4                       | #5                        | #6                         | #7                               | #8                                                           | #9                              | #10                     | #11                           | #12                           | #13                         | #14                          | #15                           | #16                      | #17                       | #18                      | #19                       | #20                                | Finale                   | Finale                |
| ----------- | ------------------------ | ----------------------------------------------------------------------------------- | ------------------------ | ------------------------ | ------------------------- | -------------------------- | -------------------------------- | ------------------------------------------------------------ | ------------------------------- | ----------------------- | ----------------------------- | ----------------------------- | --------------------------- | ---------------------------- | ----------------------------- | ------------------------ | ------------------------- | ------------------------ | ------------------------- | ---------------------------------- | ------------------------ | --------------------- |
| Daniel      | Danny                    | Delia                                                                               | Delia Jana               | Nicht berechtigt         | Nominiert                 | Sascha S.                  | Claudia                          | Befreit                                                      | Annina                          | Sascha S.               | Bettie Orhan                  | Claudy Patricia               | Nicht berechtigt            | Sascha S. Orhan              | Befreit                       | Anna                     | Befreit                   | Orhan                    | Verlorene Aufgabe         | Alex                               | Keine Nominierung        | Gewinner              |
| Marcel      | Nicht im Haus            | Nicht im Haus                                                                       | Nicht im Haus            | Nicht im Haus            | Nicht im Haus             | Beni                       | Beni                             | Nominiert                                                    | Jana                            | Sascha S.               | Bettie Annina                 | Claudy Alex                   | Nicht berechtigt            | Beni Daniel                  | Befreit                       | Anna                     | Befreit                   | Alex                     | Verlorene Aufgabe         | Alex                               | Keine Nominierung        | Zweiter               |
| Geraldine   | Danny                    | Delia                                                                               | Nicht berechtigt         | Nicht berechtigt         | Madeleine                 | Annina                     | Knubbel                          | Nominiert                                                    | Madeleine                       | Marcel                  | Bettie Orhan                  | Patricia Claudy               | Patricia                    | Orhan Beni                   | Nominiert                     | Anna                     | Befreit                   | Orhan                    | Gewonnene Aufgabe         | Alex                               | Keine Nominierung        | Dritter Platz         |
| Beni        | Madeleine                | Delia                                                                               | Nicht berechtigt         | Nicht berechtigt         | Oliver                    | Sascha S.                  | Sascha S.                        | Befreit                                                      | Madeleine                       | Sascha                  | Bettie Marcel                 | Claudy Patricia               | Nicht berechtigt            | Sascha S. Marcel             | Befreit                       | Anna                     | Befreit                   | Diana                    | Finalist                  | Marcel                             | Keine Nominierung        | Vierter Platz         |
| Diana       | Nicht im Haus            | Nicht im Haus                                                                       | Nicht im Haus            | Nicht im Haus            | Nicht im Haus             | Nicht im Haus              | Nicht im Haus                    | Nicht im Haus                                                | Nicht im Haus                   | Nicht im Haus           | Nicht im Haus                 | Nicht im Haus                 | Nicht berechtigt            | Beni Sascha S.               | Nominiert                     | Anna                     | Nominiert                 | Alex                     | Gewonnene Aufgabe         | Alex                               | Keine Nominierung        | Fünfter Platz         |
| Alex        | Nicht im Haus            | Nicht im Haus                                                                       | Nicht im Haus            | Nicht im Haus            | Nicht im Haus             | Nicht im Haus              | Nicht im Haus                    | Nicht im Haus                                                | Nicht im Haus                   | Orhan                   | Bettie Marcel                 | Patricia Claudy               | Nicht berechtigt            | Sascha S. Marcel             | Nominiert                     | Anna                     | Befreit                   | Diana                    | Gewonnene Aufgabe         | Diana                              | rausgewählt (Tag 204)    | rausgewählt (Tag 204) |
| Sascha      | Danny                    | Delia                                                                               | Nicht berechtigt         | Nicht berechtigt         | Nominiert                 | Claudia                    | Claudia                          | Nominiert                                                    | Jana                            | Orhan                   | Bettie Beni                   | Claudy Claudine               | Nicht berechtigt            | Sascha S. Beni               | Befreit                       | Anna                     | Nominiert                 | Diana                    | Verlorene Aufgabe         | Diana                              | rausgewählt (Tag 204)    | rausgewählt (Tag 204) |
| Orhan       | Danny                    | Jana                                                                                | Nicht berechtigt         | Nicht berechtigt         | Oliver                    | Geraldine                  | Claudia                          | Nominiert                                                    | Jana                            | Sascha                  | Bettie Annina                 | Claudy Claudine               | Nicht berechtigt            | Daniel Beni                  | Befreit                       | Anna                     | Nominiert                 | Geraldine                | rausgewählt (Tag 190)     | rausgewählt (Tag 190)              | rausgewählt (Tag 190)    | rausgewählt (Tag 190) |
| Nadine      | Nicht im Haus            | Nicht im Haus                                                                       | Nicht im Haus            | Nicht im Haus            | Nicht im Haus             | Nicht im Haus              | Nicht im Haus                    | Nicht im Haus                                                | Nicht im Haus                   | Nicht im Haus           | Nicht im Haus                 | Nicht im Haus                 | Nicht im Haus               | Nicht im Haus                | Befreit                       | Anna                     | Nominiert                 | rausgewählt (Tag 183)    | rausgewählt (Tag 183)     | rausgewählt (Tag 183)              | rausgewählt (Tag 183)    | rausgewählt (Tag 183) |
| Anna        | Nicht im Haus            | Nicht im Haus                                                                       | Nicht im Haus            | Nicht im Haus            | Nicht im Haus             | Nicht im Haus              | Nicht im Haus                    | Nicht im Haus                                                | Nicht im Haus                   | Nicht im Haus           | Nicht im Haus                 | Nicht im Haus                 | Nicht im Haus               | Nicht im Haus                | Befreit                       | Nadine                   | Diana                     | rausgewählt (Tag 176)    | rausgewählt (Tag 176)     | rausgewählt (Tag 176)              | rausgewählt (Tag 176)    | rausgewählt (Tag 176) |
| Patricia    | Nicht im Haus            | Nicht im Haus                                                                       | Nicht im Haus            | Nicht im Haus            | Nicht im Haus             | Nicht im Haus              | Nicht im Haus                    | Nicht im Haus                                                | Nicht im Haus                   | Nicht im Haus           | Daniel Sascha                 | Alex Geraldine                | Nicht berechtigt            | Marcel Sascha                | Nominiert                     | rausgewählt (Tag 169)    | rausgewählt (Tag 169)     | rausgewählt (Tag 169)    | rausgewählt (Tag 169)     | rausgewählt (Tag 169)              | rausgewählt (Tag 169)    | rausgewählt (Tag 169) |
| Sascha S.   | Nicht im Haus            | Nicht im Haus                                                                       | Nicht im Haus            | Nicht im Haus            | Nicht im Haus             | Beni                       | Claudia                          | Nominiert                                                    | Jana                            | Marcel                  | Bettie Annina                 | Claudy Alex                   | Beni                        | Beni Daniel                  | rausgewählt (Tag 162)         | rausgewählt (Tag 162)    | rausgewählt (Tag 162)     | rausgewählt (Tag 162)    | rausgewählt (Tag 162)     | rausgewählt (Tag 162)              | rausgewählt (Tag 162)    | rausgewählt (Tag 162) |
| Claudy      | Nicht im Haus            | Nicht im Haus                                                                       | Nicht im Haus            | Nicht im Haus            | Nicht im Haus             | Nicht im Haus              | Nicht im Haus                    | Nicht im Haus                                                | Nicht im Haus                   | Nicht im Haus           | Bettie Beni                   | Sascha Marcel                 | Nicht berechtigt            | rausgewählt (Tag 148)        | rausgewählt (Tag 148)         | rausgewählt (Tag 148)    | rausgewählt (Tag 148)     | rausgewählt (Tag 148)    | rausgewählt (Tag 148)     | rausgewählt (Tag 148)              | rausgewählt (Tag 148)    | rausgewählt (Tag 148) |
| Claudine    | Nicht im Haus            | Nicht im Haus                                                                       | Nicht im Haus            | Nicht im Haus            | Nicht im Haus             | Nicht im Haus              | Nicht im Haus                    | Nicht im Haus                                                | Nicht im Haus                   | Nicht im Haus           | Alex Orhan                    | Sascha Daniel                 | rausgewählt (Tag 134)       |                              |                               |                          |                           |                          |                           |                                    |                          |                       |
| Annina      | Nicht im Haus            | Nicht im Haus                                                                       | Nicht im Haus            | Nicht berechtigt         | Befreit                   | Madeleine                  | Geraldine                        | Nominiert                                                    | Sascha S.                       | Sascha                  | Bettie Marcel                 | rausgewählt (Tag 120)         |                             |                              |                               |                          |                           |                          |                           |                                    |                          |                       |
| Bettie      | Nicht im Haus            | Nicht im Haus                                                                       | Nicht im Haus            | Nicht im Haus            | Nicht im Haus             | Nicht im Haus              | Nicht im Haus                    | Nicht im Haus                                                | Nicht im Haus                   | Annina                  | Daniel                        | freiwilliger Auszug (Tag 113) |                             |                              |                               |                          |                           |                          |                           |                                    |                          |                       |
| Piero       | Nicht im Haus            | Nicht im Haus                                                                       | Nicht im Haus            | Nicht im Haus            | Nicht im Haus             | Nicht im Haus              | Nicht im Haus                    | Nicht im Haus                                                | Nicht im Haus                   | Nicht im Haus           | freiwilliger Auszug (Tag 107) |                               |                             |                              |                               |                          |                           |                          |                           |                                    |                          |                       |
| Jana        | Danny                    | Andy                                                                                | Nicht berechtigt         | Nicht berechtigt         | Beni                      | Sascha S.                  | Sascha S.                        | Befreit                                                      | Sascha S.                       | Geraldine               | rausgewählt (Tag 106)         |                               |                             |                              |                               |                          |                           |                          |                           |                                    |                          |                       |
| McFly       | Nicht im Haus            | Nicht im Haus                                                                       | Nicht im Haus            | Nicht im Haus            | Nicht im Haus             | Nicht im Haus              | Nicht im Haus                    | Nicht im Haus                                                | Jana                            | ausgeschlossen (Tag 93) |                               |                               |                             |                              |                               |                          |                           |                          |                           |                                    |                          |                       |
| Madeleine   | Danny                    | Eisi                                                                                | Nicht berechtigt         | Nicht berechtigt         | Andy                      | Knubbel                    | Knubbel                          | Befreit                                                      | Geraldine                       | rausgewählt (Tag 92)    |                               |                               |                             |                              |                               |                          |                           |                          |                           |                                    |                          |                       |
| Sonja       | Nicht im Haus            | Nicht im Haus                                                                       | Nicht im Haus            | Nicht im Haus            | Nicht im Haus             | Nicht im Haus              | Annina                           | Nominiert                                                    | rausgewählt (Tag 78)            |                         |                               |                               |                             |                              |                               |                          |                           |                          |                           |                                    |                          |                       |
| Knubbel     | Nicht im Haus            | Nicht im Haus                                                                       | Nicht im Haus            | Nicht im Haus            | Nicht im Haus             | Madeleine                  | Sonja                            | Nominiert                                                    | rausgewählt (Tag 78)            |                         |                               |                               |                             |                              |                               |                          |                           |                          |                           |                                    |                          |                       |
| Claudia     | Nicht im Haus            | Nicht im Haus                                                                       | Nicht im Haus            | Nicht berechtigt         | Befreit                   | Sascha                     | Sascha                           | rausgewählt (Tag 71)                                         |                                 |                         |                               |                               |                             |                              |                               |                          |                           |                          |                           |                                    |                          |                       |
| Andy        | Danny                    | Delia                                                                               | Nicht berechtigt         | Nicht berechtigt         | Jana                      | Madeleine                  | rausgewählt (Tag 57)             |                                                              |                                 |                         |                               |                               |                             |                              |                               |                          |                           |                          |                           |                                    |                          |                       |
| Cathy       | Danny                    | Delia                                                                               | Nicht berechtigt         | Nicht berechtigt         | Nominiert                 | rausgewählt (Tag 43)       |                                  |                                                              |                                 |                         |                               |                               |                             |                              |                               |                          |                           |                          |                           |                                    |                          |                       |
| Oliver      | Nicht im Haus            | Eisi                                                                                | Nicht berechtigt         | Nicht berechtigt         | Beni                      | rausgewählt (Tag 43)       |                                  |                                                              |                                 |                         |                               |                               |                             |                              |                               |                          |                           |                          |                           |                                    |                          |                       |
| Delia       | Danny                    | Eisi                                                                                | Nicht berechtigt         | rausgewählt (Tag 36)     |                           |                            |                                  |                                                              |                                 |                         |                               |                               |                             |                              |                               |                          |                           |                          |                           |                                    |                          |                       |
| Eisi        | Danny                    | Delia                                                                               | rausgewählt (Tag 29)     | rausgewählt (Tag 29)     |                           |                            |                                  |                                                              |                                 |                         |                               |                               |                             |                              |                               |                          |                           |                          |                           |                                    |                          |                       |
| Desi        | Nicht im Haus            | Nominiert                                                                           | rausgewählt (Tag 29)     | rausgewählt (Tag 29)     |                           |                            |                                  |                                                              |                                 |                         |                               |                               |                             |                              |                               |                          |                           |                          |                           |                                    |                          |                       |
| Danny       | Beni                     | rausgewählt (Tag 22)                                                                | rausgewählt (Tag 22)     |                          |                           |                            |                                  |                                                              |                                 |                         |                               |                               |                             |                              |                               |                          |                           |                          |                           |                                    |                          |                       |
| nominiert   | Danny Madeleine          | Andy Beni Cathy Daniel Delia Eisi Geraldine Jana Madeleine Orhan Sascha Desi Oliver | Delia Jana               | Cathy Daniel Sascha      | Beni Oliver               | Andy Annina Beni Madeleine | Claudia Knubbel Sascha Sascha S. | Annina Geraldine Knubbel Marcel Orhan Sascha S. Sascha Sonja | Annina Jana Madeleine Sascha S. | Alex Beni Daniel Jana   | Alex Annina Daniel Geraldine  | Alex Claudine Claudy Patricia | Beni Claudy Patricia Sascha | Beni Daniel Marcel Sascha S. | Alex Diana Geraldine Patricia | Anna Nadine Orhan Sascha | Diana Nadine Orhan Sascha | Alex Diana Orhan         | Daniel Marcel Sascha      | Alex Daniel Diana Geraldine Marcel | Alle Bewohner            | Alle Bewohner         |
| rausgewählt | Danny 56,9 % rausgewählt | Eisi 3 Stimmen rausgewählt ---- Desi 67,9 % rausgewählt                             | Delia 82,4 % rausgewählt | Cathy 54,9 % rausgewählt | Oliver 81,0 % rausgewählt | Andy 66,0 % rausgewählt    | Claudia 80,4 % rausgewählt       | Knubbel 80,9 % rausgewählt Sonja 66,0 % rausgewählt          | Madeleine 67,8 % rausgewählt    | Jana 61,1 % rausgewählt | Annina 42,4 % rausgewählt     | Claudine 91,9 % rausgewählt   | Claudy 69,7 % rausgewählt   | Sascha S. 47,5 % rausgewählt | Patricia 60,0 % rausgewählt   | Anna 85,3 % rausgewählt  | Nadine 72,5 % rausgewählt | Orhan 82,6 % rausgewählt | Sascha 55,9 % rausgewählt | Alex 4 von 7 Stimmen rausgewählt   | Diana 1,8 % (von 5)      | Beni 13,8 % (von 5)   |
| rausgewählt | Danny 56,9 % rausgewählt | Eisi 3 Stimmen rausgewählt ---- Desi 67,9 % rausgewählt                             | Delia 82,4 % rausgewählt | Cathy 54,9 % rausgewählt | Oliver 81,0 % rausgewählt | Andy 66,0 % rausgewählt    | Claudia 80,4 % rausgewählt       | Knubbel 80,9 % rausgewählt Sonja 66,0 % rausgewählt          | Madeleine 67,8 % rausgewählt    | Jana 61,1 % rausgewählt | Annina 42,4 % rausgewählt     | Claudine 91,9 % rausgewählt   | Claudy 69,7 % rausgewählt   | Sascha S. 47,5 % rausgewählt | Patricia 60,0 % rausgewählt   | Anna 85,3 % rausgewählt  | Nadine 72,5 % rausgewählt | Orhan 82,6 % rausgewählt | Sascha 55,9 % rausgewählt | Alex 4 von 7 Stimmen rausgewählt   | Geraldine 28,2 % (von 3) | Marcel 45,0 % (von 2) |
| rausgewählt | Danny 56,9 % rausgewählt | Eisi 3 Stimmen rausgewählt ---- Desi 67,9 % rausgewählt                             | Delia 82,4 % rausgewählt | Cathy 54,9 % rausgewählt | Oliver 81,0 % rausgewählt | Andy 66,0 % rausgewählt    | Claudia 80,4 % rausgewählt       | Knubbel 80,9 % rausgewählt Sonja 66,0 % rausgewählt          | Madeleine 67,8 % rausgewählt    | Jana 61,1 % rausgewählt | Annina 42,4 % rausgewählt     | Claudine 91,9 % rausgewählt   | Claudy 69,7 % rausgewählt   | Sascha S. 47,5 % rausgewählt | Patricia 60,0 % rausgewählt   | Anna 85,3 % rausgewählt  | Nadine 72,5 % rausgewählt | Orhan 82,6 % rausgewählt | Sascha 55,9 % rausgewählt | Alex 4 von 7 Stimmen rausgewählt   | Daniel 55,0 % (von 2)    |                       |

      Bewohner lebt in der „Hölle“
      Bewohner lebt im „Himmel“
| Name                          | Einzug      | Auszug      | Bemerkung                                                                       |
| ----------------------------- | ----------- | ----------- | ------------------------------------------------------------------------------- |
| Andreas Georg Kunze („Kunze“) | 17. Februar | 18. Februar | RPR1 Moderator, wurde wegen eines Regelverstoßes von BB in die „Hölle“ verbannt |
| Mario Barth                   | 21. Februar | 21. Februar | brach ins Haus ein                                                              |
| Gülcan Kamps                  | 27. Februar | 27. Februar |                                                                                 |
| Ross Antony                   | 22. März    | 22. März    | als Osterhase                                                                   |
| Lorielle London               | 28. März    | 28. März    |                                                                                 |
| Ralf Richter                  | 29. Juni    | 29. Juni    | 1. Gast der Promi-Finalwoche                                                    |
| Lucy Diakovska                | 30. Juni    | 30. Juni    | 2. Gast der Promi-Finalwoche                                                    |
| Katy Karrenbauer              | 1. Juli     | 1. Juli     | 3. Gast der Promi-Finalwoche                                                    |
| Mickie Krause                 | 2. Juli     | 2. Juli     | 4. Gast der Promi-Finalwoche                                                    |
| Loona                         | 3. Juli     | 4. Juli     | 5. Gast der Promi-Finalwoche                                                    |

### 10. Staffel
Die zehnte Big Brother-Staffel ging am 11. Januar 2010 auf RTL 2 auf Sendung und endete nach 211 Tagen am 9. August. Der Gewinn betrug wie in den Staffeln zuvor 250.000 Euro, während der Zweitplatzierte ein Auto und der Drittplatzierte eine Reise erhielten. RTL II strahlte täglich um 19:00 Uhr eine einstündige Tageszusammenfassung mit den Höhepunkten des Vortages aus. Bis zum 7. Juni zeigte der Sender montags anstatt einer Tageszusammenfassung ein Spezial über die Highlights der vergangenen Staffeln, welches aufgrund schwacher Einschaltquoten jedoch eingestellt wurde. Die wöchentliche Entscheidungsshow begann montags um 21:15 Uhr und wurde erstmals seit der vierten Staffel wieder von Aleksandra Bechtel moderiert, während Alida Kurras erneut die Außenmoderation übernahm. Erstmals gab es mit Ulli Potofski einen Live-Kommentator, der in der Eröffnungsshow die Einzüge und in den anschließenden Liveshows die Matches im Außenbereich des Hauses begleitete. Das Motto der zehnten Big Brother-Staffel lautete „Jeder hat ein Geheimnis“, der Titelsong „Schöne neue Welt“ wurde von der deutschen Popgruppe Culcha Candela gesungen.
Die zehnte Staffel bestand zunächst aus zwei Häusern, die räumlich komplett voneinander getrennt gewesen sind, das „Big Brother-Haus“ und das sogenannte „Secret-Haus“. Das Big-Brother-Haus war sehr modern, nobel und großräumig eingerichtet, während das deutlich kleinere Secret-Haus mit seinen im Haus verteilten Abfällen einem Messie-Haus glich. Die Bewohner des Secret-Hauses wussten nichts von der Existenz des anderen Hauses, die Bewohner des Big Brother-Hauses wiederum wurden nach bereits einem Tag von dem Dasein des Secret-Hauses unterrichtet und durften daraufhin die dortigen Geschehnisse durch Videoaufzeichnungen mitverfolgen.
In der ersten Entscheidungsshow wurde Pisei La als erste Kandidatin infolge einer Nominierung aus dem Secret- in das Big Brother-Haus umgesiedelt, doch wurden die Bewohner des Secret-Hauses in dem Glauben gelassen, La hätte das Projekt Big Brother komplett verlassen müssen. Während der darauffolgenden Woche mussten alle Bewohner des Secret-Hauses einzeln zu einer Wissensrunde antreten, bei deren Nicht-Bestehen der sofortige Auszug drohte. Doch verließen die Kandidaten, von denen kein einziger auch nur eine Fragerunde erfolgreich bestehen konnte, nicht das Projekt, sondern zogen in das tatsächliche Big Brother-Haus. Die übrigen Bewohner im Secret-Haus dachten jedoch erneut, dass die umgesiedelten Kandidaten aus dem Big Brother-Projekt ausgeschieden seien. Erst in der Live-Show vom 25. Januar zogen „Flying Uwe“ Schüder und Kristina Source als die beiden letzten im Secret-Haus verbliebenen Bewohner in das Big Brother-Haus. In der gleichen Sendung gab Big Brother neue, härtere Regeln bekannt. So war das Duschen mit warmem Wasser fortan nur noch mit Duschmarken möglich und auch Essen, Trinken und weitere Luxusartikel konnten nur noch durch erfolgreich bestandene Matches und Wochenaufgaben gewonnen werden. Dazu kam ein vergitterter „Strafbereich“ im Garten, in welchen die Bewohner bei Regelverstößen und nach verlorenen Matches ziehen mussten. Am 1. Februar wurde zudem erstmals die „White Box“ eingesetzt, ein begehbarer, überdimensionaler Würfel, wo Gedächtnis- und Geschicklichkeitsmatches durch die Anwendung bestimmter Lichttechniken stattfanden.
Die zehnte Staffel ist bekannt für ihre zahlreichen Konflikte und verbale Auseinandersetzungen zwischen den Bewohnern, die das Haus zumeist in zwei einander verfeindete Lager gespaltet haben. Allen voran der Bewohner Klaus Aichholzer war durch sein provokantes Auftreten für Missstimmung verantwortlich und sorgte durch sein offenes Taktieren dafür, dass die von ihm nominierten Bewohner fast immer auf der Auszugsliste standen und anschließend von den Zuschauern herausgewählt wurden.
Dies führte letztendlich dazu, dass das Finale erstmals ausschließlich aus Kandidaten bestand, die nicht einmal die Hälfte der Staffelzeit im Big Brother-Haus verbracht haben. Am 9. August gewann schließlich Timo Grätsch mit 75,2 % der Stimmen die Siegesprämie von 250.000 Euro.
Die Einschaltquoten übertrafen mit durchschnittlich 8,6 % Marktanteil bei den werberelevanten Zuschauern alle Erwartungen und machten die zehnte Big Brother-Staffel zur erfolgreichsten seit Staffel fünf. Endemol und RTL II entschieden sich aufgrund dieses großen Erfolges erstmals in der deutschen Big Brother-Geschichte dafür, eine laufende Staffel zu verlängern und Staffel zehn damit nicht bereits am 7. Juni, sondern erst am 9. August zu beenden.
| Name               | Alter | Einzug                          | Auszug                       | Tage im Haus  | Bemerkungen |
| ------------------ | ----- | ------------------------------- | ---------------------------- | ------------- | --- |
| Horst              | 41    | 11. Januar 2010                 | 12. Januar 2010              | 2             | freiwilliger Auszug |
| Micaela            | 26    | 11. Januar 2010                 | 26. Januar 2010              | 16            | freiwilliger Auszug |
| Pisei              | 18    | 11. Januar 2010                 | 26. Januar 2010              | 16            | erst Secret-Haus, ab 18. Januar BB-Haus; freiwilliger Auszug, Teilnehmer der Secret-Haus-Wiedereröffnung                                                        |
| Harald             | 42    | 11. Januar 2010                 | 8. Februar 2010              | 29            | Eingetragener Partner von Carlos |
| Pluto              | 30    | 11. Januar 2010                 | 22. Februar 2010             | 43            | Teilnehmer der Secret-Haus-Wiedereröffnung |
| Iris               | 42    | 11. Januar 2010                 | 24. Februar 2010             | 45            | erst Secret-Haus, ab 20. Januar BB-Haus; Auszug wegen Regelverstoß                                                                                              |
| Carlos             | 45    | 11. Januar 2010                 | 8. März 2010                 | 57            | Eingetragener Partner von Harald |
| Carolin „Cora“     | 20    | 11. Januar 2010 25. Januar 2010 | 23. Januar 2010 9. März 2010 | 13 44 (Σ 57)  | erst Secret-Haus, ab 19. Januar BB-Haus, freiwilliger Auszug Wiedereinzug nach Zuschauer-Voting, freiwilliger Auszug                                            |
| Tobias             | 29    | 13. Januar 2010                 | 19. März 2010                | 66            | freiwilliger Auszug, Teilnehmer der Secret-Haus-Wiedereröffnung                                                                                                 |
| Jessica            | 29    | 28. Januar 2010                 | 22. März 2010                | 54            | Teilnehmer der Secret-Haus-Wiedereröffnung |
| Jürgen             | 39    | 8. März 2010                    | 5. April 2010                | 29            | |
| Eva                | 24    | 11. Januar 2010                 | 19. April 2010               | 99            | erst Secret-Haus, ab 21. Januar BB-Haus |
| Anne               | 22    | 8. März 2010                    | 19. April 2010               | 43            | freiwilliger Auszug |
| Wissam             | 26    | 5. April 2010                   | 25. April 2010               | 21            | freiwilliger Auszug |
| Uwe („Flying Uwe“) | 22    | 12. Januar 2010                 | 3. Mai 2010                  | 112           | erst Secret-Haus, ab 25. Januar BB-Haus |
| Meike              | 28    | 26. April 2010                  | 11. Mai 2010                 | 16            | von Big Brother rausgeworfen wegen Verstoß gegen die Teilnahmebedingungen (vor dem Einzug geheime Absprachen getroffen, das Haus vorzeitig verlassen zu wollen) |
| Aleksandra         | 25    | 11. März 2010                   | 17. Mai 2010                 | 68            | |
| Lilly              | 25    | 22. März 2010                   | 31. Mai 2010                 | 71            | |
| Pietro „Pico“      | 20    | 5. April 2010                   | 1. Juni 2010                 | 58            | freiwilliger Auszug |
| Sabrina            | 24    | 16. Januar 2010 5. August       | 14. Juni 2010 8. August      | 150 4 (Σ 154) | |
| René               | 28    | 1. Juni 2010                    | 22. Juni 2010                | 22            | von Big Brother rausgeworfen wegen pietätloser Nominierungsbegründung                                                                                           |
| Daniel             | 19    | 11. Januar 2010 5. August       | 28. Juni 2010 8. August      | 169 4 (Σ 173) | |
| Katrin             | 23    | 26. April 2010 5. August        | 12. Juli 2010 8. August      | 78 4 (Σ 82)   | |
| Kristina           | 23    | 11. Januar 2010 5. August       | 19. Juli 2010 8. August      | 190 4 (Σ 194) | erst Secret-Haus, ab 25. Januar BB-Haus |
| Robert             | 25    | 1. März 2010                    | 22. Juli 2010                | 144           | von Big Brother ausgeschlossen aufgrund von Ermittlungen der Staatsanwaltschaft wegen des Verdachts des Verstoßes gegen das Tierschutzgesetz                    |
| Jenny              | 26    | 9. Februar 2010 5. August       | 26. Juli 2010 8. August      | 168 4 (Σ 172) | |
| Klaus              | 32    | 18. Januar 2010                 | 2. August 2010               | 197           | erst Secret-Haus, ab 22. Januar BB-Haus |
| Manuela            | 36    | 1. Juni 2010                    | 9. August 2010               | 70            | Fünftplatzierte |
| Natascha           | 25    | 14. Juni 2010                   | 9. August 2010               | 57            | Viertplatzierte |
| Oma Anne           | 65    | 7. Juni 2010                    | 9. August 2010               | 64            | Drittplatzierte, bis dahin älteste Bewohnerin aller deutschen Big-Brother-Staffeln                                                                              |
| Marc               | 24    | 14. Juni 2010                   | 10. August 2010              | 58            | Zweitplatzierter |
| Timo               | 27    | 4. Mai 2010                     | 10. August 2010              | 99            | Gewinner, seit 19. Juli vorzeitig fürs Finale qualifiziert |

| Bewohner                     | Bewohner                     | Runde 1 N: 18.01.10 E: 25.01.10                    | Runde 2 N: 01.02.10 E: 08.02.10    | Runde 3 N: 15.02.10 E: 22.02.10                                    | Runde 4 N: 01.03.10 E: 08.03.10 | Runde 5 N: 15.03.10 E: 22.03.10                                              | Runde 6 N: 29.03.10 E: 05.04.10 | Runde 7 N: 12.04.10 E: 19.04.10 | Runde 8 N: 26.04.10 E: 03.05.10 | Runde 9 N: 10.05.10 E: 17.05.10                                  | Runde 10 N: 24.05.10 E: 31.05.10 | Runde 11 N: 07.06.10 E: 14.06.10                                             | Runde 12 N: 21.06.10 E: 28.06.10                           | Runde 13 N: 05.07.10 E: 12.07.10 | Runde 14 N: 12.07.10 E: 19.07.10             | Runde 15 N: 19.07.10 E: 26.07.10                            | Runde 16 N: 26.07.10 E: 02.08.10                        | Finale E: 09.08.10            | Finale E: 09.08.10            |
| ---------------------------- | ---------------------------- | -------------------------------------------------- | ---------------------------------- | ------------------------------------------------------------------ | ------------------------------- | ---------------------------------------------------------------------------- | ------------------------------- | ------------------------------- | ------------------------------- | ---------------------------------------------------------------- | -------------------------------- | ---------------------------------------------------------------------------- | ---------------------------------------------------------- | -------------------------------- | -------------------------------------------- | ----------------------------------------------------------- | ------------------------------------------------------- | ----------------------------- | ----------------------------- |
|                              | Timo                         | nicht im Haus                                      | nicht im Haus                      | nicht im Haus                                                      | nicht im Haus                   | nicht im Haus                                                                | nicht im Haus                   | nicht im Haus                   | nicht im Haus                   | Katrin                                                           | Lilly                            | Sabrina                                                                      | René                                                       | Oma Anne                         | Kristina Timo                                | Oma Anne                                                    | Klaus                                                   | Gewinner                      | Gewinner                      |
| Marc                         | nicht im Haus                | nicht im Haus                                      | nicht im Haus                      | nicht im Haus                                                      | nicht im Haus                   | nicht im Haus                                                                | nicht im Haus                   | nicht im Haus                   | nicht im Haus                   | nicht im Haus                                                    | nicht im Haus                    | Daniel                                                                       | Katrin                                                     | Timo Jenny                       | Jenny                                        | Manuela                                                     | Zweitplatzierter                                        | Zweitplatzierter              |                               |
| Oma Anne                     | nicht im Haus                | nicht im Haus                                      | nicht im Haus                      | nicht im Haus                                                      | nicht im Haus                   | nicht im Haus                                                                | nicht im Haus                   | nicht im Haus                   | nicht im Haus                   | nicht im Haus                                                    | nicht im Haus                    | Kristina                                                                     | Katrin                                                     | Oma Anne Robert                  | Oma Anne                                     | Manuela                                                     | Drittplatzierte                                         | Drittplatzierte               |                               |
| Natascha                     | nicht im Haus                | nicht im Haus                                      | nicht im Haus                      | nicht im Haus                                                      | nicht im Haus                   | nicht im Haus                                                                | nicht im Haus                   | nicht im Haus                   | nicht im Haus                   | nicht im Haus                                                    | nicht im Haus                    | René                                                                         | Oma Anne                                                   | Timo Natascha                    | Oma Anne                                     | Oma Anne                                                    | Viertplatzierte                                         | Viertplatzierte               |                               |
| Manuela                      | nicht im Haus                | nicht im Haus                                      | nicht im Haus                      | nicht im Haus                                                      | nicht im Haus                   | nicht im Haus                                                                | nicht im Haus                   | nicht im Haus                   | nicht im Haus                   | nicht im Haus                                                    | Robert                           | Klaus                                                                        | Katrin                                                     | Manuela Natascha                 | Marc                                         | Marc                                                        | Fünftplatzierte                                         | Fünftplatzierte               |                               |
| SH                           | Klaus                        | befreit                                            | Harald                             | Carlos                                                             | Carlos                          | Jessica                                                                      | Jürgen                          | Eva                             | Uwe Pico                        | Lilly                                                            | Lilly                            | Sabrina                                                                      | Daniel                                                     | Katrin                           | Klaus Timo                                   | Jenny                                                       | Manuela                                                 | rausgewählt (Tag 204)         | rausgewählt (Tag 204)         |
|                              | Jenny                        | nicht im Haus                                      | nicht im Haus                      | Sabrina                                                            | Uwe                             | Uwe                                                                          | Sabrina                         | Aleksandra                      | Klaus Aleksandra                | Klaus Aleks Meike                                                | Klaus                            | Klaus Timo                                                                   | Klaus                                                      | Klaus                            | Klaus Jenny                                  | Marc                                                        | rausgewählt (Tag 197)                                   | rausgewählt (Tag 197)         | rausgewählt (Tag 197)         |
| Robert                       | nicht im Haus                | nicht im Haus                                      | nicht im Haus                      | nicht im Haus                                                      | Jessica                         | Jürgen                                                                       | Sabrina                         | Uwe Pico                        | Pico Meike                      | Pico                                                             | Kristina                         | René                                                                         | Kristina                                                   | Robert Kristina                  | Oma Anne                                     | ausgeschlossen (Tag 193)                                    | ausgeschlossen (Tag 193)                                | ausgeschlossen (Tag 193)      |                               |
| SH                           | Kristina                     | Pisei                                              | Uwe                                | Klaus                                                              | Klaus                           | Uwe                                                                          | Aleksandra                      | Uwe                             | Uwe Robert                      | Meike                                                            | Timo                             | Robert                                                                       | Oma Anne                                                   | Katrin                           | Kristina Timo                                | rausgewählt (Tag 190)                                       | rausgewählt (Tag 190)                                   | rausgewählt (Tag 190)         | rausgewählt (Tag 190)         |
|                              | Katrin                       | nicht im Haus                                      | nicht im Haus                      | nicht im Haus                                                      | nicht im Haus                   | nicht im Haus                                                                | nicht im Haus                   | nicht im Haus                   | nicht im Haus                   | Klaus Meike                                                      | Klaus                            | Kristina                                                                     | René                                                       | Oma Anne                         | rausgewählt (Tag 183)                        | rausgewählt (Tag 183)                                       | rausgewählt (Tag 183)                                   | rausgewählt (Tag 183)         | rausgewählt (Tag 183)         |
| BB                           | Daniel                       | keine Nominierung                                  | Pluto                              | Pluto                                                              | Klaus                           | Klaus Eva                                                                    | Aleksandra                      | Klaus                           | Klaus Uwe                       | Klaus Lilly                                                      | Robert                           | Klaus Robert                                                                 | Klaus                                                      | rausgewählt (Tag 169)            | rausgewählt (Tag 169)                        | rausgewählt (Tag 169)                                       | rausgewählt (Tag 169)                                   | rausgewählt (Tag 169)         | rausgewählt (Tag 169)         |
|                              | René                         | nicht im Haus                                      | nicht im Haus                      | nicht im Haus                                                      | nicht im Haus                   | nicht im Haus                                                                | nicht im Haus                   | nicht im Haus                   | nicht im Haus                   | nicht im Haus                                                    | nicht im Haus                    | Sabrina                                                                      | Daniel                                                     | ausgeschlossen (Tag 163)         | ausgeschlossen (Tag 163)                     | ausgeschlossen (Tag 163)                                    | ausgeschlossen (Tag 163)                                | ausgeschlossen (Tag 163)      | ausgeschlossen (Tag 163)      |
| BB                           | Sabrina                      | keine Nominierung                                  | Iris                               | Klaus                                                              | Klaus                           | Klaus Tobias                                                                 | Robert                          | Eva                             | Robert Uwe                      | Klaus Meike                                                      | Timo                             | Klaus Timo                                                                   | rausgewählt (Tag 155)                                      | rausgewählt (Tag 155)            | rausgewählt (Tag 155)                        | rausgewählt (Tag 155)                                       | rausgewählt (Tag 155)                                   | rausgewählt (Tag 155)         | rausgewählt (Tag 155)         |
|                              | Pico                         | nicht im Haus                                      | nicht im Haus                      | nicht im Haus                                                      | nicht im Haus                   | nicht im Haus                                                                | nicht im Haus                   | Aleksandra                      | Robert Klaus                    | Robert Lilly                                                     | Robert                           | freiwilliger Auszug (Tag 142)                                                | freiwilliger Auszug (Tag 142)                              | freiwilliger Auszug (Tag 142)    | freiwilliger Auszug (Tag 142)                | freiwilliger Auszug (Tag 142)                               | freiwilliger Auszug (Tag 142)                           | freiwilliger Auszug (Tag 142) | freiwilliger Auszug (Tag 142) |
| Lilly                        | nicht im Haus                | nicht im Haus                                      | nicht im Haus                      | nicht im Haus                                                      | nicht im Haus                   | Uwe                                                                          | Uwe                             | Uwe Pico                        | Klaus Meike                     | Klaus                                                            | rausgewählt (Tag 141)            | rausgewählt (Tag 141)                                                        | rausgewählt (Tag 141)                                      | rausgewählt (Tag 141)            | rausgewählt (Tag 141)                        | rausgewählt (Tag 141)                                       | rausgewählt (Tag 141)                                   | rausgewählt (Tag 141)         |                               |
| Aleksandra                   | nicht im Haus                | nicht im Haus                                      | nicht im Haus                      | nicht im Haus                                                      | Uwe                             | Jürgen                                                                       | Eva                             | Uwe Pico                        | Lilly                           | rausgewählt (Tag 127)                                            | rausgewählt (Tag 127)            | rausgewählt (Tag 127)                                                        | rausgewählt (Tag 127)                                      | rausgewählt (Tag 127)            | rausgewählt (Tag 127)                        | rausgewählt (Tag 127)                                       | rausgewählt (Tag 127)                                   | rausgewählt (Tag 127)         |                               |
| Meike                        | nicht im Haus                | nicht im Haus                                      | nicht im Haus                      | nicht im Haus                                                      | nicht im Haus                   | nicht im Haus                                                                | nicht im Haus                   | nicht im Haus                   | Lilly                           | ausgeschlossen (Tag 121)                                         | ausgeschlossen (Tag 121)         | ausgeschlossen (Tag 121)                                                     | ausgeschlossen (Tag 121)                                   | ausgeschlossen (Tag 121)         | ausgeschlossen (Tag 121)                     | ausgeschlossen (Tag 121)                                    | ausgeschlossen (Tag 121)                                | ausgeschlossen (Tag 121)      |                               |
| SH                           | Uwe                          | befreit                                            | Cora                               | Pluto                                                              | Kristina                        | Kristina                                                                     | Aleksandra                      | Klaus                           | Klaus Aleksandra                | rausgewählt (Tag 113)                                            |                                  |                                                                              |                                                            |                                  |                                              |                                                             |                                                         |                               |                               |
|                              | Wissam                       | nicht im Haus                                      | nicht im Haus                      | nicht im Haus                                                      | nicht im Haus                   | nicht im Haus                                                                | nicht im Haus                   | Lilly                           | freiwilliger Auszug (Tag 105)   |                                                                  |                                  |                                                                              |                                                            |                                  |                                              |                                                             |                                                         |                               |                               |
| Anne                         | nicht im Haus                | nicht im Haus                                      | nicht im Haus                      | nicht im Haus                                                      | Sabrina                         | Robert                                                                       | Aleksandra                      | freiwilliger Auszug (Tag 99)    |                                 |                                                                  |                                  |                                                                              |                                                            |                                  |                                              |                                                             |                                                         |                               |                               |
| SH                           | Eva                          | Pisei                                              | Sabrina                            | Pluto                                                              | Klaus                           | Klaus Sabrina                                                                | Aleksandra                      | Klaus                           | rausgewählt (Tag 99)            |                                                                  |                                  |                                                                              |                                                            |                                  |                                              |                                                             |                                                         |                               |                               |
|                              | Jürgen                       | nicht im Haus                                      | nicht im Haus                      | nicht im Haus                                                      | nicht im Haus                   | Eva                                                                          | Aleksandra                      | rausgewählt (Tag 85)            |                                 |                                                                  |                                  |                                                                              |                                                            |                                  |                                              |                                                             |                                                         |                               |                               |
| Jessica                      | nicht im Haus                | Sabrina                                            | Klaus                              | Klaus                                                              | Klaus Uwe                       | rausgewählt (Tag 71)                                                         |                                 |                                 |                                 |                                                                  |                                  |                                                                              |                                                            |                                  |                                              |                                                             |                                                         |                               |                               |
| BB                           | Tobias                       | keine Nominierung                                  | Iris                               | Pluto                                                              | Klaus                           | Klaus Jenny                                                                  | freiwilliger Auszug (Tag 68)    |                                 |                                 |                                                                  |                                  |                                                                              |                                                            |                                  |                                              |                                                             |                                                         |                               |                               |
| SH                           | Cora                         | Pisei                                              | Iris                               | Pluto                                                              | Klaus                           | freiwilliger Auszug (Tag 58)                                                 |                                 |                                 |                                 |                                                                  |                                  |                                                                              |                                                            |                                  |                                              |                                                             |                                                         |                               |                               |
| BB                           | Carlos                       | keine Nominierung                                  | Iris                               | Klaus                                                              | Klaus                           | rausgewählt (Tag 57)                                                         |                                 |                                 |                                 |                                                                  |                                  |                                                                              |                                                            |                                  |                                              |                                                             |                                                         |                               |                               |
| SH                           | Iris                         | Pisei                                              | Harald                             | Carlos                                                             | ausgeschlossen (Tag 45)         |                                                                              |                                 |                                 |                                 |                                                                  |                                  |                                                                              |                                                            |                                  |                                              |                                                             |                                                         |                               |                               |
| BB                           | Pluto                        | keine Nominierung                                  | Iris                               | Iris                                                               | rausgewählt (Tag 43)            |                                                                              |                                 |                                 |                                 |                                                                  |                                  |                                                                              |                                                            |                                  |                                              |                                                             |                                                         |                               |                               |
| BB                           | Harald                       | keine Nominierung                                  | Iris                               | rausgewählt (Tag 29)                                               |                                 |                                                                              |                                 |                                 |                                 |                                                                  |                                  |                                                                              |                                                            |                                  |                                              |                                                             |                                                         |                               |                               |
| BB                           | Micaela                      | keine Nominierung                                  | freiwilliger Auszug (Tag 16)       |                                                                    |                                 |                                                                              |                                 |                                 |                                 |                                                                  |                                  |                                                                              |                                                            |                                  |                                              |                                                             |                                                         |                               |                               |
| SH                           | Pisei                        | Cora                                               | freiwilliger Auszug (Tag 16)       |                                                                    |                                 |                                                                              |                                 |                                 |                                 |                                                                  |                                  |                                                                              |                                                            |                                  |                                              |                                                             |                                                         |                               |                               |
| BB                           | Horst                        | freiwilliger Auszug (Tag 2)                        |                                    |                                                                    |                                 |                                                                              |                                 |                                 |                                 |                                                                  |                                  |                                                                              |                                                            |                                  |                                              |                                                             |                                                         |                               |                               |
|                              |                              | Runde 1 bis 25.01.10                               | Runde 2 bis 08.02.10               | Runde 3 bis 22.02.10                                               | Runde 4 bis 08.03.10            | Runde 5 bis 22.03.10                                                         | Runde 6 bis 05.04.10            | Runde 7 bis 19.04.10            | Runde 8 bis 03.05.10            | Runde 9 bis 17.05.10                                             | Runde 10 bis 31.05.10            | Runde 11 bis 14.06.10                                                        | Runde 12 bis 28.06.10                                      | Runde 13 bis 12.07.10            | Runde 14 bis 19.07.10                        | Runde 15 bis 26.07.10                                       | Runde 16 bis 02.08.10                                   | Finale bis 09.08.10           | Finale bis 09.08.10           |
| freiwilliger Auszug Rauswurf | freiwilliger Auszug Rauswurf | Horst, Cora freiwilliger Auszug, Cora Wiedereinzug | Micaela, Pisei freiwilliger Auszug |                                                                    | Iris Rauswurf (Regelverstoß)    | Cora, Tobias freiwilliger Auszug                                             |                                 | Anne freiwilliger Auszug        | Wissam freiwilliger Auszug      | Meike Rauswurf (geheime Absprache)                               |                                  | Pico freiwilliger Auszug                                                     | René Rauswurf (wegen pietätloser Nominierungs- begründung) |                                  |                                              | Robert Rauswurf (wegen Ermittlungen der Staatsanwaltschaft) |                                                         |                               |                               |
| Nominierungsschutz           | Nominierungsschutz           |                                                    |                                    | Iris wäre geschützt gewesen (Streichung nach Ende der Nominierung) |                                 | Klaus (während der Nominierung musste ein anderer Bewohner nominiert werden) |                                 |                                 |                                 | alle Männer (dies wurde erst während der Nominierung mitgeteilt) |                                  | Klaus (während der Nominierung musste ein anderer Bewohner nominiert werden) | Timo (durch Robert geschützt)                              |                                  |                                              | Timo am 19. Juli 2010 mit 73,5 % für das Finale gewählt     | Timo am 19. Juli 2010 mit 73,5 % für das Finale gewählt |                               |                               |
| nominiert                    | nominiert                    | Cora Eva Iris Kristina Pisei                       | Harald Iris Sabrina                | Pluto Klaus                                                        | Klaus Carlos Kristina Uwe       | Uwe Sabrina Jessica Eva                                                      | Aleksandra Jürgen               | Aleksandra Eva Klaus            | Uwe Klaus Pico                  | Aleksandra (durch Uwe am 3. Mai 2010) Meike Lilly                | Klaus Lilly Robert Timo          | Robert Sabrina                                                               | René Daniel Klaus                                          | Katrin Oma Anne                  | Timo Kristina                                | Oma Anne Jenny Marc                                         | Manuela Oma Anne Klaus Marc                             |                               |                               |
| rausgewählt                  | rausgewählt                  | Pisei 4 Nominierungen Einzug ins BB-Haus           | Harald 66,1 % rausgewählt          | Pluto 70,9 % rausgewählt                                           | Carlos 80,4 % rausgewählt       | Jessica 90,8 % rausgewählt                                                   | Jürgen 71,5 % rausgewählt       | Eva 52,6 % rausgewählt          | Uwe 63,1 % rausgewählt          | Aleksandra 50,4 % rausgewählt                                    | Lilly 79,2 % rausgewählt         | Sabrina 86,5 % rausgewählt                                                   | Daniel 72,5 % rausgewählt                                  | Katrin 53,1 % rausgewählt        | Kristina 26,5 % nicht für das Finale gewählt | Jenny 58,6 % rausgewählt                                    | Klaus 53,2 % rausgewählt                                | Manuela 3,6 % (von 5)         | Natascha 6,9 % (von 5)        |
| rausgewählt                  | rausgewählt                  | Pisei 4 Nominierungen Einzug ins BB-Haus           | Harald 66,1 % rausgewählt          | Pluto 70,9 % rausgewählt                                           | Carlos 80,4 % rausgewählt       | Jessica 90,8 % rausgewählt                                                   | Jürgen 71,5 % rausgewählt       | Eva 52,6 % rausgewählt          | Uwe 63,1 % rausgewählt          | Aleksandra 50,4 % rausgewählt                                    | Lilly 79,2 % rausgewählt         | Sabrina 86,5 % rausgewählt                                                   | Daniel 72,5 % rausgewählt                                  | Katrin 53,1 % rausgewählt        | Kristina 26,5 % nicht für das Finale gewählt | Jenny 58,6 % rausgewählt                                    | Klaus 53,2 % rausgewählt                                | Oma Anne 7,9 % (von 3)        | Marc 24,8 % (von 2)           |
| rausgewählt                  | rausgewählt                  | Pisei 4 Nominierungen Einzug ins BB-Haus           | Harald 66,1 % rausgewählt          | Pluto 70,9 % rausgewählt                                           | Carlos 80,4 % rausgewählt       | Jessica 90,8 % rausgewählt                                                   | Jürgen 71,5 % rausgewählt       | Eva 52,6 % rausgewählt          | Uwe 63,1 % rausgewählt          | Aleksandra 50,4 % rausgewählt                                    | Lilly 79,2 % rausgewählt         | Sabrina 86,5 % rausgewählt                                                   | Daniel 72,5 % rausgewählt                                  | Katrin 53,1 % rausgewählt        | Kristina 26,5 % nicht für das Finale gewählt | Jenny 58,6 % rausgewählt                                    | Klaus 53,2 % rausgewählt                                | Timo 75,2 % (von 2)           |                               |

BB = Start im BB-Haus, SH = Start im Secret-Haus, N = Nominierungsdatum, E = „Entscheidungs“datum
| Name            | Einzug                 | Auszug                 | Bemerkung                                                    |
| --------------- | ---------------------- | ---------------------- | ------------------------------------------------------------ |
| Lorielle London | 14. März 24. Juni 2010 | 15. März 24. Juni 2010 | während des Weihnachtsspecials als Weihnachtsfrau verkleidet |
| Ross Antony     | 26. Juli 2010          | 27. Juli 2010          | blieb nur eine Stunde                                        |

### 11. Staffel

Das Logo der 11. deutschen Big-Brother-Staffel

Die elfte Staffel startete am 2. Mai 2011 mit dem Untertitel „The Secret“ und sollte 100 Tage dauern. Das Finale war für den 8. August 2011 geplant. Am 30. Juni 2011 gab Endemol bekannt, dass Big Brother 11 um 35 Tage verlängert wird und das Finale am 12. September stattfand. Aleksandra Bechtel moderierte diese Staffel. Die Eröffnungsshow wurde von Sonja Zietlow moderiert, da sich Bechtel zu diesem Zeitpunkt noch in Mutterschutz befand. Wie bereits in der ersten Staffel wurde erneut Leb! von Die 3. Generation als Titellied verwendet.
15 Bewohner lebten im Haus. Am Ende gewann der Sieger Rayo 125.000 Euro. Das Motto der elften Staffel hieß „The Secret“. Das besondere an dieser Staffel war ein neues Element, das Endemol erstmals einführte. Jeder Bewohner, der ins Haus einzog, hatte ein individuelles Geheimnis, das es zu bewahren galt. Deckte ein Bewohner das Geheimnis eines Mitbewohners auf, so erhielt er ein „Goldenes Ticket“ für das Finale und war somit vor Nominierungen sicher. Dieses behielt er so lange, bis ein anderer Bewohner ein anderes Geheimnis aufgedeckt hatte. Wurde das Geheimnis eines Bewohners aufgedeckt, so war dieser automatisch auf der Nominierungsliste. Das Gleiche geschah, wenn jemand versuchte, das Geheimnis zu lösen, jedoch falsch lag.
Gewonnen hatte Rayo mit 53,9 % der Anrufer. Als zweite platzierten die Zuschauer Daggy 46,1 %. Dritter wurde Leon mit 22,5 %. Vierter Cosimo mit 18,5 % und fünfter Benny mit 6,2 %.
| Name | aus            | Alter | Einzug                      | Auszug                            | Tage im Haus | Geheimnis                                             | Bemerkungen |
| --- | -------------- | ----- | --------------------------- | --------------------------------- | ------------ | ----------------------------------------------------- | --- |
| Tim Tschirch | Kamen          | 24    | 3. Mai 2011                 | 14. Mai 2011                      | 12           | Hat eine zweite, tiefe Stimme                         | Von den Zuschauern ins Haus gewählt, freiwilliger Auszug |
| Hedia Quirhani | Siegen         | 22    | 2. Mai 2011                 | 23. Mai 2011                      | 22           | Ist Jungfrau                                          | |
| René Kirsten | Leipzig        | 25    | 2. Mai 2011                 | 4. Juni 2011                      | 34           | War Mister Sachsen 2005                               | Rauswurf wegen politisch unkorrekten Verhaltens |
| David Ortega | Dortmund       | 25    | 2. Mai 2011                 | 6. Juni 2011                      | 36           | War früher Mobbingopfer wegen seiner Leibesfülle      | Bekannt als Model, später als Gast im Haus |
| Valencia Vintage (gebürtig Florian Stöhr)                                                                                                   | Köln           | 21    | 2. Mai 2011                 | 13. Juni 2011                     | 43           | War im Jugendknast                                    | Transsexuell, bekannt aus vielen Boulevardmagazinen, Lebensgefährtin von Florian, freiwilliger Auszug, später als Gast im Haus |
| Jasmin Rapior | Bad Vilbel     | 21    | 2. Mai 2011                 | 20. Juni 2011                     | 50           | Ist eine gläubige Christin                            | |
| Jordan Kane (eigentlich Michelle Brüse) | Freirachdorf   | 18    | 2. Mai 2011 6. Juni 2011    | 2. Juni 2011 21. Juni 2011        | 32 16 (Σ 48) | Hat eine Spinnenphobie                                | Freiwilliger Auszug, Wiedereinzug nach Zuschauer-Voting, erneut freiwilliger Auszug, später als Gast im Haus |
| Barry «Tiger» Hammerschmidt | Berlin         | 21    | 16. Mai 2011                | 4. Juli 2011                      | 50           | Stammt von einem Zulu-Häuptling ab                    | Zog als Ersatz für Tim T. ins Haus ein. Er war einer der vier Kandidaten, die von den Zuschauern ins Haus gewählt werden konnten |
| Lisa Bund | Frankfurt/Main | 22    | 2. Mai 2011                 | 11. Juli 2011                     | 71           | Hat den Tick, alles dreimal machen zu müssen          | Drittplatzierte bei Deutschland sucht den Superstar und Teilnehmerin beim Dschungelcamp, freiwilliger Auszug |
| Tim „Timmy“ Hohlstein | Berlin         | 26    | 2. Mai 2011                 | 18. Juli 2011                     | 78           | Ist der Ehemann von Fabienne                          | |
| Fabienne Hohlstein | Berlin         | 26    | 2. Mai 2011                 | 18. Juli 2011                     | 78           | Ist die Ehefrau von Timmy                             | Zog zusammen mit ihrem Ehemann freiwillig aus dem Haus aus. |
| Alex Nad | Waghäusel      | 26    | 4. Juli 2011                | 20. Juli 2011                     | 17           | Hat seit acht Jahren kein Handy mehr                  | Freiwilliger Auszug |
| Benson Aksoy | Essen          | 34    | 4. Juli 2011                | 1. August 2011                    | 29           | Hat einen Schuh-Tick und besitzt über 500 Paar Schuhe | Teilnehmerin an der Reallifeshow Jumbos Würstchenmillionär, Frauentausch sowie Das perfekte Dinner |
| Florian Wess | Köln           | 26    | 24. Mai 2011 8. August 2011 | 27. Juli 2011 15. August 2011     | 65 8 (Σ 73)  | Betreut ehrenamtlich behinderte Menschen              | Lebensgefährte von Valencia, Sohn der „Botox-Boys“ (Arnold und Oskar Wess), freiwilliger Auszug, Wiedereinzug nach Zuschauer-Voting |
| Steve Brauer | Gera           | 26    | 2. Mai 2011                 | 22. August 2011                   | 113          | Ist der „Maulwurf“                                    | Er sollte auf Wunsch von Big Brother dreimal seine Dienste als „Maulwurf“ anbieten und Aufträge ausführen, ohne enttarnt zu werden. Ansonsten ist er ein normaler Bewohner. Sein Geheimnis wurde von Big Brother selbst gelöst, da er Hinweise darauf gab, konnte jedoch weiterhin gebuzzert werden |
| Ingrid Pavic | München        | 25    | 2. Mai 2011                 | 29. August 2011                   | 120          | Hat Angst im Dunkeln                                  | Bekannt aus Boulevard-Magazin Taff, It-Girl |
| Jaquelina Charline Meys | Remscheid      | 20    | 11. Juli 2011               | 5. September 2011                 | 57           | Sie schielt bei Stress                                | |
| Benny Kieckhäben | Worms          | 21    | 4. Juli 2011 8. August 2011 | 3. August 2011 12. September 2011 | 31 36 (Σ 67) | Ist der neue „Maulwurf“ im Haus.                      | Fünftplatzierter bei Deutschland sucht den Superstar, Teilnehmer bei Das perfekte Promi-Dinner, freiwilliger Auszug, Wiedereinzug nach Zuschauer-Voting, Fünftplatzierter |
| Cosimo Citiolo | Stuttgart      | 29    | 2. Mai 2011                 | 12. September 2011                | 132          | Ist Briefmarkensammler                                | Bekannt durch Castings bei Deutschland sucht den Superstar, seit dem 22. August 2011 fürs Finale qualifiziert, Viertplatzierter |
| Leon Valjé (eigentlich Heiko Kuhrmann) | Hamburg        | 34    | 4. Juli 2011                | 12. September 2011                | 71           | Floh mit vier Jahren aus der DDR                      | Gehörte zu den 30 Einzugskandidaten, Drittplatzierter |
| Dagmar „Daggy“ Szlachta | Hemer          | 31    | 2. Mai 2011                 | 13. September 2011                | 135          | War abgebildet auf 500.000 Trinkflaschen              | Zweitplatzierte |
| Rayo di Sole (eigentlich Marc Sonnen) | Lochum         | 27    | 2. Mai 2011                 | 13. September 2011                | 135          | Ist mit seinem Schutzengel 'Circil' eingezogen        | Gewinner |
| Anmerkungen: 1. Das Secret wurde gelöst Das Secret wurde von Big Brother verkündet Das Secret wurde nicht gelöst, bevor der Bewohner auszog |                |       |                             |                                   |              |                                                       | |

| Rayo                                 | Jordan                                                               | Jordan                                                               | Jordan                                                            | Jordan                                                            | Timmy                                           | Barry                        | Timmy                                 | Benson                                | Florian                                 | Florian                                 | Ingrid                           | Jaquelina Benny              | Gewinner                     | Gewinner                     |                       |                       |                       |
| Daggy                                | Rayo                                                                 | Rayo                                                                 | Rayo                                                              | Rayo                                                              | Rayo                                            | Rayo                         | Alex                                  | Benson                                | Leon                                    | Leon                                    | Leon                             | Jaquelina Leon               | Zweitplatzierte              | Zweitplatzierte              |                       |                       |                       |
| Leon                                 | nicht im Haus                                                        | nicht im Haus                                                        | nicht im Haus                                                     | nicht im Haus                                                     | nicht im Haus                                   | nicht im Haus                | Benny                                 | Benson                                | Ingrid                                  | Ingrid                                  | Ingrid                           | Daggy Benny                  | Drittplatzierter             | Drittplatzierter             |                       |                       |                       |
| Cosimo                               | Fabienne                                                             | Fabienne                                                             | Jordan                                                            | Jordan                                                            | Florian                                         | Florian                      | Timmy                                 | Jaquelina                             | Jaquelina                               | Jaquelina                               | Leon                             | Jaquelina Leon               | Viertplatzierter             | Viertplatzierter             |                       |                       |                       |
| Benny                                | nicht im Haus                                                        | nicht im Haus                                                        | nicht im Haus                                                     | nicht im Haus                                                     | nicht im Haus                                   | nicht im Haus                | Alex                                  | Leon                                  | Jaquelina                               | Jaquelina                               | Leon                             | Jaquelina Leon               | Fünftplatzierter             | Fünftplatzierter             |                       |                       |                       |
| Jaquelina                            | nicht im Haus                                                        | nicht im Haus                                                        | nicht im Haus                                                     | nicht im Haus                                                     | nicht im Haus                                   | nicht im Haus                | nicht im Haus                         | Benson                                | Florian                                 | Florian                                 | Benny                            | Leon Benny                   | rausgewählt (Tag 127)        | rausgewählt (Tag 127)        | rausgewählt (Tag 127) | rausgewählt (Tag 127) | rausgewählt (Tag 127) |
| Ingrid                               | Fabienne                                                             | Fabienne                                                             | David                                                             | David                                                             | Steve                                           | Cosimo                       | Timmy                                 | Leon                                  | Leon                                    | Leon                                    | Leon                             | rausgewählt (Tag 120)        | rausgewählt (Tag 120)        | rausgewählt (Tag 120)        | rausgewählt (Tag 120) | rausgewählt (Tag 120) | rausgewählt (Tag 120) |
| Steve                                | Jordan                                                               | Jordan                                                               | Jordan                                                            | Jordan                                                            | Rayo                                            | Ingrid                       | Benny                                 | Jaquelina                             | Jaquelina                               | Jaquelina                               | rausgewählt (Tag 113)            | rausgewählt (Tag 113)        | rausgewählt (Tag 113)        | rausgewählt (Tag 113)        | rausgewählt (Tag 113) | rausgewählt (Tag 113) | rausgewählt (Tag 113) |
| Florian                              | nicht im Haus                                                        | nicht im Haus                                                        | David                                                             | David                                                             | Daggy                                           | Barry                        | Timmy                                 | Jaquelina                             | Daggy                                   | Daggy                                   | rausgewählt (Tag 106)            | rausgewählt (Tag 106)        | rausgewählt (Tag 106)        | rausgewählt (Tag 106)        | rausgewählt (Tag 106) | rausgewählt (Tag 106) | rausgewählt (Tag 106) |
| Benson                               | nicht im Haus                                                        | nicht im Haus                                                        | nicht im Haus                                                     | nicht im Haus                                                     | nicht im Haus                                   | nicht im Haus                | Alex                                  | Jaquelina                             | rausgewählt (Tag 92)                    | rausgewählt (Tag 92)                    | rausgewählt (Tag 92)             | rausgewählt (Tag 92)         | rausgewählt (Tag 92)         | rausgewählt (Tag 92)         |                       |                       |                       |
| Alex                                 | nicht im Haus                                                        | nicht im Haus                                                        | nicht im Haus                                                     | nicht im Haus                                                     | nicht im Haus                                   | nicht im Haus                | Benny                                 | freiwilliger Auszug (Tag 80)          | freiwilliger Auszug (Tag 80)            | freiwilliger Auszug (Tag 80)            | freiwilliger Auszug (Tag 80)     | freiwilliger Auszug (Tag 80) | freiwilliger Auszug (Tag 80) | freiwilliger Auszug (Tag 80) |                       |                       |                       |
| Fabienne                             | Rayo                                                                 | Rayo                                                                 | Rayo                                                              | Rayo                                                              | Rayo                                            | Rayo                         | Florian                               | freiwilliger Auszug (Tag 78)          | freiwilliger Auszug (Tag 78)            | freiwilliger Auszug (Tag 78)            | freiwilliger Auszug (Tag 78)     | freiwilliger Auszug (Tag 78) | freiwilliger Auszug (Tag 78) | freiwilliger Auszug (Tag 78) |                       |                       |                       |
| Timmy                                | Rayo                                                                 | Rayo                                                                 | Rayo                                                              | Rayo                                                              | Rayo                                            | Ingrid                       | Florian                               | rausgewählt (Tag 78)                  | rausgewählt (Tag 78)                    | rausgewählt (Tag 78)                    | rausgewählt (Tag 78)             | rausgewählt (Tag 78)         | rausgewählt (Tag 78)         | rausgewählt (Tag 78)         |                       |                       |                       |
| Lisa                                 | Fabienne                                                             | Fabienne                                                             | David                                                             | David                                                             | Rayo                                            | Barry                        | freiwilliger Auszug (Tag 71)          | freiwilliger Auszug (Tag 71)          | freiwilliger Auszug (Tag 71)            | freiwilliger Auszug (Tag 71)            | freiwilliger Auszug (Tag 71)     | freiwilliger Auszug (Tag 71) | freiwilliger Auszug (Tag 71) | freiwilliger Auszug (Tag 71) |                       |                       |                       |
| Barry                                | nicht im Haus                                                        | nicht im Haus                                                        | Rayo                                                              | Rayo                                                              | Florian                                         | Lisa                         | rausgewählt (Tag 64)                  | rausgewählt (Tag 64)                  | rausgewählt (Tag 64)                    | rausgewählt (Tag 64)                    | rausgewählt (Tag 64)             | rausgewählt (Tag 64)         | rausgewählt (Tag 64)         | rausgewählt (Tag 64)         |                       |                       |                       |
| Jordan                               | Fabienne                                                             | Fabienne                                                             | David                                                             | David                                                             | Lisa                                            | freiwilliger Auszug (Tag 51) | freiwilliger Auszug (Tag 51)          | freiwilliger Auszug (Tag 51)          | freiwilliger Auszug (Tag 51)            | freiwilliger Auszug (Tag 51)            | freiwilliger Auszug (Tag 51)     | freiwilliger Auszug (Tag 51) | freiwilliger Auszug (Tag 51) | freiwilliger Auszug (Tag 51) |                       |                       |                       |
| Jasmin                               | Fabienne                                                             | Fabienne                                                             | René                                                              | René                                                              | Cosimo                                          | rausgewählt (Tag 50)         | rausgewählt (Tag 50)                  | rausgewählt (Tag 50)                  | rausgewählt (Tag 50)                    | rausgewählt (Tag 50)                    | rausgewählt (Tag 50)             | rausgewählt (Tag 50)         | rausgewählt (Tag 50)         | rausgewählt (Tag 50)         |                       |                       |                       |
| Valencia                             | Steve                                                                | Steve                                                                | David                                                             | David                                                             | freiwilliger Auszug (Tag 43)                    |                              |                                       |                                       |                                         |                                         |                                  |                              |                              |                              |                       |                       |                       |
| David                                | Fabienne                                                             | Fabienne                                                             | Jordan                                                            | Jordan                                                            | rausgewählt (Tag 36)                            |                              |                                       |                                       |                                         |                                         |                                  |                              |                              |                              |                       |                       |                       |
| René                                 | Rayo                                                                 | Rayo                                                                 | Rayo                                                              | Rayo                                                              | ausgeschlossen (Tag 34)                         |                              |                                       |                                       |                                         |                                         |                                  |                              |                              |                              |                       |                       |                       |
| Hedia                                | Lisa                                                                 | Lisa                                                                 | rausgewählt (Tag 22)                                              |                                                                   |                                                 |                              |                                       |                                       |                                         |                                         |                                  |                              |                              |                              |                       |                       |                       |
| Tim                                  | freiwilliger Auszug (Tag 13)                                         |                                                                      |                                                                   |                                                                   |                                                 |                              |                                       |                                       |                                         |                                         |                                  |                              |                              |                              |                       |                       |                       |
|                                      | Runde 1 bis 23.05.11                                                 | Runde 1 bis 23.05.11                                                 | Runde 2 bis 06.06.11                                              | Runde 2 bis 06.06.11                                              | Runde 3 bis 20.06.11                            | Runde 4 bis 04.07.11         | Runde 5 bis 18.07.11                  | Runde 6 bis 01.08.11                  | Runde 7 bis 15.08.11                    | Runde 7 bis 15.08.11                    | Runde 8 bis 29.08.11             | Runde 9 bis 05.09.11         | Finale am 12.09.11           | Finale am 12.09.11           |                       |                       |                       |
| Freiwilliger Auszug                  | Tim                                                                  | Tim                                                                  | Jordan                                                            | Jordan                                                            | Valencia                                        | Jordan                       | Lisa Fabienne                         | Alex Florian                          | Benny                                   | Benny                                   |                                  |                              |                              |                              |                       |                       |                       |
| Rauswurf                             |                                                                      |                                                                      | René                                                              | René                                                              |                                                 |                              |                                       |                                       |                                         |                                         |                                  |                              |                              |                              |                       |                       |                       |
| Nominierungs- schutz                 | Hedia (W) Tims Geheimnis erraten                                     | René (W) Hedias Geheimnis erraten                                    | Ingrid (W) Valencias Geheimnis erraten                            | Daggy (W) Fabiennes und Timmys Geheimnis erraten                  | René.(W) Jordans Geheimnis erraten              |                              | Cosimo (W). Ingrids Geheimnis erraten | Cosimo (W). Ingrids Geheimnis erraten | Cosimo Bensons Geheimnis erraten        | Cosimo Bensons Geheimnis erraten        | Cosimo Bensons Geheimnis erraten | Cosimo Finalticket           |                              |                              |                       |                       |                       |
| Nominierungs- schutz                 | Hedia (W) Tims Geheimnis erraten                                     | René (W) Hedias Geheimnis erraten                                    | Jasmin (W) Lisas Geheimnis erraten                                | Jasmin (W) Lisas Geheimnis erraten                                | René.(W) Jordans Geheimnis erraten              | Alle Frauen                  |                                       | Rayo (W). Bennys Geheimnis erraten    | Rayo (W). Bennys Geheimnis erraten      | Jaquelina „Schlüssel der Versuchung“    |                                  | Cosimo Finalticket           |                              |                              |                       |                       |                       |
| Nominiert                            | Tim (F, S) Timmy (F) Valencia (F) Jasmin (F) Hedia (F) Fabienne Rayo | Tim (F, S) Timmy (F) Valencia (F) Jasmin (F) Hedia (F) Fabienne Rayo | Valencia (S) Fabienne (S) Timmy (S) Steve (S) Lisa (S) David Rayo | Valencia (S) Fabienne (S) Timmy (S) Steve (S) Lisa (S) David Rayo | Jordan (S) Valencia.(F) Jasmin (F) Rayo Florian | Barry Rayo Ingrid            | Ingrid (S) Alex Timmy                 | Ingrid (F) Benson Jaquelina           | Benny Benson (S) Jaquelina Florian Leon | Benny Benson (S) Jaquelina Florian Leon | Benny (S) Steve Ingrid Leon      | Jaquelina Leon Benny         |                              |                              |                       |                       |                       |
| Rauswahl                             | Hedia 89,0 % rausgewählt                                             | Hedia 89,0 % rausgewählt                                             | David 41,0 % rausgewählt                                          | David 41,0 % rausgewählt                                          | Jasmin 51,0 % rausgewählt                       | Barry 66,0 % rausgewählt     | Timmy 73,0 % rausgewählt              | Benson 83,0 % rausgewählt             | Florian 71,0 % rausgewählt              | Florian 71,0 % rausgewählt              | Ingrid 69,0 % rausgewählt        | Jaquelina 59,0 % rausgewählt | Benny 6,2 % (von 5)          | Cosimo 18,5 % (von 4)        |                       |                       |                       |
| Rauswahl                             | Hedia 89,0 % rausgewählt                                             | Hedia 89,0 % rausgewählt                                             | David 41,0 % rausgewählt                                          | David 41,0 % rausgewählt                                          | Jasmin 51,0 % rausgewählt                       | Barry 66,0 % rausgewählt     | Timmy 73,0 % rausgewählt              | Benson 83,0 % rausgewählt             | Florian 71,0 % rausgewählt              | Florian 71,0 % rausgewählt              | Ingrid 69,0 % rausgewählt        | Jaquelina 59,0 % rausgewählt | Leon 22,5 % (von 3)          | Daggy 46,1 % (von 2)         |                       |                       |                       |
| Rauswahl                             | Hedia 89,0 % rausgewählt                                             | Hedia 89,0 % rausgewählt                                             | David 41,0 % rausgewählt                                          | David 41,0 % rausgewählt                                          | Jasmin 51,0 % rausgewählt                       | Barry 66,0 % rausgewählt     | Timmy 73,0 % rausgewählt              | Benson 83,0 % rausgewählt             | Florian 71,0 % rausgewählt              | Florian 71,0 % rausgewählt              | Ingrid 69,0 % rausgewählt        | Jaquelina 59,0 % rausgewählt | Rayo 53,9 % (von 2)          |                              |                       |                       |                       |
| Anmerkungen: 1. 2. 3. 4. 5. 6. 7. 8. |                                                                      |                                                                      |                                                                   |                                                                   |                                                 |                              |                                       |                                       |                                         |                                         |                                  |                              |                              |                              |                       |                       |                       |

N = Nominierungsdatum, E = „Entscheidungs“datum, S = Secret wurde gelöst, F = Fehlgeschlagener Lösungsversuch, W = Musste das Finalticket weitergeben
| Name                                   | Einzug            | Auszug            | Bemerkung |
| -------------------------------------- | ----------------- | ----------------- | --- |
| Salvatore aus Duisburg                 | 20. Juni 2011     | 21. Juni 2011     | Der Gewinner des Treffens mit Jordan durfte eine Nacht im Haus verbringen. |
| Annina Ucatis                          | 24. Juni 2011     | 24. Juni 2011     | Die Bewohnerin der neunten Big Brother Staffel zog zum Big-Brother-Weihnachtsfest als Weihnachtsfrau ins Big-Brother-Haus ein und überraschte die Bewohner mit Geschenken. |
| Isabelle aus Dresden                   | 12. Juli 2011     | 14. Juli 2011     | Die Gewinnerin des Treffens mit Steve durfte zunächst eine Nacht im Haus verbringen. Die Besuchszeit wurde bis 14. Juli verlängert. Isabelle war bereits Teilnehmerin an der zweiten Staffel der Erotik-Sendung Deutschland sucht das Sexy Sport Clips Model und erreichte dort den zweiten Platz. |
| Valencia Vintage                       | 27. Juli 2011     | 27. Juli 2011     | Die Ex-Bewohnerin zog für unbestimmte Zeit als Gast ins Haus ein, nachdem eine Umfrage unter den derzeitigen Bewohnern im Haus zu ihren Gunsten verlief. Am selben Tag zog sie wieder mit ihrem Verlobten aus. |
| Jordan Kane & David Ortega             | 8. August 2011    | 15. August 2011   | Die beiden Ex-Bewohner zogen während der „Heidi-Woche“ als Gutsherr und -herrin ins Haus, um die Bewohner bei ihrem Wochenmotto zu unterstützen und zu kontrollieren. Während ihres Aufenthaltes dient ihnen Cosimo als Knecht, der für sie kochen, putzen, waschen etc. muss. Ebenfalls dürfen sie als einzige (mit Cosimo aufgrund von gesundheitlichen Beschwerden) im Haus übernachten. |
| Gina-Lisa Lohfink                      | 15. August 2011   | 16. August 2011   | Zum Abschluss der „Heidi-Woche“ zog Gina-Lisa Lohfink als Übernachtungsgast ins Big-Brother-Haus ein und überraschte die Bewohner während der Liveshow. Zusätzlich erhielt sie den „Schlüssel der Versuchung“, den sie bei ihrem Einzug an einen Bewohner vergeben durfte. Dieser schützt den Besitzer des Schlüssels vor der letzten Nominierung. Dieser Schutz hat jedoch eine Konsequenz: Der Inhaber des Schlüssels muss einen anderen Bewohner auf die Nominierungsliste setzen. |
| Ross Antony                            | 20. August 2011   | 21. August 2011   | Zu Auflockerung des harten Big-Brother-Alltags schickte Big Brother Ross Antony als „geheimen“ Gast ins Big-Brother-Haus. Ingrid Aufgabe war es Ross vor den anderen Bewohnern zu verstecken und ihm jegliche Wünsche zu erfüllen (z. B. Spaß im Pool, Essen, Toilettengänge etc.) Die anderen Bewohner wurden jedoch von Big Brother in die Aktion eingeweiht und sollten mitspielen. Wenn sie dies durchhielten gewährte Big Brother ihnen eine kleine Überraschung. Nachdem Ingrid die Aufgabe verlor, gab Big Brother bekannt, dass Ross bis zum nächsten Abend im Haus sein werde und zu seinen Ehren eine kleine Party organisiert wird. |
| Nadja Abd el Farrag                    | 29. August 2011   | 1. September 2011 | Während der Liveshow trat Abd el Farrag als Studiogast auf und entschied die Wochenaufgabe für bestanden. Danach zog sie als Gast für 3,5 Tage ins Haus ein. Kurz nach ihrem Einzug musste Ingrid das Haus verlassen und es wurde nominiert. |
| Lisa Bund, Jasmin Rapior, Benson Aksoy | 5. September 2011 | 9. September 2011 | Als Unterstützung für die fünf Finalisten zogen die drei Ex-Bewohnerinnen für einige Tage ins Haus ein und berichteten den Finalisten von ihren Eindrücken und dem erlebten aus dem Haus. Des Öfteren kam es zu Streitigkeiten, da die Ex-Bewohner einige sehr ehrliche Meinungen preisgaben. |

### 12. Staffel

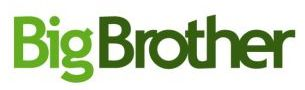
Das Logo der 12. deutschen Big-Brother-Staffel

Vier Jahre nach der letzten RTL2-Staffel strahlte sixx eine reguläre Big-Brother-Staffel ohne prominente Bewohner aus. Start der 12. Staffel war am 22. September 2015. Dreizehn Bewohner zogen für 92 Tage in das neue Big-Brother-Haus in Köln. Staffelende war somit am 22. Dezember 2015.
Wie Jochen Bendel in der Webshow der dritten Promi-Big-Brother-Staffel bestätigt hat, gab es wie in den früheren Staffeln nur einen Wohnbereich. Dies wurde auf Wunsch vieler Fans umgesetzt. Titelsong der zwölften Staffel war Sparks, der britischen Sängerin Neon Hitch.
Neuerung der zwölften Staffel war das „Teamspiel-Verfahren“. Jeder Bewohner hat für die Zeit im Big-Brother-Haus einen Teampartner. Mit diesem muss er z. B. anfallende Wochenaufgaben meistern, wird mit diesem bestraft und im Falle einer Nominierung eines Teampartners, folgt der zweite Teampartner automatisch auf die Nominierungsliste. Ebenfalls wurden Joker in das Spielprinzip eingebaut. Jedes Team durfte sich in Woche 2 jeweils einen Joker aus einer Lostrommel ziehen. Diese Joker können während der kompletten Staffel eingelöst werden und beinhalten Vorteile wie z. B. Nominierungsschutz für eine Woche, eine doppelte Nominierungsstimme, Befreiung der Wochenaufgabe etc. Manche Joker bringen nur Vorteile für den Besitzer (das Teammitglied, das den Joker gezogen hat), andere für das komplette Zweierteam. Bei Auszug des Besitzers vor der Einlösung des Jokers, verfällt dieser. Eine weitere Neuerung war der Secret-Room, indem diverse Spiele, Wochenaufgaben oder Belohnungen auf die Bewohner warteten. Am 17. November 2015 durften die Bewohner erstmals einen von ihnen bestimmen, der eine vorzeitige Wildcard fürs Finale erhielt. Aufgrund einer Stimmengleichheit zwischen drei Bewohnern durften die Zuschauer letztendlich bestimmen. Am 1. Dezember wurde Bianca und Christian angeboten von ihren gewonnen 3.000 € – 2.800 € für eine Wildcard auszugeben und somit einen von beiden für das Finale zu qualifizieren. Beide lehnten ab. Während der Liveshow am 8. Dezember begann ein Match um ein weiteres Finalticket. Hierbei mussten alle verbliebenen Bewohner ein goldenes Ticket mit beiden Händen in die Höhe halten. Der letzte Bewohner, der das Ticket mit mindestens einer Hand berührt wird Wildcardbesitzer. Christian gewann. Bei einer weiteren Challenge konnte sich Thomas das letzte Finalticket sichern.
Ausgestrahlt wurden die Tageszusammenfassungen täglich um 22:10 Uhr. Ausnahme war der Dienstag, an dem bereits ab 20:15 Uhr die Entscheidungsshows mit Nominierungen und Auszügen liefen. Moderiert wird die Staffel wie bereits 2005 und 2006 von Jochen Bendel. Die zusammenfassenden Kommentare sprach, wie auch in den beiden letzten Promi-Big-Brother-Staffeln, Pat Murphy. Zusätzlich zur Ausstrahlung bei sixx bot der Pay-TV-Sender Sky exklusiv einen BigBrother-24-Stunden-live-Kanal an, einen Internet-Livestream gab es somit nicht. Der Livekanal war auf dem SkySelect-Kanal 389 zu sehen, welcher nur über den Transponder 47 ausgestrahlt wurde.
Das Finale am 22. Dezember 2015 gewann Lusy und somit auch eine Siegerprämie von 100.000,00 Euro.
| Name                                    | Alter | Wohnort             | Einzug             | Auszug             | Tage im Haus | Teampartner    | Teampartner   | Teampartner | Bemerkungen                               |
| Name                                    | Alter | Wohnort             | Einzug             | Auszug             | Tage im Haus | Runde 1        | Runde 2       | Runde 3     | Bemerkungen                               |
| --------------------------------------- | ----- | ------------------- | ------------------ | ------------------ | ------------ | -------------- | ------------- | ----------- | ----------------------------------------- |
| Bianca Döhring                          | 36    | Hamburg             | 22. September 2015 | 22. Dezember 2015  | 92           | Sharon         | Maria         | Christian   |                                           |
| Christian Knospe                        | 23    | Erfurt              | 22. September 2015 | 22. Dezember 2015  | 92           | Lusy           | Kein Team     | Bianca      | Besitzer des 2. Jokers, Wildcard-Besitzer |
| Sharon (Alexandra Reiche)               | 23    | Hamburg             | 22. September 2015 | 22. Dezember 2015  | 92           | Bianca         | Guido         | Manuel      | Besitzerin des 5. Jokers                  |
| Sharon (Alexandra Reiche)               | 23    | Hamburg             | 22. September 2015 | 22. Dezember 2015  | 92           | Bianca         | Guido         | Maria       | Besitzerin des 5. Jokers                  |
| Lusy Skaya                              | 26    | Wien                | 22. September 2015 | 22. Dezember 2015  | 92           | Christian      | Ása           | Kevin       | Wildcard-Besitzerin                       |
| Lusy Skaya                              | 26    | Wien                | 22. September 2015 | 22. Dezember 2015  | 92           | Christian      | Ása           | Dennis      | Wildcard-Besitzerin                       |
| Guido Soethof                           | 39    | Kerken              | 6. Oktober 2015    | 22. Dezember 2015  | 78           | Hans-Christian | Sharon        | Beate       |                                           |
| Thomas Wiele                            | 32    | Aschersleben        | 22. September 2015 | 22. Dezember 2015  | 92           | Kein Team      | Manuel        | Natascha    | Wildcard-Besitzer Sechstplatzierter       |
| Thomas Wiele                            | 32    | Aschersleben        | 22. September 2015 | 22. Dezember 2015  | 92           | Kevin          | Manuel        | Natascha    | Wildcard-Besitzer Sechstplatzierter       |
| Maria Gangutis                          | 21    | München             | 6. Oktober 2015    | 15. Dezember 2015  | 71           | Atchi          | Bianca        | Atchi       |                                           |
| Maria Gangutis                          | 21    | München             | 6. Oktober 2015    | 15. Dezember 2015  | 71           | Atchi          | Bianca        | Sharon      |                                           |
| Natascha Agai                           | 26    | Nürnberg            | 3. November 2015   | 15. Dezember 2015  | 43           | Nicht im Haus  | Nicht im Haus | Thomas      |                                           |
| Beate Grünewald                         | 40    | Berlin              | 3. November 2015   | 8. Dezember 2015   | 36           | Nicht im Haus  | Nicht im Haus | Guido       |                                           |
| Dennis Riesop                           | 23    | Duisburg            | 10. November 2015  | 1. Dezember 2015   | 22           | Nicht im Haus  | Nicht im Haus | Lusy        |                                           |
| Atchi (Aresch Tahaie-Abadi)             | 35    | Berlin              | 22. September 2015 | 17. November 2015  | 57           | Isabell        | Kevin         | Maria       | Besitzer des 4. Jokers                    |
| Atchi (Aresch Tahaie-Abadi)             | 35    | Berlin              | 22. September 2015 | 17. November 2015  | 57           | Maria          | Kevin         | Maria       | Besitzer des 4. Jokers                    |
| Manuel Campa                            | 28    | Essen               | 22. September 2015 | 6. November 2015   | 46           | Ása            | Thomas        | Sharon      | Besitzer des 1. Jokers                    |
| Kevin Temme                             | 26    | Dortmund            | 22. September 2015 | 6. November 2015   | 46           | Sophia         | Atchi         | Lusy        | Besitzer des 6. Jokers                    |
| Kevin Temme                             | 26    | Dortmund            | 22. September 2015 | 6. November 2015   | 46           | Thomas         | Atchi         | Lusy        | Besitzer des 6. Jokers                    |
| Ása Ástardóttir                         | 41    | Köln                | 22. September 2015 | 3. November 2015   | 43           | Manuel         | Lusy          |             |                                           |
| Hans-Christian Haas                     | 36    | Wien                | 22. September 2015 | 20. Oktober 2015   | 29           | Tim            |               |             | Besitzer des 3. Jokers                    |
| Hans-Christian Haas                     | 36    | Wien                | 22. September 2015 | 20. Oktober 2015   | 29           | Guido          |               |             |                                           |
| Isabell Hendl                           | 30    | Nürnberg            | 22. September 2015 | 6. Oktober 2015    | 15           | Atchi          |               |             |                                           |
| Tim Heilig                              | 21    | Leutkirch im Allgäu | 22. September 2015 | 4. Oktober 2015    | 13           | Hans-Christian |               |             |                                           |
| Sophia-Elaine Sirena                    | 33    | Hamburg             | 22. September 2015 | 29. September 2015 | 8            | Kevin          |               |             |                                           |
| Anmerkungen: 1. 2. 3. 4. 5. 6. 7. 8. 9. |       |                     |                    |                    |              |                |               |             |                                           |

| Bewohner             | Runde 1 N: 22.09.15 E: 29.09.15 | Runde 2 N: 29.09.15 E: 06.10.15             | Runde 3 N: 13.10.15 E: 20.10.15 | Runde 4 N: 27.10.15 E: 03.11.15 | Runde 5 N: 10.11.15 E: 17.11.15 | Runde 6 N: 24.11.15 E: 01.12.15                          | Runde 7 N: 01.12.15 E: 08.12.15                          | Halbfinale N: 08.12.15 E: 15.12.15                                   | Finale E: 22.12.15                                                   | Finale E: 22.12.15                                                   |                      |
| -------------------- | ------------------------------- | ------------------------------------------- | ------------------------------- | ------------------------------- | ------------------------------- | -------------------------------------------------------- | -------------------------------------------------------- | -------------------------------------------------------------------- | -------------------------------------------------------------------- | -------------------------------------------------------------------- | -------------------- |
| Lusy                 | Isabell                         | Hans-Christian Atchi                        | Sharon                          | Atchi                           | Sharon                          | Sharon                                                   | Sharon Thomas                                            |                                                                      |                                                                      | Gewinnerin                                                           | Gewinnerin           |
| Sharon               | Isabell                         | Bianca Hans-Christian                       | Lusy                            | Lusy                            | Beate                           | Beate                                                    | Natascha Guido                                           |                                                                      |                                                                      | Zweitplatzierte                                                      | Zweitplatzierte      |
| Guido                | nicht im Haus                   | nicht im Haus                               | Hans-Christian Sharon           | Atchi                           | Sharon                          | Dennis                                                   | Bianca                                                   | Maria Natascha                                                       |                                                                      | Drittplatzierter                                                     | Drittplatzierter     |
| Bianca               | Keine Nominierung               | Manuel                                      | Hans-Christian Kevin            | Sharon                          | Sharon                          | Sharon                                                   | Beate                                                    | Guido Natascha                                                       |                                                                      | Viertplatzierte                                                      | Viertplatzierte      |
| Christian            | Keine Nominierung               | Isabell                                     | Hans-Christian Bianca           | Sharon                          | Atchi                           | Dennis                                                   | Beate                                                    | Guido Natascha                                                       |                                                                      | Fünftplatzierter                                                     | Fünftplatzierter     |
| Thomas               | Keine Nominierung               | Keine Nominierung                           | Bianca                          | Christian Bianca                | Lusy                            | Sharon                                                   | Beate                                                    | Beate                                                                | Maria Guido                                                          | Sechstplatzierter                                                    | Sechstplatzierter    |
| Maria                | Keine Nominierung               | nicht im Haus                               | nicht im Haus                   | Christian Ása                   | Ása                             | Guido                                                    | Dennis                                                   | Beate                                                                | Guido Thomas                                                         | rausgewählt (Tag 85)                                                 | rausgewählt (Tag 85) |
| Natascha             | nicht im Haus                   | nicht im Haus                               | nicht im Haus                   | nicht im Haus                   | Sharon                          | Sharon                                                   | Bianca                                                   | Sharon Bianca                                                        | rausgewählt (Tag 85)                                                 | rausgewählt (Tag 85)                                                 |                      |
| Beate                | nicht im Haus                   | nicht im Haus                               | nicht im Haus                   | nicht im Haus                   | Atchi                           | Dennis                                                   | Bianca                                                   | rausgewählt (Tag 78)                                                 | rausgewählt (Tag 78)                                                 | rausgewählt (Tag 78)                                                 |                      |
| Dennis               | nicht im Haus                   | nicht im Haus                               | nicht im Haus                   | nicht im Haus                   | Atchi                           | Beate                                                    | rausgewählt (Tag 71)                                     | rausgewählt (Tag 71)                                                 | rausgewählt (Tag 71)                                                 | rausgewählt (Tag 71)                                                 |                      |
| Atchi                | Keine Nominierung               | Hans-Christian                              | Hans-Christian Bianca           | Lusy Sharon                     | Lusy                            | rausgewählt (Tag 57)                                     | rausgewählt (Tag 57)                                     | rausgewählt (Tag 57)                                                 | rausgewählt (Tag 57)                                                 | rausgewählt (Tag 57)                                                 |                      |
| Manuel               | Keine Nominierung               | Hans-Christian                              | Hans-Christian Bianca           | Lusy                            | freiwilliger Auszug (Tag 46)    | freiwilliger Auszug (Tag 46)                             | freiwilliger Auszug (Tag 46)                             | freiwilliger Auszug (Tag 46)                                         | freiwilliger Auszug (Tag 46)                                         | freiwilliger Auszug (Tag 46)                                         |                      |
| Kevin                | Keine Nominierung               | Hans-Christian                              | Hans-Christian Bianca           | Lusy                            | freiwilliger Auszug (Tag 46)    | freiwilliger Auszug (Tag 46)                             | freiwilliger Auszug (Tag 46)                             | freiwilliger Auszug (Tag 46)                                         | freiwilliger Auszug (Tag 46)                                         | freiwilliger Auszug (Tag 46)                                         |                      |
| Ása                  | Keine Nominierung               | Atchi                                       | Sharon                          | rausgewählt (Tag 43)            | rausgewählt (Tag 43)            | rausgewählt (Tag 43)                                     | rausgewählt (Tag 43)                                     | rausgewählt (Tag 43)                                                 | rausgewählt (Tag 43)                                                 |                                                                      |                      |
| Hans-Christian       | Keine Nominierung               | Manuel                                      | Ása Bianca                      | rausgewählt (Tag 29)            | rausgewählt (Tag 29)            | rausgewählt (Tag 29)                                     | rausgewählt (Tag 29)                                     | rausgewählt (Tag 29)                                                 | rausgewählt (Tag 29)                                                 | rausgewählt (Tag 29)                                                 |                      |
| Isabell              | Keine Nominierung               | Hans-Christian                              | rausgewählt (Tag 15)            | rausgewählt (Tag 15)            | rausgewählt (Tag 15)            | rausgewählt (Tag 15)                                     | rausgewählt (Tag 15)                                     | rausgewählt (Tag 15)                                                 | rausgewählt (Tag 15)                                                 | rausgewählt (Tag 15)                                                 |                      |
| Tim                  | Keine Nominierung               | Manuel                                      | freiwilliger Auszug (Tag 13)    | freiwilliger Auszug (Tag 13)    | freiwilliger Auszug (Tag 13)    | freiwilliger Auszug (Tag 13)                             | freiwilliger Auszug (Tag 13)                             | freiwilliger Auszug (Tag 13)                                         | freiwilliger Auszug (Tag 13)                                         | freiwilliger Auszug (Tag 13)                                         |                      |
| Sophia               | Keine Nominierung               | rausgewählt (Tag 8)                         | rausgewählt (Tag 8)             | rausgewählt (Tag 8)             | rausgewählt (Tag 8)             | rausgewählt (Tag 8)                                      | rausgewählt (Tag 8)                                      | rausgewählt (Tag 8)                                                  | rausgewählt (Tag 8)                                                  | rausgewählt (Tag 8)                                                  |                      |
|                      | Runde 1 N: 22.09.15 E: 29.09.15 | Runde 2 N: 29.09.15 E: 06.10.15             | Runde 3 N: 13.10.15 E: 20.10.15 | Runde 4 N: 27.10.15 E: 03.11.15 | Runde 5 N: 10.11.15 E: 17.11.15 | Runde 6 N: 24.11.15 E: 01.12.15                          | Runde 7 N: 01.12.15 E: 08.12.15                          | Halbfinale N: 08.12.15 E: 15.12.15                                   | Finale E: 22.12.15                                                   | Finale E: 22.12.15                                                   |                      |
| Freiwilliger Auszug  |                                 | Tim                                         |                                 | Manuel Kevin                    |                                 |                                                          |                                                          |                                                                      |                                                                      |                                                                      |                      |
| Nominierungs- schutz |                                 |                                             |                                 |                                 |                                 | Lusy (durch Wildcard direkt für das Finale qualifiziert) | Lusy (durch Wildcard direkt für das Finale qualifiziert) | Lusy (durch Wildcard direkt für das Finale qualifiziert)             | Lusy (durch Wildcard direkt für das Finale qualifiziert)             | Lusy (durch Wildcard direkt für das Finale qualifiziert)             |                      |
| Nominierungs- schutz |                                 |                                             |                                 |                                 |                                 |                                                          | Alle Männer                                              | Christian Thomas (durch Wildcard direkt für das Finale qualifiziert) | Christian Thomas (durch Wildcard direkt für das Finale qualifiziert) | Christian Thomas (durch Wildcard direkt für das Finale qualifiziert) |                      |
| Zuschauerstimme      | Keine                           | Hans-Christian                              | Hans-Christian Ása              | Sharon                          | Atchi                           | Thomas                                                   | Sharon                                                   | Keine                                                                | Keine                                                                |                                                                      |                      |
| Nominiert            | Alle Bewohner                   | Hans-Christian Tim Manuel Ása Isabell Atchi | Hans-Christian Guido            | Lusy Ása Sharon Guido           | Atchi Maria Sharon              | Dennis Sharon Maria Beate Guido                          | Beate Bianca                                             | Guido Natascha-Sharon Maria Lusy Guido                               |                                                                      |                                                                      |                      |
| Rauswahl Natascha    | Sophia rausgewählt              | Isabell rausgewählt                         | Hans-Christian rausgewählt      | Ása rausgewählt                 | Atchi rausgewählt               | Dennis rausgewählt                                       | Beate rausgewählt                                        | Natascha rausgewählt                                                 | Christian 15,45                                                      | Bianca 24,33                                                         |                      |
| Rauswahl Natascha    | Sophia rausgewählt              | Isabell rausgewählt                         | Hans-Christian rausgewählt      | Ása rausgewählt                 | Atchi rausgewählt               | Dennis rausgewählt                                       | Beate rausgewählt                                        | Natascha rausgewählt                                                 | Guido 35,99                                                          | Sharon 49,36                                                         |                      |
| Rauswahl Natascha    | Sophia rausgewählt              | Isabell rausgewählt                         | Hans-Christian rausgewählt      | Ása rausgewählt                 | Atchi rausgewählt               | Dennis rausgewählt                                       | Beate rausgewählt                                        | Natascha rausgewählt                                                 | Lusy 53,89                                                           |                                                                      |                      |
| Anmerkungen: 1. 2.   |                                 |                                             |                                 |                                 |                                 |                                                          |                                                          |                                                                      |                                                                      |                                                                      |                      |

| Name            | Einzug            | Auszug            | Bemerkung                                                                |
| --------------- | ----------------- | ----------------- | ------------------------------------------------------------------------ |
| Pamela Anderson | 16. November 2015 | 16. November 2015 | besuchte die Bewohner als Überraschungsgast                              |
| Sarah Nowak     | 6. Dezember 2015  | 6. Dezember 2015  | besuchte die Bewohner als Nikoläusin und übergab den Bewohnern Geschenke |
| Désirée Nick    | 8. Dezember 2015  | 8. Dezember 2015  | besuchte die Bewohner als Lehrerin zum Prüfen der Wochenaufgabe          |

### 13. Staffel

Logo der 13. Staffel (2020)

Im April 2019 kündigte Sat.1 an, eine neue Staffel der Sendung zu deren 20. Jubiläum nach knapp über vier Jahren Pause im Frühjahr 2020 auszustrahlen. Die Kandidaten konnten sich ab Mai 2019 bewerben. Gesendet wurde die Staffel vom 10. Februar bis zum 18. Mai 2020; die Moderation übernahm Jochen Schropp, der seit 2014 Promi Big Brother moderiert. In der Einzugs- sowie in der Finalshow wurde Schropp von Melissa Khalaj unterstützt.
Unter „Big Brother 20“ sollte erstmals eine reguläre Staffel ohne prominente Bewohner zu sehen sein. Die 14 Kandidaten leben entweder im spartanisch und an den Ursprüngen der Sendung angepassten „Blockhaus“ oder im modernen „Glashaus“, bei dem die Bewohner erstmals Feedback der Zuschauer erhielten.
Nach mageren Einschaltquoten bezogen am 24. Februar 2020 alle Bewohner den Bereich „Glashaus“. Am 5. März 2020 wurde das „Blockhaus“ wiedereröffnet.
Aufgrund weiterhin magerer Einschaltquoten entschied sich der Sender, zum 9. März drei Prominente einziehen zu lassen: Menowin Fröhlich, Teilnehmer von Promi Big Brother 2015 und Jade Übach sowie Serkan Yavuz, die bereits an mehreren Reality-Shows teilgenommen haben. Außerdem zog die Angestellte Romana aus Wien ein.
Die Teilnehmer wurden zunächst nicht über die Verbreitung der SARS-CoV-2-Erkrankungen auf dem Laufenden gehalten. Die am 9. März 2020 neu Eingezogenen durften den anderen Teilnehmern aufgrund einer Weisung der Produktionsleitung über die Ereignisse nichts mitteilen. Am 11. März 2020 erklärte die Weltgesundheitsorganisation (WHO) die bisherige Epidemie offiziell zu einer Pandemie und am 17. März 2020 wurden die Teilnehmer über die COVID-19-Pandemie informiert.
Jeweils montags wurde nach der Entscheidungsshow die Late-Night-Show Big Brother – Die Late Night Show auf sixx ausgestrahlt, welche von Melissa Khalaj und Jochen Bendel moderiert wurde. Mit verschiedenen Gästen wurde das aktuelle Geschehen im Haus besprochen und analysiert.
Am Ende jeder Woche kommentierte Aaron Troschke das jeweils aktuelle Geschehen im Haus in seiner Webshow Aarons Recap-Show, welche auf Facebook und auf der Website bigbrother.de veröffentlicht wurde.
Am 18. Mai 2020 fand das Finale statt, bei dem Cedric Beidinger die 100.000 Euro Siegprämie erhielt.
| Name             | Alter | Wohnort                  | Beruf                                                                | Einzug           | Auszug           | Tage im Haus | Bemerkungen                    |
| ---------------- | ----- | ------------------------ | -------------------------------------------------------------------- | ---------------- | ---------------- | ------------ | ------------------------------ |
| Cedric Beidinger | 26    | Mainz                    | Mitarbeiter beim Sicherheitsdienst                                   | 10. Februar 2020 | 19. Mai 2020     | 100          | Sieger                         |
| Gina Beckmann    | 19    | Würzburg                 | Kellnerin                                                            | 10. Februar 2020 | 19. Mai 2020     | 100          | Zweitplatzierte                |
| Pat Müller       | 30    | Uetze                    | Trauredner                                                           | 10. Februar 2020 | 19. Mai 2020     | 100          | Drittplatzierter               |
| Rebecca Zöller   | 21    | Soest                    | Studentin                                                            | 10. Februar 2020 | 18. Mai 2020     | 99           | Viertplatzierte                |
| Philipp Kalisch  | 30    | Düsseldorf               | Eventmanager                                                         | 10. Februar 2020 | 18. Mai 2020     | 99           | Fünftplatzierter               |
| Vanessa          | 26    | Flensburg                | Technisch versierte Verkäuferin                                      | 10. Februar 2020 | 18. Mai 2020     | 99           | Sechstplatzierte               |
| Tim Heister      | 21    | Aachen                   | Student                                                              | 10. Februar 2020 | 11. Mai 2020     | 91           | von den Zuschauern rausgewählt |
| Michelle Redert  | 26    | Bochum                   | Altenpflegerin                                                       | 10. Februar 2020 | 4. Mai 2020      | 84           | von den Zuschauern rausgewählt |
| Serkan Yavuz     | 26    | Regensburg               | Student; Teilnehmer bei Die Bachelorette und Bachelor in Paradise    | 9. März 2020     | 21. April 2020   | 43           | freiwilliger Auszug            |
| Denny Heidrich   | 32    | Königs Wusterhausen      | Profiboxer                                                           | 10. Februar 2020 | 20. April 2020   | 70           | von den Zuschauern rausgewählt |
| Romana Hoffmann  | 40    | Wien                     | Angestellte bei einem Immobilienentwickler                           | 9. März 2020     | 6. April 2020    | 28           | von den Zuschauern rausgewählt |
| Jade Übach       | 25    | Köln                     | Influencerin; Teilnehmerin bei Der Bachelor und Bachelor in Paradise | 9. März 2020     | 30. März 2020    | 21           | von den Zuschauern rausgewählt |
| Menowin Fröhlich | 32    | Hessen                   | Sänger; Teilnehmer bei DSDS                                          | 9. März 2020     | 23. März 2020    | 14           | freiwilliger Auszug            |
| René Carl        | 44    | Bamberg                  | Kung-Fu-Lehrer und Gesundheitscoach                                  | 10. Februar 2020 | 16. März 2020    | 35           | von den Bewohnern rausgewählt  |
| Cathleen Vogel   | 38    | Schwetzingen             | Ambulante Pflegekraft                                                | 10. Februar 2020 | 9. März 2020     | 28           | von den Zuschauern rausgewählt |
| Mac Troy         | 33    | Wien                     | Marketing-Manager und Start-Up-Gründer                               | 10. Februar 2020 | 4. März 2020     | 23           | freiwilliger Auszug            |
| Maria Bell       | 35    | Dreieich                 | Kundenberaterin in einer Eventagentur                                | 10. Februar 2020 | 24. Februar 2020 | 14           | von den Zuschauern rausgewählt |
| Mareike Müller   | 37    | Maspalomas, Gran Canaria | Inhaberin von zwei Tauchschulen                                      | 10. Februar 2020 | 24. Februar 2020 | 14           | von den Zuschauern rausgewählt |
| Anmerkungen: 1.  |       |                          |                                                                      |                  |                  |              |                                |

| Cedric                                                                    | Mareike              | Keine Nominierung                       | Tim                                     | Gina                                    | Rebecca                                 | Romana                                  | Denny                                   | Michelle (×2)                           | Keine Nominierung                       | Gewinner                                | Gewinner                                |                                         |
| Gina                                                                      | Mac                  | Keine Nominierung                       | Cedric                                  | René                                    | Romana                                  | Romana                                  | Denny                                   | Cedric                                  | Keine Nominierung                       | Zweitplatzierte                         | Zweitplatzierte                         |                                         |
| Pat                                                                       | Cathleen             | Keine Nominierung                       | Mac                                     | René                                    | Jade                                    | Romana                                  | Serkan Denny                            | Michelle (×3)                           | Keine Nominierung                       | Drittplatzierter                        | Drittplatzierter                        |                                         |
| Rebecca                                                                   | Cathleen             | Keine Nominierung                       | Cedric                                  | René                                    | Cedric                                  | Cedric                                  | Cedric Denny                            | Michelle                                | Keine Nominierung                       | Viertplatzierte                         | Viertplatzierte                         |                                         |
| Philipp                                                                   | Cathleen             | Keine Nominierung                       | Denny                                   | René                                    | Denny                                   | Romana                                  | Cedric Denny                            | Tim                                     | Keine Nominierung                       | Fünftplatzierter                        | Fünftplatzierter                        |                                         |
| Vanessa                                                                   | Mareike              | Keine Nominierung                       | René                                    | René                                    | Jade                                    | Romana                                  | Cedric Serkan                           | Cedric                                  | Keine Nominierung                       | Sechstplatzierte                        | Sechstplatzierte                        |                                         |
| Tim                                                                       | Cedric               | Keine Nominierung                       | Denny                                   | René                                    | Jade                                    | Cedric                                  | Philipp                                 | Cedric (×4)                             | Keine Nominierung                       | von den Zuschauern rausgewählt (Tag 91) | von den Zuschauern rausgewählt (Tag 91) | von den Zuschauern rausgewählt (Tag 91) |
| Michelle                                                                  | Mac                  | Keine Nominierung                       | Denny                                   | René                                    | Jade                                    | Cedric                                  | Denny                                   | Cedric                                  | von den Zuschauern rausgewählt (Tag 84) | von den Zuschauern rausgewählt (Tag 84) | von den Zuschauern rausgewählt (Tag 84) |                                         |
| Serkan                                                                    | nicht im Haus        | nicht im Haus                           | nicht im Haus                           | René                                    | Jade                                    | Romana                                  | Pat                                     | freiwilliger Auszug (Tag 71)            | freiwilliger Auszug (Tag 71)            | freiwilliger Auszug (Tag 71)            |                                         |                                         |
| Denny                                                                     | Michelle             | Keine Nominierung                       | Gina                                    | Gina                                    | Rebecca                                 | Romana                                  | Cedric Serkan                           | von den Zuschauern rausgewählt (Tag 70) | von den Zuschauern rausgewählt (Tag 70) | von den Zuschauern rausgewählt (Tag 70) |                                         |                                         |
| Romana                                                                    | nicht im Haus        | nicht im Haus                           | nicht im Haus                           | Vanessa                                 | Gina                                    | Gina                                    | von den Zuschauern rausgewählt (Tag 56) | von den Zuschauern rausgewählt (Tag 56) | von den Zuschauern rausgewählt (Tag 56) | von den Zuschauern rausgewählt (Tag 56) |                                         |                                         |
| Jade                                                                      | nicht im Haus        | nicht im Haus                           | nicht im Haus                           | René                                    | Michelle                                | von den Zuschauern rausgewählt (Tag 49) | von den Zuschauern rausgewählt (Tag 49) | von den Zuschauern rausgewählt (Tag 49) | von den Zuschauern rausgewählt (Tag 49) | von den Zuschauern rausgewählt (Tag 49) |                                         |                                         |
| Menowin                                                                   | nicht im Haus        | nicht im Haus                           | nicht im Haus                           | Vanessa                                 | Rebecca                                 | freiwilliger Auszug (Tag 42)            | freiwilliger Auszug (Tag 42)            | freiwilliger Auszug (Tag 42)            | freiwilliger Auszug (Tag 42)            | freiwilliger Auszug (Tag 42)            |                                         |                                         |
| René                                                                      | Gina                 | Keine Nominierung                       | Mac                                     | Gina                                    | von den Bewohnern rausgewählt (Tag 35)  | von den Bewohnern rausgewählt (Tag 35)  | von den Bewohnern rausgewählt (Tag 35)  | von den Bewohnern rausgewählt (Tag 35)  | von den Bewohnern rausgewählt (Tag 35)  | von den Bewohnern rausgewählt (Tag 35)  |                                         |                                         |
| Cathleen                                                                  | Philipp              | Keine Nominierung                       | Vanessa                                 | von den Zuschauern rausgewählt (Tag 28) | von den Zuschauern rausgewählt (Tag 28) | von den Zuschauern rausgewählt (Tag 28) | von den Zuschauern rausgewählt (Tag 28) | von den Zuschauern rausgewählt (Tag 28) | von den Zuschauern rausgewählt (Tag 28) | von den Zuschauern rausgewählt (Tag 28) |                                         |                                         |
| Mac                                                                       | Michelle             | Keine Nominierung                       | René                                    | freiwilliger Auszug (Tag 23)            | freiwilliger Auszug (Tag 23)            | freiwilliger Auszug (Tag 23)            | freiwilliger Auszug (Tag 23)            | freiwilliger Auszug (Tag 23)            | freiwilliger Auszug (Tag 23)            | freiwilliger Auszug (Tag 23)            |                                         |                                         |
| Maria                                                                     | Mareike              | Keine Nominierung                       | von den Zuschauern rausgewählt (Tag 14) | von den Zuschauern rausgewählt (Tag 14) | von den Zuschauern rausgewählt (Tag 14) | von den Zuschauern rausgewählt (Tag 14) | von den Zuschauern rausgewählt (Tag 14) | von den Zuschauern rausgewählt (Tag 14) | von den Zuschauern rausgewählt (Tag 14) | von den Zuschauern rausgewählt (Tag 14) |                                         |                                         |
| Mareike                                                                   | Cedric               | von den Zuschauern rausgewählt (Tag 14) | von den Zuschauern rausgewählt (Tag 14) | von den Zuschauern rausgewählt (Tag 14) | von den Zuschauern rausgewählt (Tag 14) | von den Zuschauern rausgewählt (Tag 14) | von den Zuschauern rausgewählt (Tag 14) | von den Zuschauern rausgewählt (Tag 14) | von den Zuschauern rausgewählt (Tag 14) | von den Zuschauern rausgewählt (Tag 14) |                                         |                                         |
|                                                                           | Runde 1 bis 24.02.20 | Runde 2 bis 24.02.20                    | Runde 3 bis 09.03.20                    | Runde 4 bis 16.03.20                    | Runde 5 bis 30.03.20                    | Runde 6 bis 06.04.20                    | Runde 7 bis 20.04.20                    | Runde 8 bis 04.05.20                    | Runde 9 bis 11.05.20                    | Runde 10 bis 18.05.20                   |                                         |                                         |
| Bemerkungen                                                               |                      |                                         | [ Anm. 1 ]                              | [ Anm. 2 ]                              |                                         |                                         |                                         |                                         |                                         |                                         |                                         |                                         |
| Freiwilliger Auszug                                                       |                      |                                         | Mac                                     |                                         | Menowin                                 |                                         |                                         | Serkan                                  |                                         |                                         |                                         |                                         |
| Nominierungsschutz                                                        | Denny                |                                         | Rebecca                                 |                                         | Pat                                     | Michelle Pat Rebecca Serkan Tim Vanessa | Gina Michelle Rebecca Vanessa           | Philipp Rebecca                         | Rebecca                                 |                                         |                                         |                                         |
| Nominiert                                                                 | Cathleen Mareike     | alle Bewohner                           | Cathleen Denny Michelle Philipp         | Gina René Vanessa                       | Jade Rebecca                            | Cedric Romana                           | Cedric Denny                            | Cedric Michelle                         | Cedric Gina Pat Philipp Tim Vanessa     | alle Bewohner                           |                                         |                                         |
| Rauswahl                                                                  | Mareike rausgewählt  | Maria rausgewählt                       | Cathleen rausgewählt                    | René rausgewählt                        | Jade rausgewählt                        | Romana rausgewählt                      | Denny rausgewählt                       | Michelle rausgewählt                    | Tim rausgewählt                         | Cedric Gewinner                         |                                         |                                         |
| Legende: N = Nominierungsdatum, E = Entscheidungsdatum Anmerkungen: 1. 2. |                      |                                         |                                         |                                         |                                         |                                         |                                         |                                         |                                         |                                         |                                         |                                         |

| Folge | Sendung          | Datum                                | Zuschauer | Zuschauer       | Marktanteil | Marktanteil     | Quelle        |
| Folge | Sendung          | Datum                                | Gesamt    | 14 bis 49 Jahre | Gesamt      | 14 bis 49 Jahre | Quelle        |
| ----- | ---------------- | ------------------------------------ | --------- | --------------- | ----------- | --------------- | ------------- |
| 1     | Der Einzug       | Mo, 10. Februar 2020                 | 1,60 Mio. | 0,81 Mio.       | 6,1 %       | 11,0 %          |               |
| 2     | TZF              | Di, 11. Februar 2020                 | 1,04 Mio. | 0,49 Mio.       | 4,0 %       | 7,7 %           |               |
| 3     | TZF              | Mi, 12. Februar 2020                 | 0,92 Mio. | 0,42 Mio.       | 3,8 %       | 7,2 %           |               |
| 4     | TZF              | Do, 13. Februar 2020                 | 0,94 Mio. | 0,48 Mio.       | 3,7 %       | 7,3 %           |               |
| 5     | TZF              | Fr, 14. Februar 2020                 | 0,90 Mio. | 0,45 Mio.       | 3,6 %       | 7,7 %           |               |
| 6     | TZF              | Mo, 17. Februar 2020                 | 0,85 Mio. | 0,42 Mio.       | 3,2 %       | 6,1 %           |               |
| 7     | Die Entscheidung | Mo, 17. Februar 2020                 | 1,21 Mio. | 0,61 Mio.       | 4,1 %       | 7,3 %           |               |
| 8     | TZF              | Di, 18. Februar 2020                 | 0,95 Mio. | 0,42 Mio.       | 3,6 %       | 6,4 %           |               |
| 9     | TZF              | Mi, 19. Februar 2020                 | 0,97 Mio. | 0,50 Mio.       | 3,7 %       | 7,5 %           |               |
| 10    | TZF              | Do, 20. Februar 2020                 | 0,86 Mio. | 0,38 Mio.       | 3,3 %       | 6,1 %           |               |
| 11    | TZF              | Fr, 21. Februar 2020                 | 0,74 Mio. | 0,34 Mio.       | 3,0 %       | 5,7 %           |               |
| 12    | TZF              | Mo, 24. Februar 2020                 | 0,78 Mio. | 0,37 Mio.       | 2,8 %       | 5,4 %           | [ 65 ]        |
| 13    | Die Entscheidung | Mo, 24. Februar 2020                 | 1,12 Mio. | 0,54 Mio.       | 3,6 %       | 6,2 %           | [ 65 ]        |
| 14    | TZF              | Di, 25. Februar 2020                 | 0,98 Mio. | 0,43 Mio.       | 3,8 %       | 6,9 %           |               |
| 15    | TZF              | Mi, 26. Februar 2020                 | 0,87 Mio. | 0,42 Mio.       | 3,3 %       | 6,6 %           |               |
| 16    | TZF              | Do, 27. Februar 2020                 | 0,87 Mio. | 0,42 Mio.       | 3,4 %       | 6,7 %           |               |
| 17    | TZF              | Fr, 28. Februar 2020                 | 0,80 Mio. | 0,37 Mio.       | 3,2 %       | 6,1 %           |               |
| 18    | TZF              | Mo, 2. März 2020                     | 0,77 Mio. | 0,35 Mio.       | 2,9 %       | 5,2 %           |               |
| 19    | Die Entscheidung | Mo, 2. März 2020                     | 0,96 Mio. | 0,43 Mio.       |             | 5,2 %           | [ 66 ] [ 67 ] |
| 20    | TZF              | Di, 3. März 2020                     | 0,92 Mio. | 0,47 Mio.       | 3,4 %       | 6,7 %           |               |
| 21    | TZF              | Mi, 4. März 2020                     | 0,83 Mio. | 0,33 Mio.       | 3,1 %       | 4,8 %           |               |
| 22    | TZF              | Do, 5. März 2020                     | 0,78 Mio. | 0,35 Mio.       | 2,9 %       | 5,0 %           |               |
| 23    | TZF              | Fr, 6. März 2020                     | 0,79 Mio. | 0,36 Mio.       | 3,1 %       | 5,6 %           |               |
| 24    | TZF              | Mo, 9. März 2020                     | 0,82 Mio. | 0,41 Mio.       | 3,1 %       | 6,4 %           |               |
| 25    | Die Entscheidung | Mo, 9. März 2020                     | 1,17 Mio. | 0,57 Mio.       | 3,9 %       | 6,9 %           |               |
| 26    | TZF              | Di, 10. März 2020                    | 0,87 Mio. | 0,45 Mio.       | 3,3 %       | 6,8 %           |               |
| 27    | TZF              | Mi, 11. März 2020                    | 0,80 Mio. | 0,37 Mio.       | 3,1 %       | 5,7 %           |               |
| 28    | TZF              | Do, 12. März 2020                    | 0,73 Mio. | 0,33 Mio.       | 2,7 %       | 4,9 %           |               |
| 29    | TZF              | Fr, 13. März 2020                    | 0,81 Mio. | 0,34 Mio.       | 3,0 %       | 5,0 %           |               |
| 30    | TZF              | Mo, 16. März 2020                    | 0,82 Mio. | 0,39 Mio.       | 2,8 %       | 5,0 %           |               |
| 31    | Die Entscheidung | Mo, 16. März 2020                    | 1,20 Mio. | 0,64 Mio.       | 3,6 %       | 6,5 %           |               |
| 32    | Spezial live     | Di, 17. März 2020                    | 1,09 Mio. | 0,49 Mio.       | 3,8 %       | 6,8 %           |               |
| 33    | TZF              | Mi, 18. März 2020                    | 0,85 Mio. | 0,37 Mio.       | 2,6 %       | 3,9 %           |               |
| 34    | TZF              | Do, 19. März 2020                    | 0,89 Mio. | 0,41 Mio.       | 2,9 %       | 5,0 %           |               |
| 35    | TZF              | Fr, 20. März 2020                    | 0,99 Mio. | 0,46 Mio.       | 3,1 %       | 5,4 %           |               |
| 36    | TZF              | Mo, 23. März 2020                    | 0,92 Mio. | 0,40 Mio.       | 2,9 %       | 4,8 %           |               |
| 37    | Die Entscheidung | Mo, 23. März 2020                    | 1,22 Mio. | 0,63 Mio.       | 3,6 %       | 6,2 %           |               |
| 38    | TZF              | Di, 24. März 2020                    | 0,96 Mio. | 0,50 Mio.       | 3,1 %       | 6,4 %           |               |
| 39    | TZF              | Mi, 25. März 2020                    | 0,90 Mio. | 0,41 Mio.       | 3,0 %       | 5,3 %           |               |
| 40    | TZF              | Do, 26. März 2020                    |           |                 |             |                 |               |
| 41    | TZF              | Fr, 27. März 2020                    | 0,79 Mio. | 0,34 Mio.       | 2,6 %       | 4,2 %           |               |
| 42    | TZF              | Mo, 30. März 2020                    | 0,84 Mio. | 0,43 Mio.       | 2,8 %       | 5,6 %           |               |
| 43    | Die Entscheidung | Mo, 30. März 2020                    | 1,10 Mio. | 0,52 Mio.       | 3,2 %       | 5,2 %           |               |
| 44    | TZF              | Di, 31. März 2020                    | 0,77 Mio. | 0,34 Mio.       | 2,6 %       | 4,7 %           |               |
| 45    | TZF              | Mi, 1. April 2020                    | 0,92 Mio. | 0,42 Mio.       | 3,2 %       | 5,8 %           |               |
| 46    | TZF              | Do, 2. April 2020                    | 0,82 Mio. | 0,39 Mio.       | 2,8 %       | 5,5 %           |               |
| 47    | TZF              | Fr, 3. April 2020                    | 0,83 Mio. | 0,37 Mio.       | 2,8 %       | 5,0 %           |               |
| 48    | TZF              | Mo, 6. April 2020                    | 0,83 Mio. | 0,36 Mio.       | 3,1 %       | 5,4 %           |               |
| 49    | Die Entscheidung | Mo, 6. April 2020                    | 1,24 Mio. | 0,57 Mio.       | 3,8 %       | 6,1 %           |               |
| 50    | TZF              | Di, 7. April 2020                    | 0,91 Mio. | 0,38 Mio.       | 3,4 %       | 5,7 %           |               |
| 51    | TZF              | Mi, 8. April 2020                    | 0,99 Mio. | 0,44 Mio.       | 3,9 %       | 7,0 %           |               |
| 52    | TZF              | Do, 9. April 2020                    | 0,94 Mio. | 0,43 Mio.       | 3,7 %       | 6,7 %           |               |
| 53    | TZF              | Fr, 10. April 2020 (22:47–23:39 Uhr) | 1,12 Mio. | 0,68 Mio.       | 4,8 %       | 8,9 %           |               |
| 54    | TZF              | Di, 14. April 2020 (03:30–04:15 Uhr) | 0,17 Mio. | 0,07 Mio.       | 6,4 %       | 7,3 %           |               |
| 55    | Die Entscheidung | Mo, 13. April 2020 (22:05–00:11 Uhr) | 0,99 Mio. | 0,43 Mio.       | 4,5 %       | 6,2 %           |               |
| 56    | TZF              | Di, 14. April 2020                   | 0,89 Mio. | 0,33 Mio.       | 3,0 %       | 4,5 %           |               |
| 57    | TZF              | Mi, 15. April 2020                   | 0,88 Mio. | 0,41 Mio.       | 3,1 %       | 5,4 %           |               |
| 58    | TZF              | Do, 16. April 2020                   | 0,81 Mio. | 0,36 Mio.       | 3,1 %       | 5,6 %           |               |
| 59    | TZF              | Fr, 17. April 2020                   | 0,87 Mio. | 0,35 Mio.       | 3,4 %       | 5,8 %           |               |
| 60    | TZF              | Mo, 20. April 2020                   | 0,72 Mio. | 0,26 Mio.       | 2,7 %       | 4,0 %           |               |
| 61    | Die Entscheidung | Mo, 20. April 2020 (22:13–00:03 Uhr) | 0,76 Mio. | 0,33 Mio.       | 3,9 %       | 5,5 %           |               |
| 62    | TZF              | Di, 21. April 2020                   | 0,85 Mio. | 0,41 Mio.       | 3,2 %       | 6,2 %           |               |
| 63    | TZF              | Mi, 22. April 2020                   | 0,98 Mio. | 0,44 Mio.       | 3,9 %       | 7,2 %           |               |
| 64    | TZF              | Do, 23. April 2020                   | 0,83 Mio. | 0,33 Mio.       | 3,5 %       | 5,6 %           |               |
| 65    | TZF              | Fr, 24. April 2020                   | 0,84 Mio. | 0,33 Mio.       | 3,4 %       | 6,0 %           |               |
| 66    | TZF              | Mo, 27. April 2020                   | 0,81 Mio. | 0,36 Mio.       | 3,3 %       | 5,7 %           |               |
| 67    | Die Entscheidung | Mo, 27. April 2020 (21:45–23:21 Uhr) | 0,84 Mio. | 0,39 Mio.       | 3,4 %       | 5,2 %           |               |
| 68    | TZF              | Di, 28. April 2020                   | 0,82 Mio. | 0,33 Mio.       | 2,9 %       | 4,4 %           |               |
| 69    | TZF              | Mi, 29. April 2020                   | 0,87 Mio. | 0,37 Mio.       | 3,3 %       | 5,5 %           |               |
| 70    | TZF              | Do, 30. April 2020                   | 0,77 Mio. | 0,32 Mio.       | 3,0 %       | 4,9 %           |               |
| 71    | TZF              | Fr, 1. Mai 2020                      | 0,73 Mio. | 0,34 Mio.       | 2,6 %       | 4,8 %           |               |
| 72    | TZF              | Mo, 4. Mai 2020                      | 0,86 Mio. | 0,37 Mio.       | 3,2 %       | 5,5 %           |               |
| 73    | Die Entscheidung | Mo, 4. Mai 2020 (21:54–23:40 Uhr)    | 0,85 Mio. | 0,39 Mio.       | 3,7 %       | 5,9 %           |               |
| 74    | TZF              | Di, 5. Mai 2020                      | 0,80 Mio. | 0,33 Mio.       | 3,1 %       | 5,1 %           |               |
| 75    | TZF              | Mi, 6. Mai 2020                      | 0,80 Mio. | 0,37 Mio.       | 3,2 %       | 6,4 %           |               |
| 76    | TZF              | Do, 7. Mai 2020                      | 0,82 Mio. | 0,31 Mio.       | 3,5 %       | 5,4 %           |               |
| 77    | TZF              | Fr, 8. Mai 2020                      | 0,82 Mio. | 0,28 Mio.       | 3,8 %       | 5,8 %           |               |
| 78    | TZF              | Mo, 11. Mai 2020                     | 0,80 Mio. | 0,33 Mio.       | 2,9 %       | 4,8 %           |               |
| 79    | Die Entscheidung | Mo, 11. Mai 2020 (21:50–23:48 Uhr)   | 0,94 Mio. | 0,43 Mio.       | 4,2 %       | 6,5 %           |               |
| 80    | TZF              | Di, 12. Mai 2020                     | 0,70 Mio. | 0,29 Mio.       | 2,7 %       | 4,6 %           |               |
| 81    | TZF              | Mi, 13. Mai 2020                     | 0,89 Mio. | 0,38 Mio.       | 3,4 %       | 5,9 %           |               |
| 82    | TZF              | Do, 14. Mai 2020                     | 0,77 Mio. | 0,34 Mio.       | 3,0 %       | 5,3 %           |               |
| 83    | TZF              | Fr, 15. Mai 2020                     | 0,73 Mio. | 0,33 Mio.       | 3,0 %       | 5,5 %           |               |
| 84    | TZF              | Mo, 18. Mai 2020                     | 0,90 Mio. | 0,42 Mio.       | 3,9 %       | 7,5 %           |               |
| 85    | Das Finale       | Mo, 18. Mai 2020 (21:59–00:31 Uhr)   | 0,86 Mio. | 0,29 Mio.       | 5,0 %       | 5,7 %           |               |

Anmerkungen:
1. ↑  TZF = Tageszusammenfassung
2. ↑  Fettgedruckt: höchster Marktanteilwert in dieser Kategorie. Kursiv fettgedruckt: niedrigster Marktanteilwert in dieser Kategorie
3. ↑  Fettgedruckt: höchster Marktanteilwert in dieser Kategorie. Kursiv fettgedruckt: niedrigster Marktanteilwert in dieser Kategorie
4. ↑  Werte, die in der Quelle nicht angegeben sind, wurden aus dem Sat.1 Teletext entnommen. Das Gleiche gilt auch für Folgen, bei denen keine Quelle angegeben wurde.
5. ↑  Die Tageszusammenfassung wurde am selben Tag um 20 Uhr online veröffentlicht. Die TV-Ausstrahlung erfolgte anschließend ab 22:47 Uhr.
6. ↑  Die Tageszusammenfassung wurde bereits am Montag, den 13. April 2020 um 20 Uhr online veröffentlicht. Die TV-Ausstrahlung erfolgte nach der Liveshow in der Nacht von Montag auf Dienstag.

### 14. Staffel
Die 14. Staffel Big Brother wurde für den Streaminganbieter Joyn produziert und wurde vom 4. März 2024 bis 10. Juni 2024 ausgestrahlt. 100 Tage wurde via 24-Stunden-Livestream, tägliche Tageszusammenfassungen sowie einer wöchentlichen Liveshow über das Geschehen der 17 Kandidaten im Container berichtet. Diese wurden jeden Montag zuerst auf Sat.1, später nur noch auf Joyn ausgestrahlt. Moderator war erneut Jochen Schropp.
Zum ersten Mal wurde diese Staffel in den WDR-Studios Köln-Bocklemünd produziert.
Am 10. Juni 2024 fand das Finale statt, bei dem Marcus Bräuer, Illustrator aus Berlin von den Zuschauern zum Sieger gekürt wurde. Das Ergebnis war dabei mit 50,54 % denkbar knapp, mit dem er sich gegen seine on-off Bezugsperson Frauke durchsetzte.
| Name                      | Alter | Wohnort              | Beruf                                      | Einzug         | Auszug         | Tage im Haus | Bemerkungen                                          |
| ------------------------- | ----- | -------------------- | ------------------------------------------ | -------------- | -------------- | ------------ | ---------------------------------------------------- |
| Marcus Bräuer             | 35    | Berlin               | Illustrator                                | 4. März 2024   | 10. Juni 2024  | 100          | Gewinner                                             |
| Frauke Drathschmidt       | 29    | Berlin               | Senior HR Specialist                       | 4. März 2024   | 10. Juni 2024  | 100          | Zweitplatzierte                                      |
| Benedikt Kohle            | 23    | Ehningen             | Bachelor-Absolvent                         | 4. März 2024   | 10. Juni 2024  | 100          | Drittplatzierter                                     |
| Christian Kugathasan      | 26    | Essen                | Entrümpler                                 | 4. März 2024   | 10. Juni 2024  | 100          | Viertplatzierter                                     |
| Mateo Greco               | 46    | Wuppertal            | Maler, Lackierer                           | 4. März 2024   | 10. Juni 2024  | 100          | Besitzer des Goldenen Finaltickets, Fünftplatzierter |
| Maja Gerlach              | 25    | Düsseldorf           | selbstständige Gastronomin                 | 4. März 2024   | 10. Juni 2024  | 100          | Sechstplatzierte                                     |
| Nicos Große               | 27    | Rochlitz             | Postzusteller                              | 4. März 2024   | 3. Juni 2024   | 92           | von den Zuschauern rausgewählt                       |
| Luanna                    | 30    | Hamburg              | Bürokraft                                  | 22. April 2024 | 30. Mai 2024   | 40           | von den Zuschauern rausgewählt                       |
| Bertha Frieberg           | 37    | Greifswald           | Lehrerin                                   | 22. April 2024 | 27. Mai 2024   | 36           | von den Zuschauern rausgewählt                       |
| Simon Tulgar              | 30    | Göppingen            | Servicekraft                               | 22. April 2024 | 13. Mai 2024   | 22           | von den Zuschauern rausgewählt                       |
| Tanja Steidel             | 55    | Giesen               | Nagelstudiobesitzerin                      | 4. März 2024   | 2. Mai 2024    | 60           | freiwilliger Auszug                                  |
| Kevin Kwame Boakye        | 29    | Bochum               | Vertriebsassistent                         | 4. März 2024   | 29. April 2024 | 57           | von den Zuschauern rausgewählt                       |
| Yael Neander              | 29    | Berlin               | Hair- und Make-up-Artistin                 | 4. März 2024   | 15. April 2024 | 43           | von den Zuschauern rausgewählt                       |
| Angela Anan               | 49    | Bremen               | Medium                                     | 4. März 2024   | 12. April 2024 | 40           | Rauswurf wegen Fehlverhaltens                        |
| Maxime Ocasek             | 20    | Wulkenzin            | Wakeboarderin                              | 4. März 2024   | 2. April 2024  | 30           | freiwilliger Auszug                                  |
| Gema Requierme-Ebelhäuser | 55    | Koblenz              | Einzelhandelskauffrau, Voice-Over-Artistin | 4. März 2024   | 1. April 2024  | 29           | von den Zuschauern rausgewählt                       |
| Moritz Pollak Coelho      | 23    | Gerabronn            | IT-Berater                                 | 4. März 2024   | 27. März 2024  | 24           | freiwilliger Auszug                                  |
| Sandro Fussel             | 32    | Stralsund            | Fahrlehrer                                 | 4. März 2024   | 27. März 2024  | 24           | freiwilliger Auszug                                  |
| Ciara Singh               | 35    | Wallisellen, Schweiz | Krankenschwester                           | 4. März 2024   | 18. März 2024  | 15           | von den Zuschauern rausgewählt                       |
| Jacqueline Rudloff        | 35    | Bochum               | arbeitslos                                 | 4. März 2024   | 11. März 2024  | 8            | von den Zuschauern rausgewählt                       |
| Anmerkungen: 1.           |       |                      |                                            |                |                |              |                                                      |

| Bewohner                                                                  | Runde 1 N: ab 04.03.24 E: 11.03.24              | Runde 2 N: ab 12.03.24 E: 18.03.24                | Runde 3 N: ab 19.03.24 E: 01.04.24                                        | Runde 4 N: 08.04.24 E: 15.04.24         | Runde 5 N: ab 16.04.24 E: 29.04.24      | Runde 6 N: 06.05.24 E: 13.05.24         | Runde 7 N: ab 16.05.24 E: 27.05.24      | Runde 8 N: 27.05.24 E: 30.05.24         | Halbfinale N: 03.06.24 E: 03.06.24      | Finale E: 10.06.24                      | Finale E: 10.06.24                      |
| ------------------------------------------------------------------------- | ----------------------------------------------- | ------------------------------------------------- | ------------------------------------------------------------------------- | --------------------------------------- | --------------------------------------- | --------------------------------------- | --------------------------------------- | --------------------------------------- | --------------------------------------- | --------------------------------------- | --------------------------------------- |
| Marcus                                                                    | Keine Nominierung                               | Ciara                                             | Keine Nominierung                                                         | Keine Nominierung                       | Keine Nominierung                       | Simon                                   | Keine Nominierung                       | Luanna                                  | Maja                                    | Gewinner                                | Gewinner                                |
| Frauke                                                                    | Angela Sandro                                   | Angela                                            | Keine Nominierung                                                         | Keine Nominierung                       | Christian                               | Luanna                                  | Keine Nominierung                       | Luanna                                  | Nicos                                   | Zweitplatzierte                         | Zweitplatzierte                         |
| Benedikt                                                                  | Keine Nominierung                               | Kevin                                             | Keine Nominierung                                                         | Frauke Markus Nicos Yael                | Keine Nominierung                       | Luanna                                  | Keine Nominierung                       | Luanna                                  | Nicos                                   | Drittplatzierter                        | Drittplatzierter                        |
| Christian                                                                 | Keine Nominierung                               | Gema                                              | Keine Nominierung                                                         | Keine Nominierung                       | Keine Nominierung                       | Frauke                                  | Frauke                                  | Luanna                                  | Frauke                                  | Viertplatzierter                        | Viertplatzierter                        |
| Mateo                                                                     | Jaqueline                                       | Maxime                                            | Keine Nominierung                                                         | Keine Nominierung                       | Keine Nominierung                       | Benedikt                                | Bertha                                  | Benedikt                                | Benedikt                                | Fünftplatzierter                        | Fünftplatzierter                        |
| Maja                                                                      | Nicos                                           | Maxime                                            | Keine Nominierung                                                         | Keine Nominierung                       | Marcus                                  | Luanna                                  | Keine Nominierung                       | Luanna                                  | Nicos                                   | Sechstplatzierte                        | Sechstplatzierte                        |
| Nicos                                                                     | Sandro                                          | Moritz                                            | Keine Nominierung                                                         | Keine Nominierung                       | Keine Nominierung                       | Frauke                                  | Keine Nominierung                       | Frauke                                  | Frauke                                  | von den Zuschauern rausgewählt (Tag 92) | von den Zuschauern rausgewählt (Tag 92) |
| Luanna                                                                    | nicht im Haus                                   | nicht im Haus                                     | nicht im Haus                                                             | nicht im Haus                           | nicht im Haus                           | Mateo                                   | Benedikt                                | Frauke                                  | von den Zuschauern rausgewählt (Tag 88) | von den Zuschauern rausgewählt (Tag 88) | von den Zuschauern rausgewählt (Tag 88) |
| Bertha                                                                    | nicht im Haus                                   | nicht im Haus                                     | nicht im Haus                                                             | nicht im Haus                           | nicht im Haus                           | Simon (2×)                              | Marcus                                  | von den Zuschauern rausgewählt (Tag 85) | von den Zuschauern rausgewählt (Tag 85) | von den Zuschauern rausgewählt (Tag 85) | von den Zuschauern rausgewählt (Tag 85) |
| Simon                                                                     | nicht im Haus                                   | nicht im Haus                                     | nicht im Haus                                                             | nicht im Haus                           | nicht im Haus                           | Marcus                                  | von den Zuschauern rausgewählt (Tag 71) | von den Zuschauern rausgewählt (Tag 71) | von den Zuschauern rausgewählt (Tag 71) | von den Zuschauern rausgewählt (Tag 71) | von den Zuschauern rausgewählt (Tag 71) |
| Tanja                                                                     | Keine Nominierung                               | Angela                                            | Keine Nominierung                                                         | Keine Nominierung                       | Kevin                                   | freiwilliger Auszug (Tag 60)            | freiwilliger Auszug (Tag 60)            | freiwilliger Auszug (Tag 60)            | freiwilliger Auszug (Tag 60)            | freiwilliger Auszug (Tag 60)            | freiwilliger Auszug (Tag 60)            |
| Kevin                                                                     | Yael Sandro                                     | Sandro                                            | Keine Nominierung                                                         | Frauke Marcus Nicos Yael                | Keine Nominierung                       | von den Zuschauern rausgewählt (Tag 57) | von den Zuschauern rausgewählt (Tag 57) | von den Zuschauern rausgewählt (Tag 57) | von den Zuschauern rausgewählt (Tag 57) | von den Zuschauern rausgewählt (Tag 57) | von den Zuschauern rausgewählt (Tag 57) |
| Yael                                                                      | Sandro                                          | Kevin                                             | Keine Nominierung                                                         | Keine Nominierung                       | von den Zuschauern rausgewählt (Tag 43) | von den Zuschauern rausgewählt (Tag 43) | von den Zuschauern rausgewählt (Tag 43) | von den Zuschauern rausgewählt (Tag 43) | von den Zuschauern rausgewählt (Tag 43) | von den Zuschauern rausgewählt (Tag 43) | von den Zuschauern rausgewählt (Tag 43) |
| Angela                                                                    | Frauke Sandro                                   | Sandro                                            | Keine Nominierung                                                         | Keine Nominierung                       | ausgeschlossen (Tag 40)                 | ausgeschlossen (Tag 40)                 | ausgeschlossen (Tag 40)                 | ausgeschlossen (Tag 40)                 | ausgeschlossen (Tag 40)                 | ausgeschlossen (Tag 40)                 | ausgeschlossen (Tag 40)                 |
| Maxime                                                                    | Keine Nominierung                               | Yael                                              | Keine Nominierung                                                         | freiwilliger Auszug (Tag 30)            | freiwilliger Auszug (Tag 30)            | freiwilliger Auszug (Tag 30)            | freiwilliger Auszug (Tag 30)            | freiwilliger Auszug (Tag 30)            | freiwilliger Auszug (Tag 30)            | freiwilliger Auszug (Tag 30)            | freiwilliger Auszug (Tag 30)            |
| Gema                                                                      | Keine Nominierung                               | Moritz                                            | Keine Nominierung                                                         | von den Zuschauern rausgewählt (Tag 29) | von den Zuschauern rausgewählt (Tag 29) | von den Zuschauern rausgewählt (Tag 29) | von den Zuschauern rausgewählt (Tag 29) | von den Zuschauern rausgewählt (Tag 29) | von den Zuschauern rausgewählt (Tag 29) | von den Zuschauern rausgewählt (Tag 29) | von den Zuschauern rausgewählt (Tag 29) |
| Moritz                                                                    | Keine Nominierung                               | Yael                                              | Keine Nominierung                                                         | freiwilliger Auszug (Tag 24)            | freiwilliger Auszug (Tag 24)            | freiwilliger Auszug (Tag 24)            | freiwilliger Auszug (Tag 24)            | freiwilliger Auszug (Tag 24)            | freiwilliger Auszug (Tag 24)            | freiwilliger Auszug (Tag 24)            | freiwilliger Auszug (Tag 24)            |
| Sandro                                                                    | Kevin                                           | Ciara                                             | Keine Nominierung                                                         | freiwilliger Auszug (Tag 24)            | freiwilliger Auszug (Tag 24)            | freiwilliger Auszug (Tag 24)            | freiwilliger Auszug (Tag 24)            | freiwilliger Auszug (Tag 24)            | freiwilliger Auszug (Tag 24)            | freiwilliger Auszug (Tag 24)            | freiwilliger Auszug (Tag 24)            |
| Ciara                                                                     | Frauke                                          | Gema                                              | von den Zuschauern rausgewählt (Tag 15)                                   | von den Zuschauern rausgewählt (Tag 15) | von den Zuschauern rausgewählt (Tag 15) | von den Zuschauern rausgewählt (Tag 15) | von den Zuschauern rausgewählt (Tag 15) | von den Zuschauern rausgewählt (Tag 15) | von den Zuschauern rausgewählt (Tag 15) | von den Zuschauern rausgewählt (Tag 15) | von den Zuschauern rausgewählt (Tag 15) |
| Jaqueline                                                                 | Sandro                                          | von den Zuschauern rausgewählt (Tag 8)            | von den Zuschauern rausgewählt (Tag 8)                                    | von den Zuschauern rausgewählt (Tag 8)  | von den Zuschauern rausgewählt (Tag 8)  | von den Zuschauern rausgewählt (Tag 8)  | von den Zuschauern rausgewählt (Tag 8)  | von den Zuschauern rausgewählt (Tag 8)  | von den Zuschauern rausgewählt (Tag 8)  | von den Zuschauern rausgewählt (Tag 8)  | von den Zuschauern rausgewählt (Tag 8)  |
|                                                                           | Runde 1 bis 11.03.24                            | Runde 2 bis 18.03.24                              | Runde 3 bis 01.04.24                                                      | Runde 4 bis 15.04.24                    | Runde 5 bis 29.04.24                    | Runde 6 bis 13.05.24                    | Runde 7 bis 27.05.24                    | Runde 8 bis 30.05.24                    | Halbfinale 03.06.24                     | Finale 10.06.24                         | Finale 10.06.24                         |
| Freiwilliger Auszug                                                       |                                                 |                                                   | Moritz Sandro                                                             | Maxime                                  |                                         | Tanja                                   |                                         |                                         |                                         |                                         |                                         |
| Rauswurf                                                                  |                                                 |                                                   |                                                                           | Angela                                  |                                         |                                         |                                         |                                         |                                         |                                         |                                         |
| Nominierungsschutz                                                        | Mateo                                           |                                                   | Angela Benedikt Christian Frauke Kevin Maja Marcus Mateo Nicos Tanja Yael |                                         | Alle Frauen Mateo                       |                                         | Mateo                                   | Mateo                                   | Mateo                                   |                                         |                                         |
| Nominiert                                                                 | Angela Frauke Jaqueline Kevin Nicos Sandro Yael | Angela Ciara Gema Kevin Maxime Moritz Sandro Yael | Gema Maxime Moritz Sandro                                                 | Frauke Marcus Nicos Yael                | Christian Kevin Marcus                  | Frauke Luanna Simon                     | Bertha Benedikt Frauke Marcus           | Frauke Luanna                           | Frauke Marcus Nicos                     |                                         |                                         |
| Rauswahl                                                                  | Jaqueline rausgewählt                           | Ciara rausgewählt                                 | Gema rausgewählt                                                          | Yael rausgewählt                        | Kevin rausgewählt                       | Simon rausgewählt                       | Bertha rausgewählt                      | Luanna rausgewählt                      | Nicos rausgewählt                       | Maja (von 6)                            | Maja (von 6)                            |
| Rauswahl                                                                  | Jaqueline rausgewählt                           | Ciara rausgewählt                                 | Gema rausgewählt                                                          | Yael rausgewählt                        | Kevin rausgewählt                       | Simon rausgewählt                       | Bertha rausgewählt                      | Luanna rausgewählt                      | Nicos rausgewählt                       | Mateo (von 5)                           | Christian (von 4)                       |
| Rauswahl                                                                  | Jaqueline rausgewählt                           | Ciara rausgewählt                                 | Gema rausgewählt                                                          | Yael rausgewählt                        | Kevin rausgewählt                       | Simon rausgewählt                       | Bertha rausgewählt                      | Luanna rausgewählt                      | Nicos rausgewählt                       | Benedikt (von 3)                        | Frauke (von 2)                          |
| Rauswahl                                                                  | Jaqueline rausgewählt                           | Ciara rausgewählt                                 | Gema rausgewählt                                                          | Yael rausgewählt                        | Kevin rausgewählt                       | Simon rausgewählt                       | Bertha rausgewählt                      | Luanna rausgewählt                      | Nicos rausgewählt                       | Marcus (von 2)                          |                                         |
| Legende: N = Nominierungsdatum, E = Entscheidungsdatum Anmerkungen: 1. 2. |                                                 |                                                   |                                                                           |                                         |                                         |                                         |                                         |                                         |                                         |                                         |                                         |

### 15. Staffel
Im Rahmen der 12. Staffel Promi Big Brother wurde von den Moderatoren eine 15. Staffel für das Frühjahr 2025 auf dem Streamingdienst Joyn angekündigt. Die 15. Staffel startete am 24. Februar 2025 und endete mit dem Finale am 14. April 2025. Ein 24-Stunden-Livestream wurde kostenpflichtig über Joyn PLUS angeboten. Mo.- Fr. gab es auf sixx, zusätzlich zur Tageszusammenfassung auf Joyn, eine Live-Sendung unter dem Namen „Big Brother – Die Show“, welche von Jochen Schropp, Jochen Bendel, Melissa Khalaj und Elena Gruschka in wechselnden Duos moderiert wurde. Insgesamt lief die Staffel 50 Tage. Gewinner war Marcel Schiefelbein aus Köthen (nahm bereits an der 8 & 9 Staffel teil und wurde jeweils Zweiter). Er gewann 50.000 Euro.
| Name                 | Alter | Wohnort           | Beruf                            | Einzug           | Auszug           | Tage im Haus | Bemerkungen                                             |
| -------------------- | ----- | ----------------- | -------------------------------- | ---------------- | ---------------- | ------------ | ------------------------------------------------------- |
| Marcel Schiefelbein  | 40    | Köthen            | Altenpfleger                     | 5. März 2025     | 14. April 2025   | 41           | Sieger, Bewohner der 8. & 9. Staffel                    |
| Tanja Steidel        | 56    | Giesen            | Nagelstudiobesitzerin            | 21. März 2025    | 14. April 2025   | 25           | Zweitplatzierte, Bewohnerin der 14. Staffel             |
| Tino Wachtel         | 31    | Rügen             | Landwirt                         | 24. Februar 2025 | 14. April 2025   | 50           | Drittplatzierter                                        |
| Stefan Inthal        | 23    | Innsbruck         | Fußballer                        | 24. Februar 2025 | 14. April 2025   | 50           | Viertplatzierter                                        |
| Saskia Simmert       | 41    | Nienburg          | Telefonistin, Nageldesignerin    | 19. März 2025    | 14. April 2025   | 27           | Fünftplatzierte                                         |
| Dino Zrilić          | 27    | Eschweiler        | Krankenpfleger                   | 24. Februar 2025 | 14. April 2025   | 50           | Sechstplatzierter                                       |
| Ulrike Itgensoy      | 41    | Dortmund          | Friseurmeisterin                 | 24. Februar 2025 | 11. April 2025   | 47           | von den Zuschauern rausgewählt                          |
| Iris Gonska          | 27    | Berlin            | Pflegehelferin                   | 24. Februar 2025 | 9. April 2025    | 45           | von den Zuschauern rausgewählt                          |
| Julia Oemler         | 30    | Leipzig           | Heilpraktikerin                  | 27. Februar 2025 | 7. April 2025    | 40           | von den Zuschauern rausgewählt                          |
| Nadiem Bahiat        | 30    | Bochum            | Social-Media-Manager             | 24. Februar 2025 | 4. April 2025    | 40           | von den Zuschauern rausgewählt                          |
| Ulf Franz            | 60    | Dormagen          | Türsteher, DJ                    | 5. März 2025     | 2. April 2025    | 29           | von den Zuschauern rausgewählt, Bewohner der 4. Staffel |
| Andriana Anagnostaki | 21    | Offenbach am Main | Marketingstudentin               | 24. Februar 2025 | 31. März 2025    | 36           | von den Zuschauern rausgewählt                          |
| Corinna Frank        | 35    | Wien              | Krankenschwester, OnlyFans-Model | 12. März 2025    | 24. März 2025    | 13           | von den Zuschauern rausgewählt                          |
| Mariama Bah          | 23    | Bielefeld         | Krankenschwester                 | 24. Februar 2025 | 17. März 2025    | 22           | von den Zuschauern rausgewählt                          |
| Marvin Opana         | 28    | Berlin            | Model                            | 3. März 2025     | 11. März 2025    | 9            | von den Zuschauern rausgewählt                          |
| Florentina Shamolli  | 27    | Wien              | Bürokauffrau                     | 24. Februar 2025 | 10. März 2025    | 15           | von den Zuschauern rausgewählt                          |
| Aurelia Ziva         | 28    | Ulm               | Vertriebsmitarbeiterin           | 24. Februar 2025 | 3. März 2025     | 8            | von den Zuschauern rausgewählt                          |
| Mika Akalin          | 23    | Gladbeck          | Unternehmer                      | 24. Februar 2025 | 26. Februar 2025 | 3            | von den Zuschauern rausgewählt                          |
| Anmerkungen: 1.      |       |                   |                                  |                  |                  |              |                                                         |

## Diskografie
Die folgenden Tabellen beinhalten alle Alben und Singles die im Rahmen des Projektes von den „Big Brother Allstars“ veröffentlicht wurden. Des Weiteren kam es auch immer wieder zu musikalischen Auftritten seitens der Bewohner während des laufenden Formats. Diese Darbietungen sind zu Teilen auf den Alben zu finden und wurden zur Anfangszeit teilweise als Singles veröffentlicht. Hier werden nur Bewohnerbeiträge dargestellt, welche die Singlecharts erreichten und innerhalb beziehungsweise bis spätestens zum Ende des Folgemonats nach Staffelende erschienen sind.

### Big Brother Allstars

#### Alben
| Jahr | Titel Musiklabel                                           | Höchstplatzierung, Gesamtwochen, AuszeichnungChartplatzierungen (Jahr, Titel, Musiklabel, Platzierungen, Wochen, Auszeichnungen, Anmerkungen) | Höchstplatzierung, Gesamtwochen, AuszeichnungChartplatzierungen (Jahr, Titel, Musiklabel, Platzierungen, Wochen, Auszeichnungen, Anmerkungen) | Höchstplatzierung, Gesamtwochen, AuszeichnungChartplatzierungen (Jahr, Titel, Musiklabel, Platzierungen, Wochen, Auszeichnungen, Anmerkungen) | Anmerkungen                             |
| Jahr | Titel Musiklabel                                           | DE | AT | CH | Anmerkungen                             |
| ---- | ---------------------------------------------------------- | --- | --- | --- | --------------------------------------- |
| 2000 | Big Brother – Der TV-Soundtrack Sony Music                 | — | — | — | Erstveröffentlichung: 3. November 2000  |
| 2000 | Weihnachten mit Big Brother BMG                            | DE36 (4 Wo.)DE | — | — | Erstveröffentlichung: 24. November 2000 |
| 2004 | Die Sommerfete Universal Music                             | DE3 (7 Wo.)DE | AT24 (5 Wo.)AT | CH51 (3 Wo.)CH | Erstveröffentlichung: 1. August 2004    |
| 2004 | Das Winteralbum – Hits Zum Kuscheln Mighty                 | DE38 (5 Wo.)DE | — | — | Erstveröffentlichung: 29. November 2004 |
| 2005 | Die Sommerfete 2005 Mighty                                 | — | — | — | Erstveröffentlichung: 8. August 2005    |
| 2010 | 10 Jahre Big Brother und das Beste von heute Endemol Music | — | — | — | Erstveröffentlichung: 7. Mai 2010       |
| 2010 | Big Brother – Das Album zur Jubiläumsstaffel EMI           | — | — | — | Erstveröffentlichung: 2. Juli 2010      |

#### Singles
| Jahr | Titel Album               | Höchstplatzierung, Gesamtwochen, AuszeichnungChartplatzierungen (Jahr, Titel, Album, Platzierungen, Wochen, Auszeichnungen, Anmerkungen) | Höchstplatzierung, Gesamtwochen, AuszeichnungChartplatzierungen (Jahr, Titel, Album, Platzierungen, Wochen, Auszeichnungen, Anmerkungen) | Höchstplatzierung, Gesamtwochen, AuszeichnungChartplatzierungen (Jahr, Titel, Album, Platzierungen, Wochen, Auszeichnungen, Anmerkungen) | Anmerkungen                                                                     |
| Jahr | Titel Album               | DE | AT | CH | Anmerkungen                                                                     |
| ---- | ------------------------- | --- | --- | --- | ------------------------------------------------------------------------------- |
| 2003 | Anfang ohne Ende –        | DE9 (7 Wo.)DE | AT32 (6 Wo.)AT | — | Erstveröffentlichung: 7. Juli 2003                                              |
| 2004 | Unser Haus Die Sommerfete | DE8 (9 Wo.)DE | AT26 (9 Wo.)AT | — | Erstveröffentlichung: 17. Mai 2004 Original: Madness – Our House                |
| 2004 | Wie ’ne Family –          | DE28 (5 Wo.)DE | AT50 (2 Wo.)AT | — | Erstveröffentlichung: 6. September 2004 Original: Sister Sledge – We Are Family |

### Bewohner (Charterfolge)
| Jahr | Titel Interpret                                   | Höchstplatzierung, Gesamtwochen, AuszeichnungChartplatzierungen (Jahr, Titel, Interpret, Platzierungen, Wochen, Auszeichnungen, Anmerkungen) | Höchstplatzierung, Gesamtwochen, AuszeichnungChartplatzierungen (Jahr, Titel, Interpret, Platzierungen, Wochen, Auszeichnungen, Anmerkungen) | Höchstplatzierung, Gesamtwochen, AuszeichnungChartplatzierungen (Jahr, Titel, Interpret, Platzierungen, Wochen, Auszeichnungen, Anmerkungen) | Anmerkungen                                                         |
| Jahr | Titel Interpret                                   | DE | AT | CH | Anmerkungen                                                         |
| ---- | ------------------------------------------------- | --- | --- | --- | ------------------------------------------------------------------- |
| 2000 | Ich vermiss’ Dich (wie die Hölle) Zlatko          | DE1 ×3Dreifachgold · (15 Wo.)DE | AT1 Gold · (14 Wo.)AT | CH5 (14 Wo.)CH | Erstveröffentlichung: 25. April 2000 Verkäufe: + 725.000            |
| 2000 | Ich will nur dich Alex                            | DE3 Gold · (10 Wo.)DE | AT5 (9 Wo.)AT | CH15 (7 Wo.)CH | Erstveröffentlichung: 5. Juni 2000 Verkäufe: + 250.000              |
| 2000 | Großer Bruder Zlatko & Jürgen                     | DE1 Platin · (16 Wo.)DE | AT5 (11 Wo.)AT | CH8 (11 Wo.)CH | Erstveröffentlichung: 13. Juni 2000 Verkäufe: + 500.000             |
| 2000 | Ist das alles? Verena                             | DE29 (5 Wo.)DE | — | — | Erstveröffentlichung: 17. Juli 2000                                 |
| 2000 | Gewinner Andrea & John                            | DE40 (4 Wo.)DE | — | — | Erstveröffentlichung: 24. Juli 2000                                 |
| 2000 | Es ist geil ein Arschloch zu sein Christian       | DE1 Platin · (16 Wo.)DE | AT3 (16 Wo.)AT | CH7 (14 Wo.)CH | Erstveröffentlichung: 13. November 2000 Verkäufe: + 500.000         |
| 2000 | Ich geh nicht ohne dich Walter                    | DE3 Gold · (11 Wo.)DE | AT8 (14 Wo.)AT | CH11 (10 Wo.)CH | Erstveröffentlichung: 11. Dezember 2000 Verkäufe: + 250.000         |
| 2001 | Hold Me In-Motion feat. Linda                     | DE80 (3 Wo.)DE | — | — | Erstveröffentlichung: 2. Januar 2001                                |
| 2001 | Mir kann keiner was! Harry                        | DE44 (6 Wo.)DE | — | — | Erstveröffentlichung: 22. Januar 2001 Original: Dion – The Wanderer |
| 2001 | Keiner versteht mich Michael                      | DE69 (3 Wo.)DE | — | — | Erstveröffentlichung: 23. April 2001                                |
| 2003 | Du bist das Größte Ulf                            | DE10 (9 Wo.)DE | — | — | Erstveröffentlichung: 19. Mai 2003                                  |
| 2003 | Ich liebe das Leben Ulf                           | DE30 (5 Wo.)DE | — | — | Erstveröffentlichung: 23. Juni 2003                                 |
| 2003 | Liebst Du mich (oder liebst Du mich nicht)? Hella | DE10 (9 Wo.)DE | AT16 (9 Wo.)AT | — | Erstveröffentlichung: 30. Juni 2003                                 |
| 2003 | In meinen Träumen Hella & Sava                    | DE39 (6 Wo.)DE | AT44 (2 Wo.)AT | — | Erstveröffentlichung: 28. Juli 2003                                 |
| 2003 | We Will Be Stars Nadja                            | DE54 (4 Wo.)DE | AT52 (3 Wo.)AT | — | Erstveröffentlichung: 4. August 2003                                |
| 2005 | Geiles Jahr Sascha S.                             | DE17 (9 Wo.)DE | AT44 (3 Wo.)AT | — | Erstveröffentlichung: 7. März 2005                                  |
| 2005 | Ich würd’s immer wieder tun Franzi                | DE26 (9 Wo.)DE | — | — | Erstveröffentlichung: 14. März 2005                                 |
| 2006 | Gib mir nur ein bisschen Zeit Giuseppe            | DE27 (5 Wo.)DE | — | — | Erstveröffentlichung: 24. Februar 2006                              |

## Kritik
Das bei seiner Einführung heftig umstrittene Format wurde zu Beginn als gesellschaftlicher Tabubruch erlebt. Kritisiert wurde die Zurschaustellung privaten Lebens in der medialen Öffentlichkeit und damit verbunden der als ethisch fragwürdig empfundene Eingriff der Fernsehsender in das Privatleben der Bewohner. Des Weiteren werde den Bewohnern ohne ihr Wissen ein bestimmtes Image verpasst, welches negative Auswirkungen auf das Leben nach Big Brother haben kann. Häufig würden in den Tageszusammenfassungen nur Szenen gezeigt, die die Bewohner in einer starken emotionalen Gefühlslage zeigen, Streitszenen und Mobbing würden zu Unterhaltungszwecken in den Vordergrund gestellt. Auch wurde kritisiert, dass die Kandidaten der Show psychisch teilweise unter sehr großem Druck stünden, was traumatisierend wirken könne. Die ständige Beobachtung durch Kameras sowie das Zusammenleben mit fremden Menschen auf engstem Raum stelle eine hohe Belastung dar. Diese sei zwar selbstgewählt, werde aber hauptsächlich in Anbetracht der hohen Gewinnsumme in Kauf genommen.
Im Jahr 2004 kam die Sendung in die Kritik, weil explizit mitgefilmt wurde, als sich eine Bewohnerin ein Brustwarzenpiercing stechen ließ. Dies sahen die Kommission für Jugendmedienschutz (KJM) und die Hamburgische Anstalt für neue Medien (HAM), in Anbetracht der Sendezeit im Nachmittagsprogramm, als unpassend an.
Zu Beginn der 5. Staffel wurde die Bewohnerin Sandra in der Boulevardpresse als Herzlos-Mutter tituliert, weil sie, um in das Big-Brother-Haus ziehen zu können, ihren kleinen Sohn zu ihren Großeltern gegeben hatte. Infolge der negativen Presse durfte das Kind für eine Stunde zu seiner Mutter in das Haus. Kirche und Politik kritisierten das Vorgehen des Senders, welcher daraufhin gegen den Willen der Produktionsfirma die Bewohnerin aus dem Spiel herausnahm.
Immer wieder machten Bewohner durch eklatantes Fehlverhalten auf sich aufmerksam. So musste der Bewohner Adrian (Staffel 8) aufgrund eines Pädophilenwitzes ebenso das Haus verlassen, wie seine Mitbewohnerin Rebecca wegen einer nationalsozialistischen Äußerung. Auch in der elften Staffel wurde ein Bewohner wegen einer nationalsozialistischen Geste aus dem Haus entfernt. Damals hatte der Bewohner René mit seinen Fingern einen Hitlerbart angedeutet.
Im Verlauf der 10. Staffel rieb der Bewohner Klaus seinen Po an dem Kopfkissen von Mitbewohnerin Lilly. Das Haus verlassen musste er jedoch genauso wenig wie Carlos, der gegen Ende einer Liveshow die Zuschauer, eine Mitbewohnerin und deren behinderten Sohn auf das schlimmste beleidigte, letzterem sogar den Tod wünschte.
Während der offenen Nominierung in der Live-Show am 21. Juni 2010 kam es zu einem Eklat, der vom Bewohner René ausgelöst wurde. Als dieser Daniel nominierte, führte er eine „zutiefst beleidigende, verletzende und pietätlose“ Nominierungsbegründung an, indem er seinem Mitstreiter vorwarf, seine Schicksalsschläge, gemeint waren seine zwei verstorbenen Tanten und seine verstorbene Großmutter, im Fernsehen zu verkaufen, um Mitleid von den Zuschauern zu bekommen. Die anderen Bewohner waren von dieser Nominierungbegründung geschockt und fassungslos, woraufhin René mit sofortiger Wirkung vom Projekt Big Brother ausgeschlossen wurde.

## Promi Big Brother in Deutschland

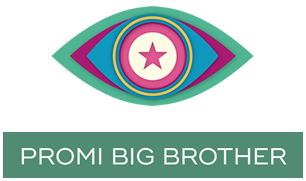
Logo des Promi-Ablegers

Aufgrund des großen Erfolges von Berlin – Tag & Nacht wurde 2012 kein Big Brother produziert. Am 13. November 2012 sprach Endemol-Deutschland-Geschäftsführer Marcus Wolter aber von einer Fortsetzung der Sendung. Nach zwei Jahren Pause wechselte die Show zu Sat.1 und wird dort seit dem 13. September 2013 unter dem Titel Promi Big Brother ausgestrahlt. Am 15. August 2014 startete die zweite Staffel, die den Beinamen Das Experiment trug. Mit leicht verändertem Staffelkonzept startete am 14. August 2015 die dritte Staffel. Bisher wurden bis 2024 zwölf Staffeln produziert.

### Übersicht
| Staffel | Moderatoren    | Moderatoren       | Staffel- auftakt | Staffel- finale | Tage im Haus | Teil- nehmer          | Gewinner(in)     | Zweitplatzierte(r) | Drittplatzierte(r) | Zuschauer- durchschnitt |
| ------- | -------------- | ----------------- | ---------------- | --------------- | ------------ | --------------------- | ---------------- | ------------------ | ------------------ | ----------------------- |
| 1       | Oliver Pocher  | Cindy aus Marzahn | 13. Sep. 2013    | 27. Sep. 2013   | 15           | 13 1                  | Jenny Elvers     | Natalia Osada      | Marijke Amado      | 2,04 Mio.               |
| 2       | Jochen Schropp |                   | 15. Aug. 2014    | 29. Aug. 2014   | 17           | 12                    | Aaron Troschke   | Claudia Effenberg  | Ronald Schill      | 2,92 Mio.               |
| 3       | Jochen Schropp | 14. Aug. 2015     | 28. Aug. 2015    | David Odonkor   | 17           | 12                    | Menowin Fröhlich | Nino de Angelo     | 2,37 Mio.          |                         |
| 4       | Jochen Schropp | 2. Sep. 2016      | 16. Sep. 2016    | 13 1            | 17           | Benjamin „Ben“ Tewaag | Cathy Lugner     | Mario Basler       | 2,00 Mio.          |                         |
| 5       | Jochen Schropp | Jochen Bendel     | 11. Aug. 2017    | 25. Aug. 2017   | 17           | 12                    | Jens Hilbert     | Milo Moiré         | Willi Herren       | 1,86 Mio.               |
| 6       | Jochen Schropp | Marlene Lufen     | 17. Aug. 2018    | 31. Aug. 2018   | 17           | 13 1                  | Silvia Wollny    | Chethrin Schulze   | Alphonso Williams  | 2,09 Mio.               |
| 7       | Jochen Schropp | Marlene Lufen     | 9. Aug. 2019     | 23. Aug. 2019   | 17           | 12                    | Janine Pink      | Joey Heindle       | Tobias Wegener     | 2,01 Mio.               |
| 8       | Jochen Schropp | Marlene Lufen     | 7. Aug. 2020     | 28. Aug. 2020   | 24           | 18 2                  | Werner Hansch    | Mischa Mayer       | Kathy Kelly        | 1,67 Mio.               |
| 9       | Jochen Schropp | Marlene Lufen     | 6. Aug. 2021     | 27. Aug. 2021   | 24           | 18 2                  | Melanie Müller   | Uwe Abel           | Danny Liedtke      | 1,25 Mio.               |
| 10      | Jochen Schropp | Marlene Lufen     | 18. Nov. 2022    | 7. Dez. 2022    | 22           | 13                    | Rainer Gottwald  | Micaela Schäfer    | Sam Dylan          | 1,4 Mio.                |
| 11      | Jochen Schropp | Marlene Lufen     | 18. Nov. 2023    | 4. Dez. 2023    | 17           | 13                    | Yeliz Koç        | Marco Strecker     | Peter Klein        | 1,5 Mio.                |
| 12      | Jochen Schropp | Marlene Lufen     | 7. Okt. 2024     | 21. Okt. 2024   | 17           | 14                    | Leyla Lahouar    | Jochen Horst       | Matthias Höhn      | 1,3 Mio.                |

## Big Brother in der Schweiz
Big Brother Schweiz wurde produziert von Endemol und umfasste zwei Staffeln, welche auf TV3 ausgestrahlt wurden. Die erste Staffel im Jahr 2000 war ein grosser Erfolg und zog dementsprechend eine weitere Big-Brother-Ausgabe nach sich, welche 2001 stattfand. Obwohl sie nicht an die Quoten der ersten Staffel herankam, war auch die zweite Ausgabe erfolgreich.
Nach dem offiziellen Rückzug der US-amerikanisch-luxemburgischen SBS Broadcasting Group (SBS) im Januar 2001 musste der Medienkonzern Tamedia AG (Tages-Anzeiger) den Fernsehsender TV3 allein finanzieren. Schliesslich wurde der Sender am 23. Dezember 2001 eingestellt, womit auch das Ende von Big Brother Schweiz besiegelt war.

### 1. Staffel
Am 3. September 2000 zogen die Kandidaten in einen Wohncontainer (153 m² Wohnfläche) mit Garten auf dem streng bewachten Gelände der Filmstudios Glattfelden bei Zürich. Am 30. Dezember 2000 endete die erste Big-Brother-Ausgabe in der Schweiz nach 106 Tagen. Mit Daniela gewann zum ersten Mal überhaupt eine Frau eine Big-Brother-Staffel. Daniela veröffentlichte nach ihrem Erfolg eine CD, ebenso wie andere Bewohner, unter anderem Fabian und Nadim, mit einem gemeinsamen Song. Stefan veröffentlichte hingegen ein Kochbuch mit Rezepten, die er unter anderem im Container zubereitet hatte.
Dani Fohrler moderierte die 1. Staffel, unterstützt wurde er dabei von der Aussenmoderatorin Karin Lanz. Der offizielle Song stammte von «Lasso» mit dem Titel «Bisch parat». Zudem erschien wöchentlich das Big-Brother-Magazin, auch ein PC-Spiel wurde veröffentlicht.
| Name    | Einzug | Auszug  | Bemerkung                                      |
| ------- | ------ | ------- | ---------------------------------------------- |
| Daniela | Tag 1  | Tag 106 | 1. Platz                                       |
| Conny   | Tag 1  | Tag 106 | 2. Platz                                       |
| Janine  | Tag 1  | Tag 106 | 3. Platz                                       |
| Remo    | Tag 1  | Tag 99  | nominiert gegen Janine                         |
| Ruedi   | Tag 66 | Tag 85  | nominiert gegen Conny                          |
| Olivier | Tag 1  | Tag 71  | nominiert gegen Conny                          |
| Nadim   | Tag 1  | Tag 57  | freiwilliger Auszug                            |
| Masha   | Tag 36 | Tag 57  | nominiert gegen Conny, Daniela, Nadim          |
| Fabian  | Tag 22 | Tag 43  | nominiert gegen Daniela                        |
| Stefan  | Tag 1  | Tag 33  | freiwilliger Auszug                            |
| Tanisha | Tag 1  | Tag 29  | nominiert gegen Janine                         |
| Miguel  | Tag 1  | Tag 20  | freiwilliger Auszug                            |
| Evelyne | Tag 1  | Tag 15  | nominiert gegen Daniela, Janine, Nadim, Stefan |

Haustier: Katze Filou

### 2. Staffel
Knapp einen Monat nach der ersten Staffel startete am 28. Januar 2001 die zweite Ausgabe von Big Brother Schweiz aus Glattfelden. Diese umfasste 106 Tage und dauerte bis zum 13. Mai 2001. Moderiert wurde die 2. Staffel dieses Mal von Eva Wannenmacher. Die Aussenmoderation übernahm Yves Schifferle.
| Name      | Einzug | Auszug  | Bemerkung           |
| --------- | ------ | ------- | ------------------- |
| Christian | Tag 1  | Tag 106 | 1. Platz            |
| Remo      | Tag 1  | Tag 106 | 2. Platz            |
| Theresa   | Tag 32 | Tag 106 | 3. Platz            |
| Michèle   | Tag 62 | Tag 106 | 4. Platz            |
| Nino      | Tag 32 | Tag 99  | abgewählt           |
| Eugene    | Tag 1  | Tag 85  | abgewählt           |
| Kiyomi    | Tag 12 | Tag 71  | abgewählt           |
| Raphael   | Tag 1  | Tag 57  | abgewählt           |
| Sabrina   | Tag 1  | Tag 43  | abgewählt           |
| Tiana     | Tag 1  | Tag 36  | freiwilliger Auszug |
| Patrick   | Tag 1  | Tag 29  | freiwilliger Auszug |
| Patrizia  | Tag 1  | Tag 29  | abgewählt           |
| Sara      | Tag 1  | Tag 15  | abgewählt           |
| Laila     | Tag 1  | Tag 8   | freiwilliger Auszug |

Haustier: Minischwein Piggy